# Kabylie
Vous lisez un « article de qualité » labellisé en 2014.
Cette page contient des caractères tifinaghs. En cas de problème, consultez Aide:Unicode ou testez votre navigateur.
La Kabylie (en kabyle : Tamurt n Iqbayliyen, Tamurt n Leqbayel, Tamurt n Izwawen, en tifinagh : ⵜⴰⵎⵓⵔⵜ ⵏ ⵉⵇⴱⴰⵢⵍⵉⵢⴻⵏ, en arabe : بلاد القبائل) est une région historique située dans le Nord de l'Algérie, à l'est d'Alger.
Terre de montagnes densément peuplées, elle est entourée de plaines littorales à l'ouest et à l'est, au nord par la Méditerranée et au sud par les Hauts Plateaux. Fonctionnant de manière tribale, elle tient son nom des Kabyles, population de culture et de traditions berbères, dont elle est le foyer. Son histoire a fait d'elle un pôle de résistance aux conquérants successifs, mais aussi le point d'appui de plusieurs entreprises dynastiques, et l'a placée au premier plan des mouvements pour la reconnaissance de l'identité amazighe (berbère) dans l'Algérie et l'Afrique du Nord contemporaines.
La variété de son écosystème en fait le siège d'une biodiversité protégée par plusieurs parcs nationaux. Son climat, modulé par le relief, peut comporter des hivers rigoureux et des étés arides. Le développement de l'agriculture, principalement arboricole, y étant limité par les conditions naturelles, la Kabylie est aussi, traditionnellement, le centre d'une importante production artisanale typique.
Outre son patrimoine historique, la région possède un patrimoine immatériel important, incluant une littérature orale, un équilibre et un mode de vie paysans qui restent à préserver. Dans l'Algérie indépendante, son économie connait des évolutions marquées par la création de groupes industriels publics ou privés et un intérêt pour son potentiel touristique.

## Toponymie
En français, « Kabylie » dérive de « Kabyle », que l'étymologie la plus couramment admise fait dériver de l'arabe qabā'il, pluriel de qabila, « tribu ». Au sens premier, les Kabyles seraient donc simplement les « gens des tribus ». Dans l'histoire précoloniale de l'Afrique du Nord, la tribu est la forme d'organisation sociale qui s'est maintenue contre ou malgré toutes les tentatives de soumission des États (makhzen) émergents. Les officiers français, successeurs du makhzen ottoman, se sont d'abord servis du terme pour distinguer moins une ethnie ou une région précises qu'un type d'adversaire particulièrement opiniâtre : le montagnard. Mais le mot fut aussi employé pour désigner de façon plus spécifique les seuls montagnards berbérophones ou encore, en un sens plus général, tous les Berbères sédentaires, voire tous les sédentaires d'Afrique du Nord.
L'introduction du toponyme semble due aux voyageurs européens : on n'en trouve pas de trace plus ancienne chez les auteurs d'expression arabe. Les berbérophones de la région la nomment en kabyle « Tamurt n Leqbayel » (en tifinagh : ⵜⴰⵎⵓⵔⵜ ⵏ ⵍⵇⴱⴰⵢⵍ), « le pays des Kabyles », Tamurt n Izwawen (Izwawen étant le nom originel des Kabyles) ou plus simplement « Tamurt », qui signifie « la terre natale », « la patrie ». Les arabophones l'appellent « بَلَد القبائل » (prononcé [blæd ləqbæyəl] en arabe algérien), littéralement « pays des tribus ».
Les termes « Kabylie » et « Kabyle » se sont imposés au milieu du XIXe siècle au moment où, prenant possession de l’Algérie, les Français (militaires, administrateurs puis chercheurs) ont éprouvé le besoin d’identifier les différentes régions de la colonie et les populations qui y étaient établies.

## Géographie
Pour un article plus général, voir Géographie de l'Algérie.

### Localisation

Carte topographique de la Kabylie.

La dénomination « Kabylie » (au singulier ou au pluriel) était initialement appliquée à toutes les régions du Maghreb peuplées de Kabyles, dans tous les sens de ce terme, et avait donc la même polysémie que lui. On parlait ainsi de Kabylies de l'Ouarsenis, de la Saoura, du Maroc ou encore de Tunis,. Mais elle prit à partir du milieu du XIXe siècle une signification plus précise, pour être progressivement réservée à l'ensemble d'un seul tenant que forment les montagnes telliennes entre Alger et Constantine, autour des massifs du Djurdjura, des Bibans et des Babors. Le mot « Kabyle » se vit à son tour redéfini pour ne plus s'appliquer qu'à la population habitant ou originaire de la région ainsi circonscrite, alors plus largement berbérophone qu'aujourd'hui et réputée berbère dans son ensemble, y compris dans sa composante orientale et arabophone, les Kabyles El Had'ra. De fait, la géographie physique ne suffit pas, notamment vers l'est, à borner précisément cet espace souvent décrit comme une juxtaposition de « Kabylies ». Selon les auteurs, il peut encore s'étendre, en s'en tenant aux sources contemporaines, tantôt jusqu'au contact des confins algéro-tunisiens, tantôt jusqu'en vue d'Annaba, tantôt jusqu'à la péninsule de Collo,, cette dernière définition s'appuyant, au-delà de la géographie physique, sur une unité humaine marquée sinon partout par une même langue, du moins par un même mode de vie paysan.
L'usage courant, notamment local, connaît aussi des définitions plus resserrées, qui tendent à laisser de côté les territoires les plus arabisés : dans le kabyle des années 1950 déjà, le mot Aqbayli, bien que sans traduction géographique rigoureuse, renvoyait grossièrement à un espace circonscrit entre Thénia d'un côté, Sétif et Jijel de l'autre ; périmètre qui ne retient, dans le découpage administratif de 1984, que les wilayas de Tizi Ouzou et Béjaïa, l'Est de celle de Boumerdès, le Nord de celles de Bouira, Bordj Bou Arreridj et Sétif et l'Ouest de la wilaya de Jijel,,. Les cartes en circulation dans la mouvance régionaliste contemporaine ne dépassent pas le cadre de ces sept wilayas,. Dans la sphère académique, l'étude de la région, selon une forme de métonymie, se restreint souvent de fait à sa partie nord-occidentale, la Grande Kabylie, élargie tout au plus jusqu'à l'ouest de Béjaïa pour incorporer la majeure partie de l'aire kabylophone actuelle. La tendance se trouvait déjà chez les auteurs français du XIXe siècle, dont certains allèrent jusqu'à réserver à cette seule sous-région le nom de Kabylie. Mais ces derniers n'ont pas été suivis, et le sens donné au terme peut encore fortement varier d'un ouvrage à l'autre.

### Relief et subdivisions

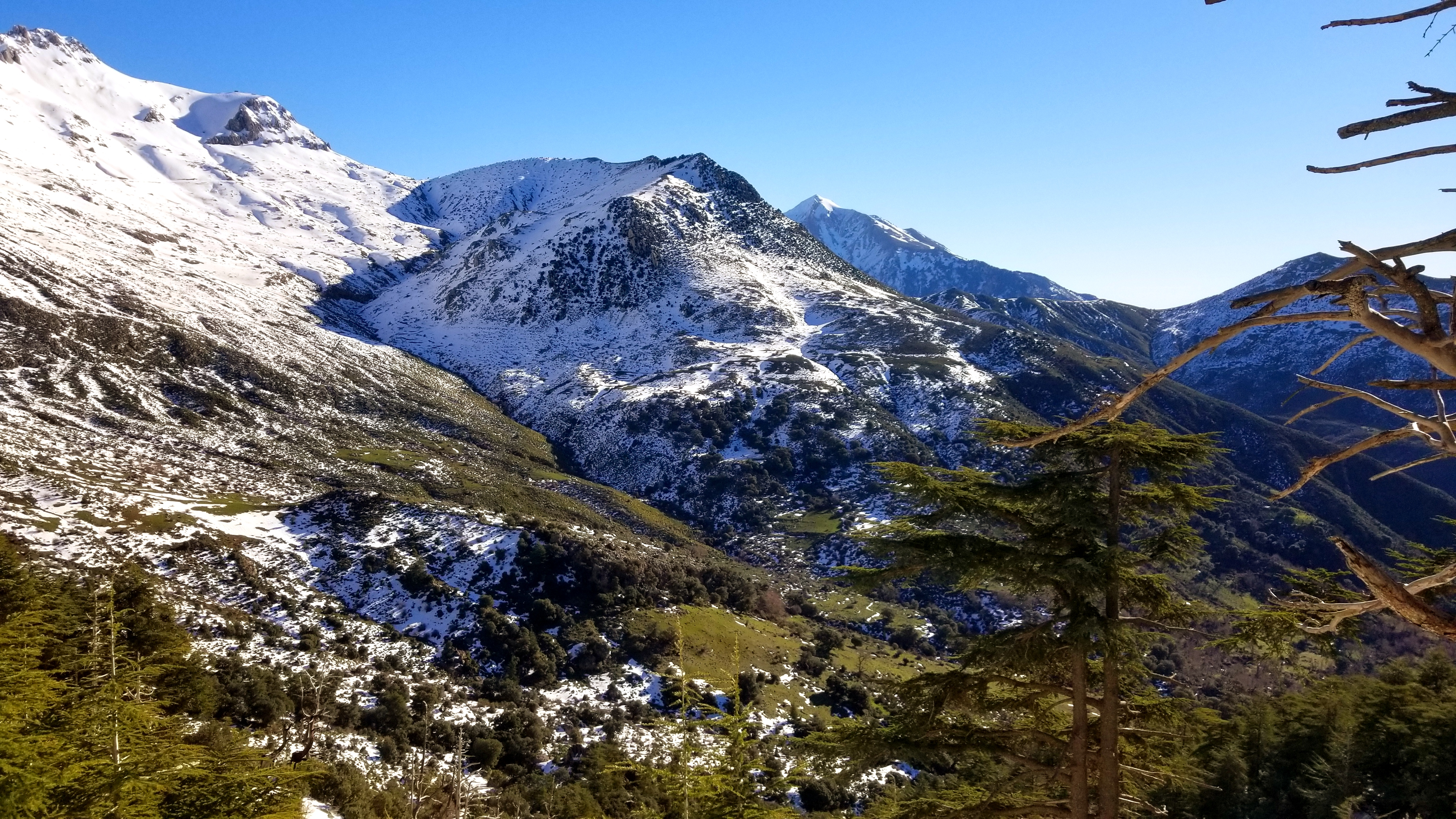
Paysage du Djurdjura en hiver.

Composante de l'Atlas tellien située en bordure de la mer Méditerranée, la Kabylie tire son unité physique du relief montagneux qu'évoque son surnom traditionnel de Tamurt idurar, « le pays des montagnes ». L'altitude y connaît cependant des variations et des ruptures qui sont le support de plusieurs subdivisions.
La principale est celle qui sépare Grande et Petite Kabylies. Sa délimitation usuelle, qui correspond à celle des dialectes « occidentaux » et « orientaux » du kabyle, passe dans sa partie méridionale sur les hauteurs du Djurdjura, recoupant ainsi une distinction traditionnelle, selon l'altitude des habitations, entre « ceux d'en-haut » (Seff Ufella) et « ceux d'en-bas » (Seff Wadda) ; au nord, en revanche, elle n'a pas de support naturel nettement défini, mais suit une ligne de partage historique utilisée à diverses reprises : wilayas algériennes, départements d'Alger et de Constantine sous la colonisation française, beyliks de Médéa et de Constantine sous la régence d'Alger.

#### Grande Kabylie

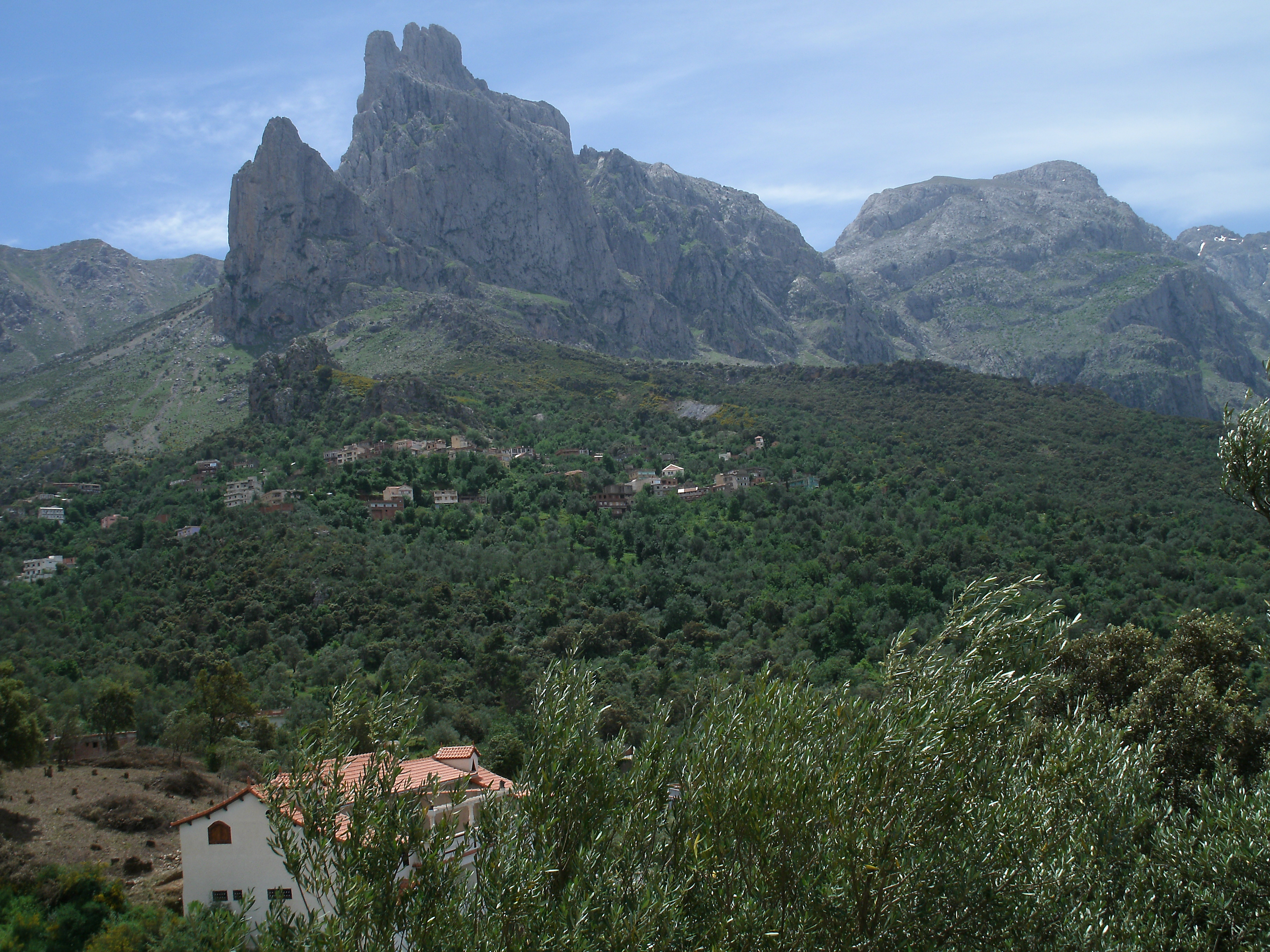
Thaletat, l'un des sommets du Djurdjura.

La Grande Kabylie se distingue par son altitude des régions voisines et s'étend, du nord au sud, de la côte méditerranéenne jusqu'aux crêtes du Djurdjura. Trois ensembles montagneux en occupent la plus grande part :
- dans le Nord, jusqu'à la mer, et dans l'Est, les hauts massifs boisés de la Kabylie maritime, région côtière qui culmine au mont Tamgout (1 278 m), et de l'Akfadou, qui marque le début de la Petite Kabylie ;
- dans le Sud, la chaîne calcaire du Djurdjura, surplombant au nord-ouest la dépression Draâ El Mizan-Ouadhia, au sud la vallée de l'oued Sahel-Soummam, et culminant au Lalla Khedidja (Tamgut Aâlayen), plus haut sommet de l'Atlas tellien (2 308 m)[30] ;
- entre les deux, bordées au nord par le bassin du Sebaou, jouxtant le Djurdjura au sud-est, profondément entaillées par de nombreuses gorges, les montagnes anciennes du massif Agawa, le plus densément peuplé, avec huit-cents mètres d'altitude moyenne[29]. C'est là que se trouvent Tizi Ouzou, principale ville de Grande Kabylie, et Larbaâ Nath Irathen, centre urbain le plus élevé de la région, à environ mille mètres d'altitude.

Le territoire de la Grande Kabylie recouvre aujourd'hui la wilaya de Tizi Ouzou et une partie de celles de Bouira et Boumerdès. Les expressions de « Haute Kabylie » ou de « Kabylie du Djurdjura » sont souvent employées comme synonymes de « Grande Kabylie », l'une ou l'autre de ces appellations pouvant aussi désigner, plus spécifiquement, la partie située au sud du Sebaou. Les franges méridionales de la région, au sud du Djurdjura, autour de la vallée de l'oued Sahel, peuvent être considérées comme un ensemble à part, distinct des Grande et Petite Kabylies et centré sur la ville de Bouira.

#### Petite Kabylie

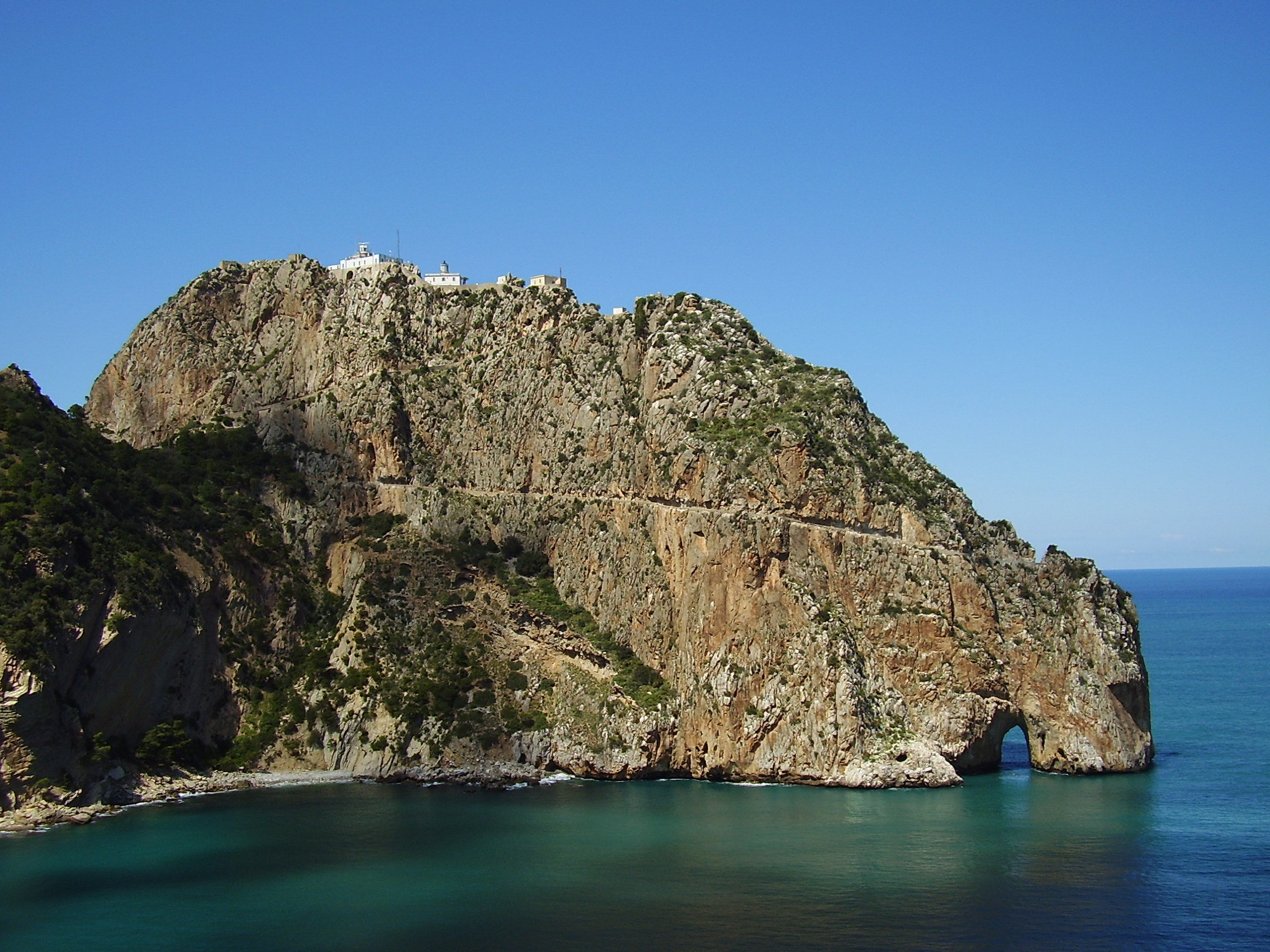
Le cap Carbon, à proximité de Béjaïa.

La Petite Kabylie gravite quant à elle autour de Béjaïa, l'antique Saldae, la plus grande ville de Kabylie, surnommée Bgayet n Lejdud (« Béjaïa des ancêtres »). Son territoire reprend en partie les contours de l'ancienne province de Bougie décrite par Ibn Khaldoun. Elle englobe la vallée de la Soummam jusqu'à la côte et se poursuit par la « Corniche kabyle », qui surplombe la Méditerranée entre Béjaïa et Jijel. Plus au nord, elle s'étend sur les versants du Djurdjura oriental et de l'Akfadou (point culminant à 1 623 m). Elle se prolonge vers le sud jusqu'à la chaîne des Bibans et vers l'est par celle des Babors, dont le mont éponyme est le plus haut sommet de la sous-région (2 004 m) et qui est elle-même bordée au sud par le Guergour. Les définitions les plus larges ajoutent à l'ensemble kabyle le massif de Collo, qui forme l'hinterland du cap Bougaroun, voire les montagnes qui bordent la plaine d'Annaba.
Par sa superficie, la Petite Kabylie n'est pas plus « petite », mais plus étendue que la Grande, si on ne la limite pas à la wilaya de Béjaïa. Toutefois elle est morcelée par le relief, à tel point qu'on parle aussi de plusieurs « Petites Kabylies » : Kabylie de la Soummam, parfois rattachée, du moins pour son versant nord, à la Grande Kabylie ; Kabylie des Babors, parfois considérée comme « la » Petite Kabylie stricto sensu ; Kabylies des Bibans et du Guergour, au sud des précédentes ; vers l'est, Kabylie orientale et Kabylie de Collo, souvent traitées en tout ou partie comme un ensemble à part, la première précédant ou englobant, voire succédant à la seconde, selon les auteurs.
L'expression de « Basse Kabylie », fréquemment utilisée comme équivalent de « Petite Kabylie », sert également à désigner une autre partie de la région, celle qui s'étend entre la Mitidja et la basse vallée du Sebaou. Premier sous-ensemble kabyle rencontré en venant d'Alger, c'est un espace de transition entre plaine et montagne. Beaucoup moins étendue que ses voisines, la Basse Kabylie est aujourd'hui englobée dans la wilaya de Boumerdès.
| Sommet                | Altitude (m) | Chaîne    |
| --------------------- | ------------ | --------- |
| Lalla Khedidja        | 2 308        | Djurdjura |
| Ich n'Timedouine      | 2 305        | Djurdjura |
| Adrar n'Hayzer        | 2 164        | Djurdjura |
| Akouker               | 2 192        | Djurdjura |
| Azru U'gougane        | 2 158        | Djurdjura |
| La Dent du Lion       | 2 150        | Djurdjura |
| Babor Ameqran         | 2 004        | Babors    |
| Tababort              | 1 969        | Babors    |
| Tiruda                | 1 967        | Djurdjura |
| Azru Madene           | 1 947        | Djurdjura |
| Targa U'rumi          | 1 926        | Djurdjura |
| Ras Attroche Ameqrane | 1 942        | Babors    |
| Asswel                | 1 917        | Djurdjura |
| Takoucht              | 1 896        | Babors    |
| Tala N’Chrouft        | 1 885        | Babors    |
| Le mont Azrou n'Thour | 1 884        | Djurdjura |
| Thazivert, Ath ikki   | 1 789        | Akfadou   |
| Adhrar Ou'Mellal      | 1 773        | Babors    |
| Tizi n'Ath Ouavane    | 1 757        | Djurdjura |
| Tala N’Chrouft        | 1 685        | Babors    |
| Takintouch            | 1 647        | Babors    |
| Ighil Ou'behri        | 1 640        | Babors    |
| Thaletat              | 1 638        | Djurdjura |
| Tamezguida            | 1 626        | Babors    |
| Tizi N'Kouilal        | 1 585        | Djurdjura |
| Azrou Taghat          | 1 542        | Akfadou   |
| Kweryet               | 1 500        | Djurdjura |

### Climat

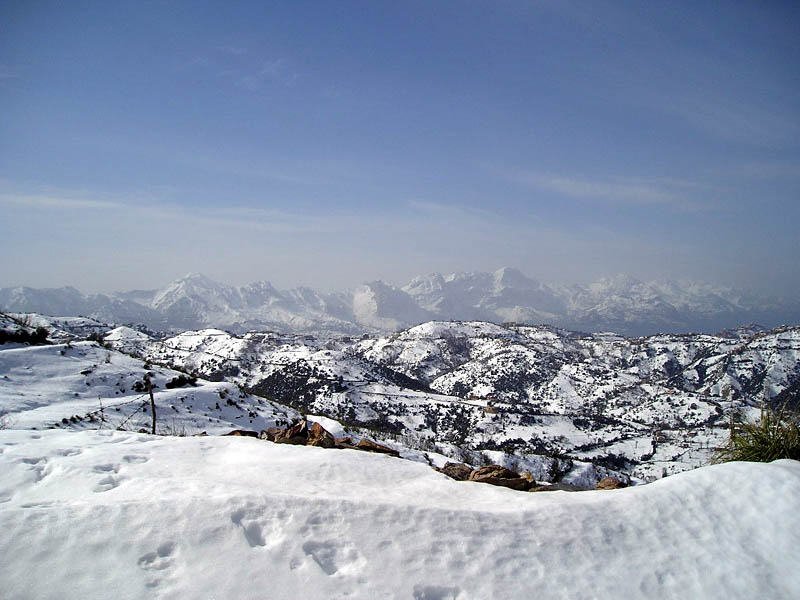
Hiver enneigé sur les montagnes.

La Kabylie comporte plusieurs zones climatiques. Le littoral et la Kabylie maritime sont de climat méditerranéen. L'hiver y est plutôt doux comparé au reste de la région, avec une température de 15 °C en moyenne. La période estivale, rafraîchie par les vents marins, présente une température moyenne de 35 °C environ. Sur les hauteurs, le climat est beaucoup plus rude, avec parfois des températures négatives et une neige abondante l'hiver et des étés très chauds, très secs, notamment vers le sud où la pluviométrie est moindre. Cependant, dans les parties les plus élevées, la température estivale est modérée par l'altitude. Dans les vallées intérieures, l'hiver est sensiblement identique à celui des hauteurs. Mais en été, du fait de l'enclavement ou de l'exposition aux vents du sud, les températures sont particulièrement élevées : c'est le cas à Tizi Ouzou, où la température peut atteindre les 46 °C quand elle est de 35 °C à Dellys, comme à Akbou, dans la vallée de la Soummam, couloir de passage du sirocco.
| Hiver                      | Printemps                                       | Été                                 | Automne                              |
| -------------------------- | ----------------------------------------------- | ----------------------------------- | ------------------------------------ |
| Froid, neigeux et pluvieux | Ensoleillé avec des épisodes de pluie fréquents | Très chaud et sec, épisodes orageux | Très pluvieux avec du soleil parfois |
| T° entre -5° et 15°        | T° entre 20° et 35°                             | T° entre 30° et 45°                 | T° entre 15° et 25°                  |

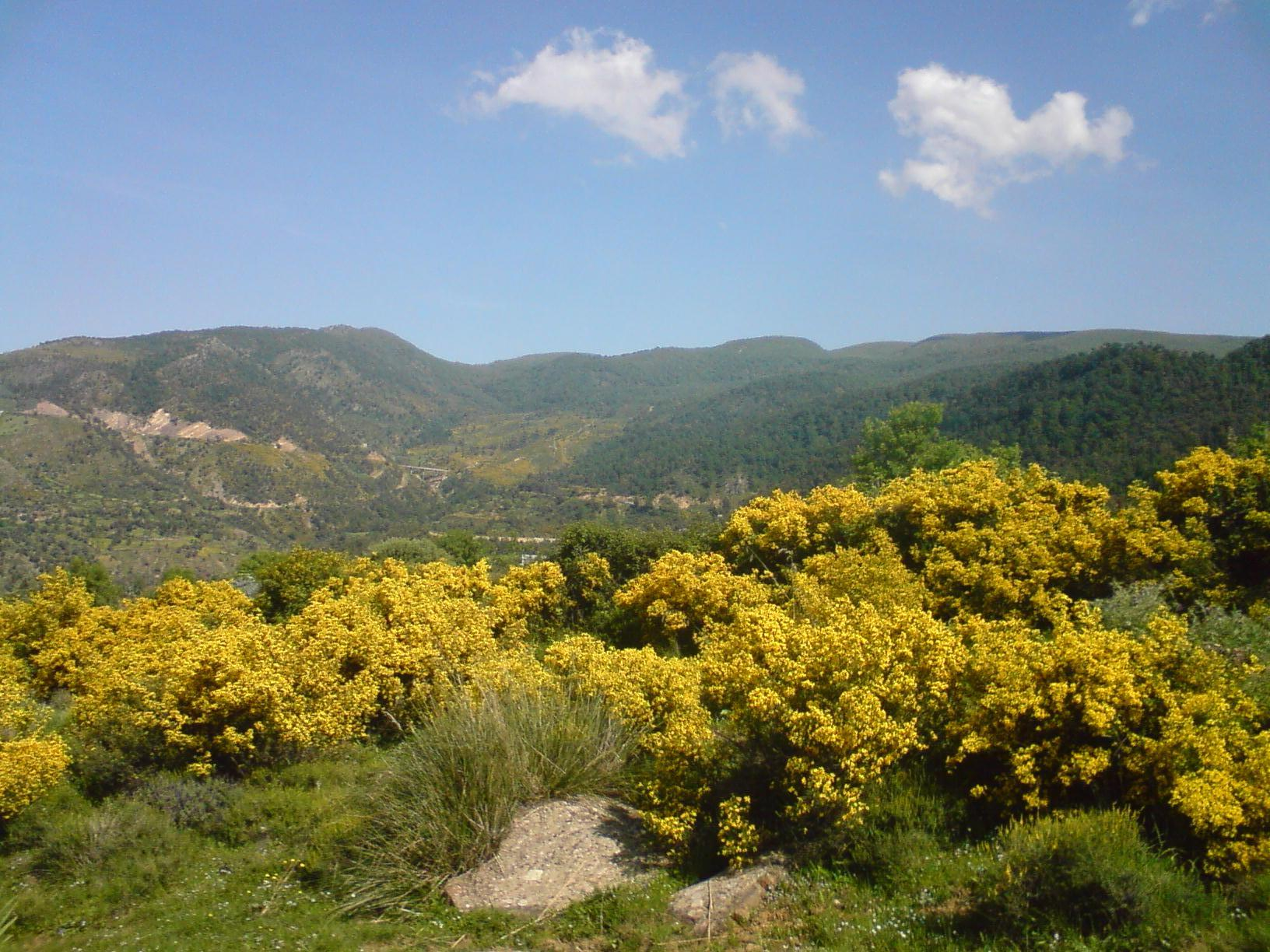
Paysage printanier (Assif El Hammam).

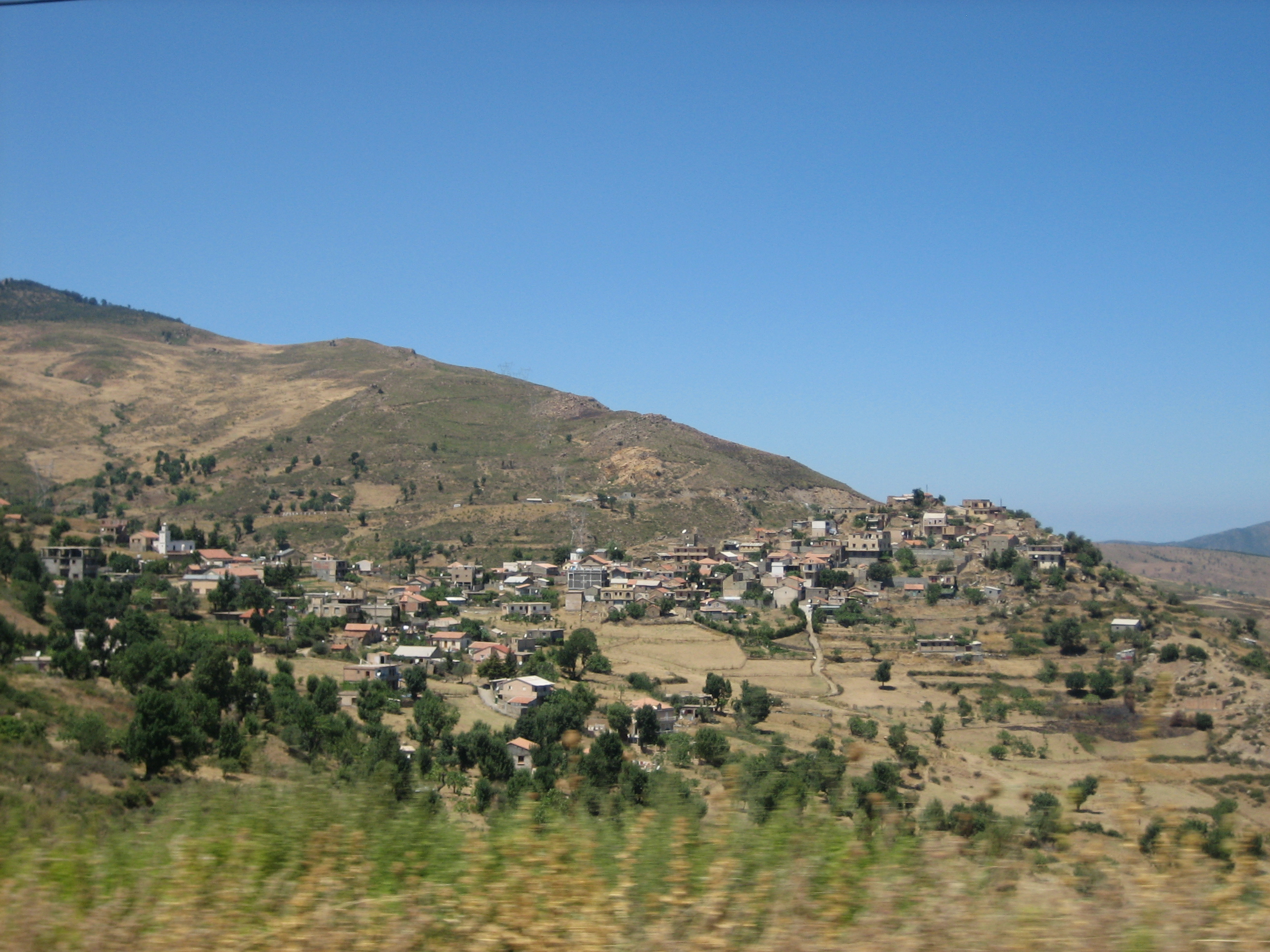
Été en Petite Kabylie (wilaya de Sétif).

La Kabylie bénéficie d'une pluviométrie relativement abondante qui a facilité le développement d'une agriculture typique. En Grande Kabylie, les régions intérieures sont plus arrosées en raison de l'ascension et de la décompression des vents humides : ainsi à Larbaâ Nath Irathen, la pluviométrie est de 1 059 mm contre 833 mm à Tizi Ouzou.
Une ligne de crête qui traverse la région en joignant l'Atlas blidéen, le Djurdjura, les Babors, le massif de Collo et l'Edough, sépare une zone nord très pluvieuse (plus de 800 mm de précipitations par an) d'une zone sud moins arrosée (de 600 à 800 mm par an). Cette différence de pluviosité aurait eu pour conséquence une végétation naturelle plus ou moins dense : aux versants nord, initialement couverts d'une forêt peu hospitalière, devenus plus tard terres de vergers, s'opposeraient ainsi des versants sud plus facilement et sans doute plus précocement peuplés, car plus immédiatement propices à la culture et à l'élevage. Ce facteur introduit un élément supplémentaire de distinction entre Grande et Petite Kabylies. En effet la première, si l'on en exclut le versant sud du Djurdjura (comme le fait le tracé de l'actuelle wilaya de Tizi Ouzou), se trouve entièrement en zone de forte pluviosité. Au contraire, en Petite Kabylie les orientations combinées du littoral et du relief ne laissent que peu de profondeur aux versants nord. Elles font plus de place aux zones moins humides, comme le Guergour et, plus à l'est, le Ferdjioua, qui s'étendent entre Babors et Hauts Plateaux.

### Flore et faune

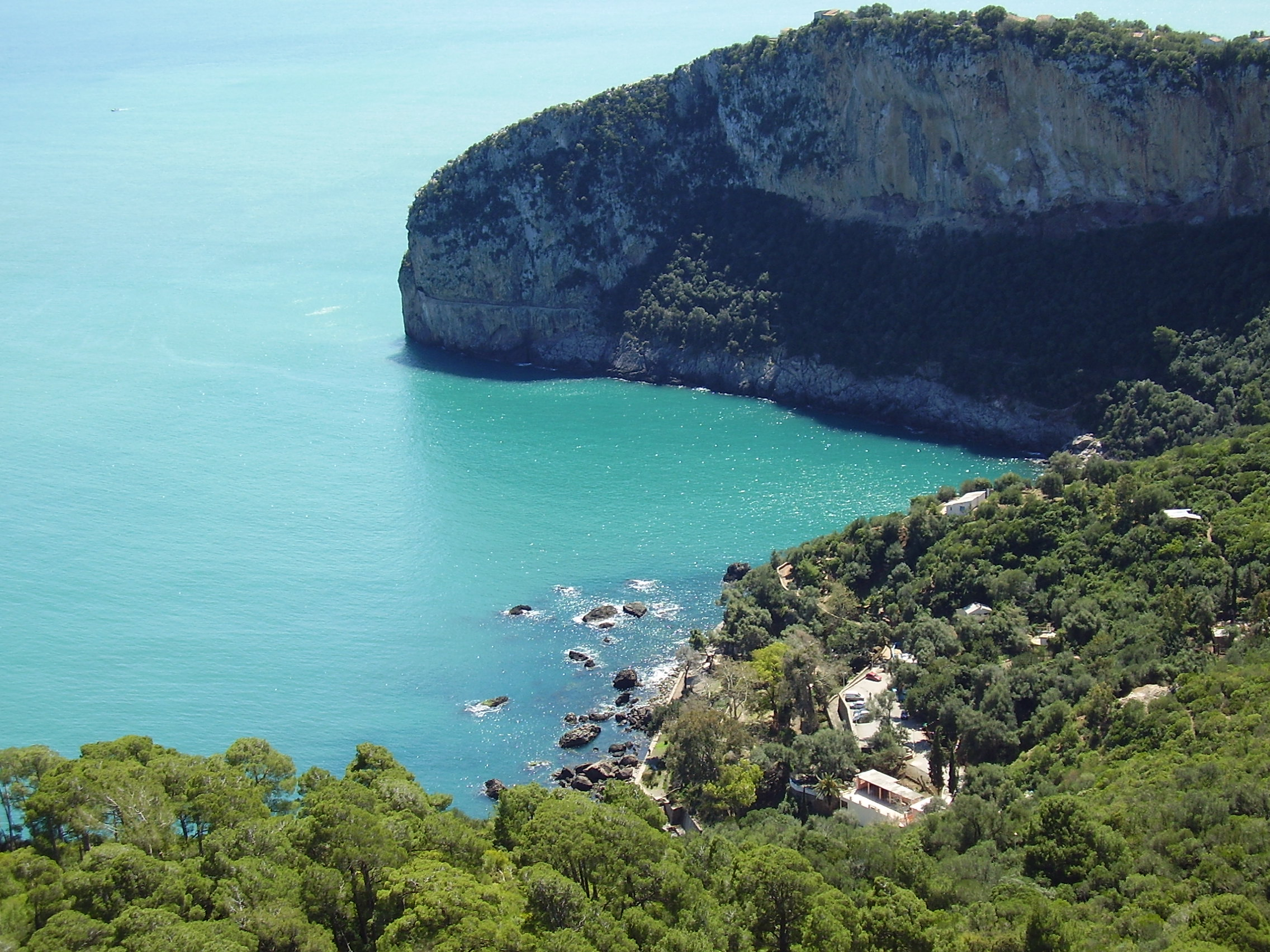
Le site préservé des Aiguades, dans le parc national de Gouraya.

En raison des différences topographiques et climatiques dont elle est le cadre, la Kabylie possède une grande diversité d'espèces dont certaines sont endémiques. Elle abrite quatre des neuf parcs nationaux de l'Algérie septentrionale : le parc national du Djurdjura entre les wilayas de Tizi-Ouzou et Bouira, le parc national de Gouraya, à l'ouest de Béjaïa, le parc national de Taza, sur la Corniche kabyle, entre Béjaïa et Jijel et le récent parc national de Babor-Tababort, créé par décret du 29 avril 2019, réparti sur les wilayas de Sétif, Béjaïa et Jijel. Les trois premiers parcs sont classées par l'UNESCO dans les « réserves de biosphère mondiales », zones modèles visant à concilier la conservation de la biodiversité et le développement durable.

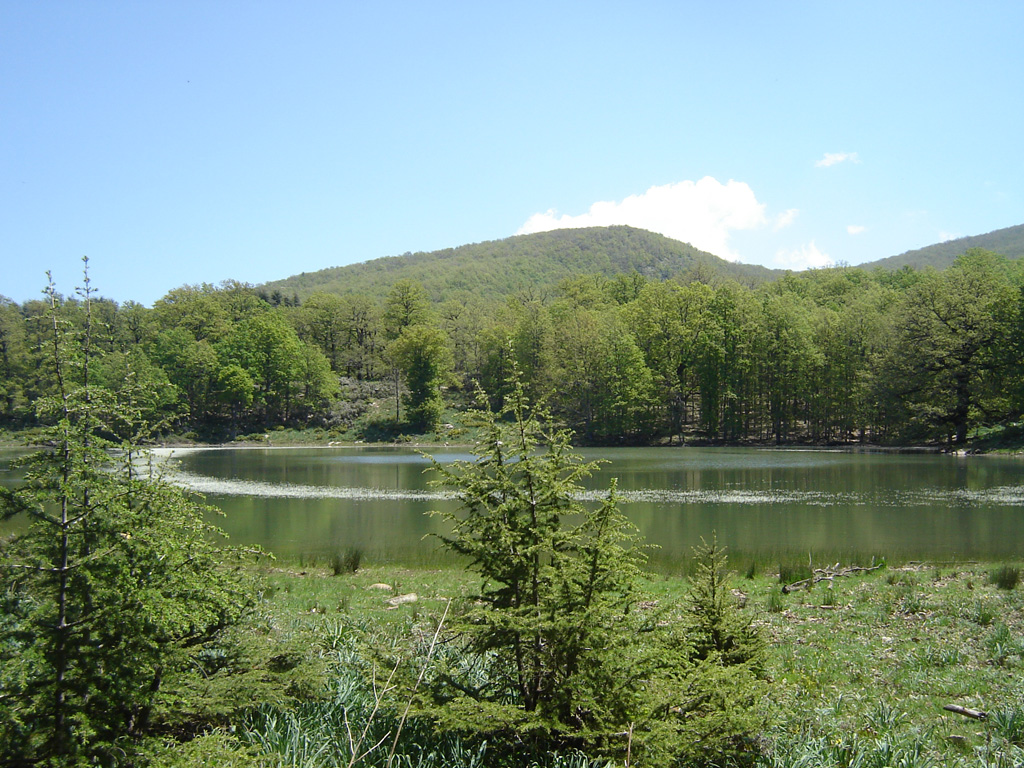
Les rives boisées du lac Noir à Adekar.

La végétation, principalement méditerranéenne, prend les formes du maquis et de la forêt. Celle du parc du Djurdjura se compose en majorité d'une combinaison, variable selon l'altitude, de chêne vert et de cèdre de l'Atlas. Elle illustre les trois types d'essences méditerranéennes qui composent les forêts kabyles : essences à feuilles persistantes, dont les principales sont le chêne vert, le chêne-liège et le houx ; essences à feuilles caduques, au nombre desquelles l'érable à feuille obtuse, l'érable de Montpellier, l'érable champêtre, le merisier et le chêne zéen ; essences résineuses, telles le cèdre de l'Atlas, le pin noir, le pin d'Alep et l’if. Les forêts qui constituent le parc, comme celles d'Aït Ouabane et de Tigounatine, comptent parmi les plus riches de la région.
On retrouve dans le parc de Taza le chêne zéen et le chêne-liège, qui constituent avec le chêne afarès les essences principales de la forêt de Guerrouche. Le parc de Gouraya se singularise par la présence d'euphorbes, très menacées ; on y trouve également des formations de garrigue où se côtoient le chêne kermès et l'olivier sauvage, accompagnés de quelques spécimens de pin d'Alep, de genévrier et d'absinthe.

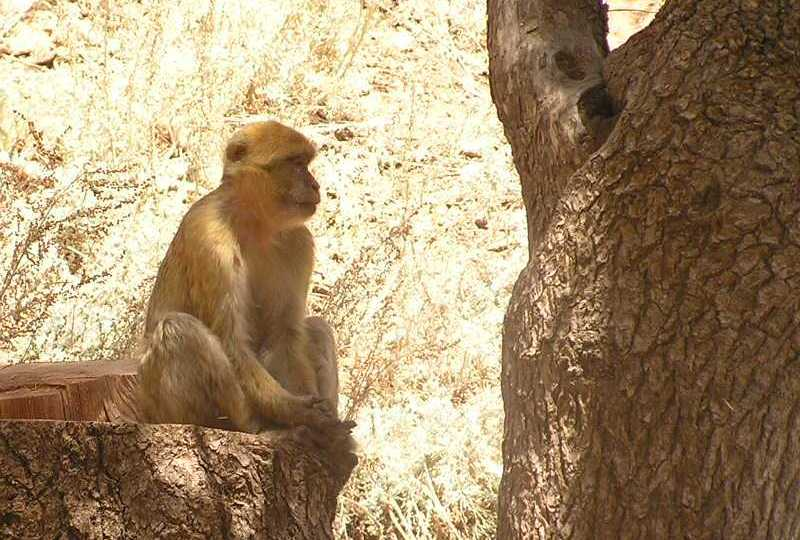
Macaque berbère dans le parc national du Djurdjura.

S'agissant du chêne-liège et dans un pays qui représente lui-même plus de la moitié de la superficie occupée par cette essence sur la rive sud de la Méditerranée, la Kabylie et l'ensemble du Nord-Est algérien constituent la région des plus grandes subéraies : elles s'y étendent, le long du littoral, depuis Alger jusqu'à la frontière tunisienne et du bord de mer jusqu'à 1 200 m d'altitude. La seule wilaya de Jijel peut atteindre jusqu'à 50 % de la production nationale de liège.
Les massifs kabyles abritent de nombreux mammifères sauvages parmi lesquels le Macaque berbère (ou singe magot), espèce endémique d'Afrique du Nord, la mangouste, le Chacal doré, la genette, le Porc-épic, le sanglier, le Chat sauvage et autrefois le lion (présence signalée jusqu'au début du 20e)[réf. nécessaire]; la Hyène rayée, la belette, le Renard roux, le Lièvre brun et le Hérisson d'Algérie sont signalés dans les parcs du Djurdjura et de Taza, le Lapin de garenne à Taza et Gouraya et le Lynx caracal à Gouraya et dans le Djurdjura, où la présence du serval est également probable. Les sommets de la région sont le gîte de plusieurs espèces de rapaces dont l'Aigle de Bonelli, le vautour fauve, la Chouette du Maghreb et le Grand-duc d'Europe ; dans le Djurdjura se rencontrent encore le Gypaète barbu et le Percnoptère d'Égypte ; l'Aigle royal et le Faucon crécerelle, également présents à Taza ; et la buse féroce, signalée aussi à Gouraya,. Les hauteurs de Petite Kabylie abritent en outre la Sittelle kabyle, espèce de passereau endémique qui n'a été découverte qu'en 1975, sur le mont Babor, et retrouvée plus récemment, en 1989, dans la forêt de Guerrouche. La salamandre algire, amphibien vulnérable, est présente dans le parc du Djurdjura.
Les eaux littorales kabyles présentent également une faune et une flore remarquables. L'aire marine du parc de Gouraya abrite quatre espèces protégées de mammifères marins : marsouin et dauphin communs, dauphin souffleur et cachalot ; ses fonds recèlent six paysages d'intérêt international : encorbellements à Lithophyllum lichenoides[Lequel ?], trottoirs à vermets, bourrelets à Corallina elongata, forêts à Dictyopteris membranacea, herbiers tigrés à Posidonia oceanica et récifs-barrières à Posidonia oceanica. Les eaux adjacentes au parc de Taza incluent le « banc des Kabyles », classé « aire spécialement protégée d’importance méditerranéenne » (ASPIM) par la convention de Barcelone : riches d'une communauté de corail en bon état de santé, elles abondent en plusieurs des espèces menacées répertoriées dans le cadre de la convention, ainsi qu’en espèces « bio-indicatrices » des eaux non polluées.

### Répartition spatiale de la population

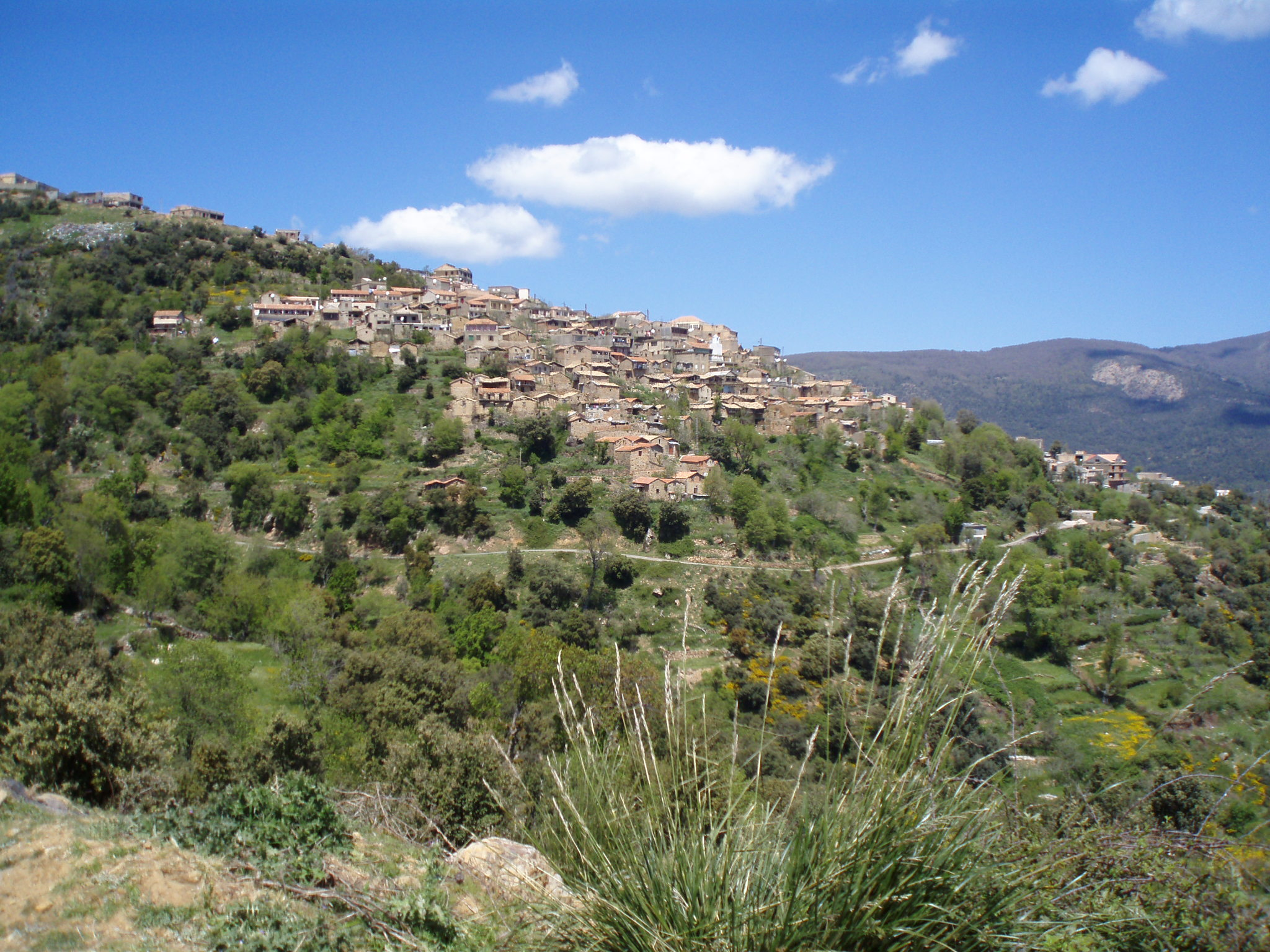
Un village de montagne, Imaghdacene.

La population est nombreuse pour une région à dominante montagnarde et rurale, notamment en Grande Kabylie où se rencontrent pourtant les altitudes les plus élevées. Le phénomène n'est pas nouveau et il a particulièrement frappé les colonisateurs français. Il est d'autant plus original que la taille des localités de plaine est longtemps restée limitée, le gros village de montagne, niché sur les crêtes, étant la forme principale d'agglomération. À l'est de la Soummam, l'habitat traditionnel se fait plus dispersé, prenant la forme de hameaux de clairière.

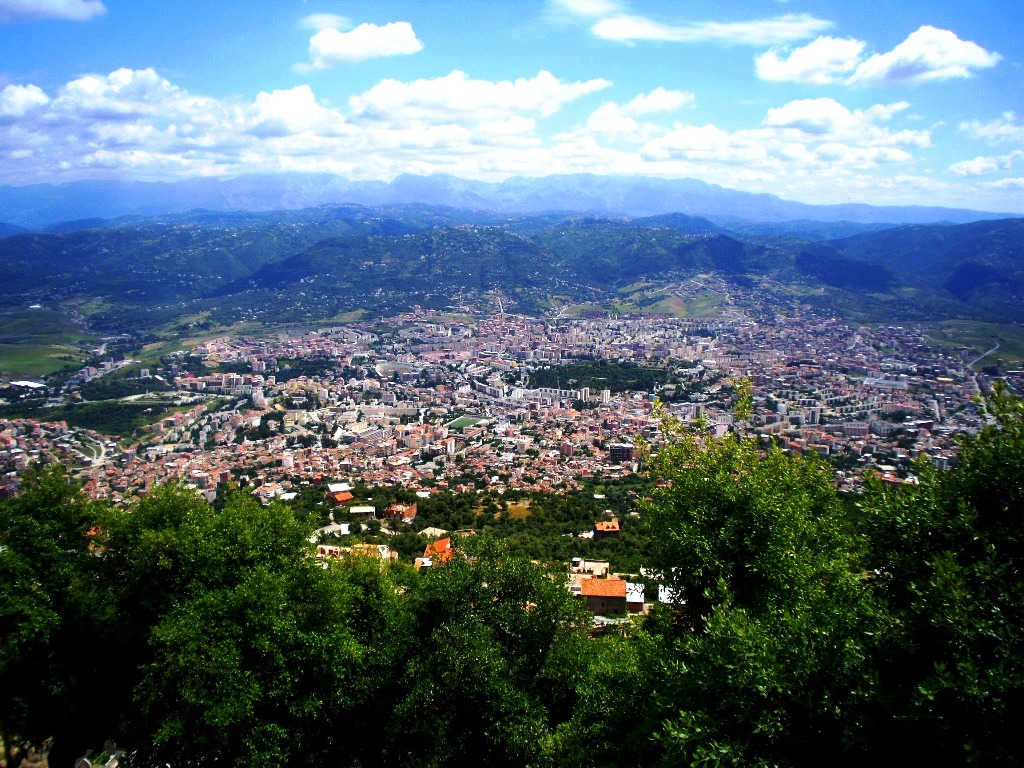
Vue d'ensemble de la ville de Tizi Ouzou.

Toutefois l'exode rural a profondément modifié cette situation. Relayant une tradition pré-coloniale d'émigration temporaire, la colonisation française en a fait un phénomène massif, alimentant largement, dès le début du XXe siècle, les premières vagues d'émigration maghrébine vers la France ; après l'indépendance algérienne, le flux s'est orienté vers les grandes villes du pays, à commencer par sa capitale. La population kabylophone a ainsi constitué une diaspora estimée à deux millions ou deux millions et demi de personnes (dont près d'un million en France) pour trois millions à trois millions et demi en Kabylie.
L'exode rural se poursuit vers les villes situées aux portes mêmes des montagnes kabyles, principalement Alger, Tizi Ouzou, Béjaïa, Jijel, Constantine, Skikda et Annaba. Toujours très peuplée, la région est marquée par un dualisme qui oppose le monde du village ou du hameau, surtout habité de femmes, d'enfants et de personnes âgées, et celui de la ville, lieu des activités industrielles et de services, des équipements et des habitats collectifs, qui attire la majeure partie des hommes adultes. Au début du XXIe siècle, les trois quarts environ de la population active masculine de Kabylie vivent en dehors de la région.

### Transports et voies de communication

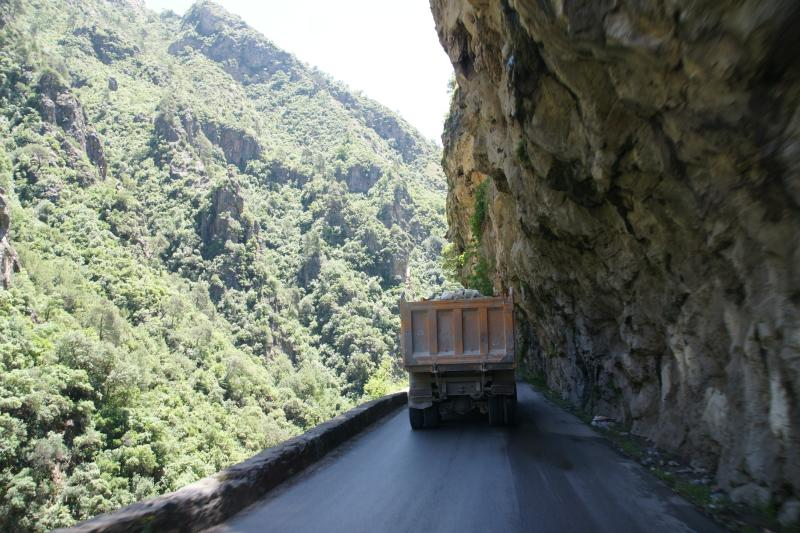
Les gorges de Kherrata.

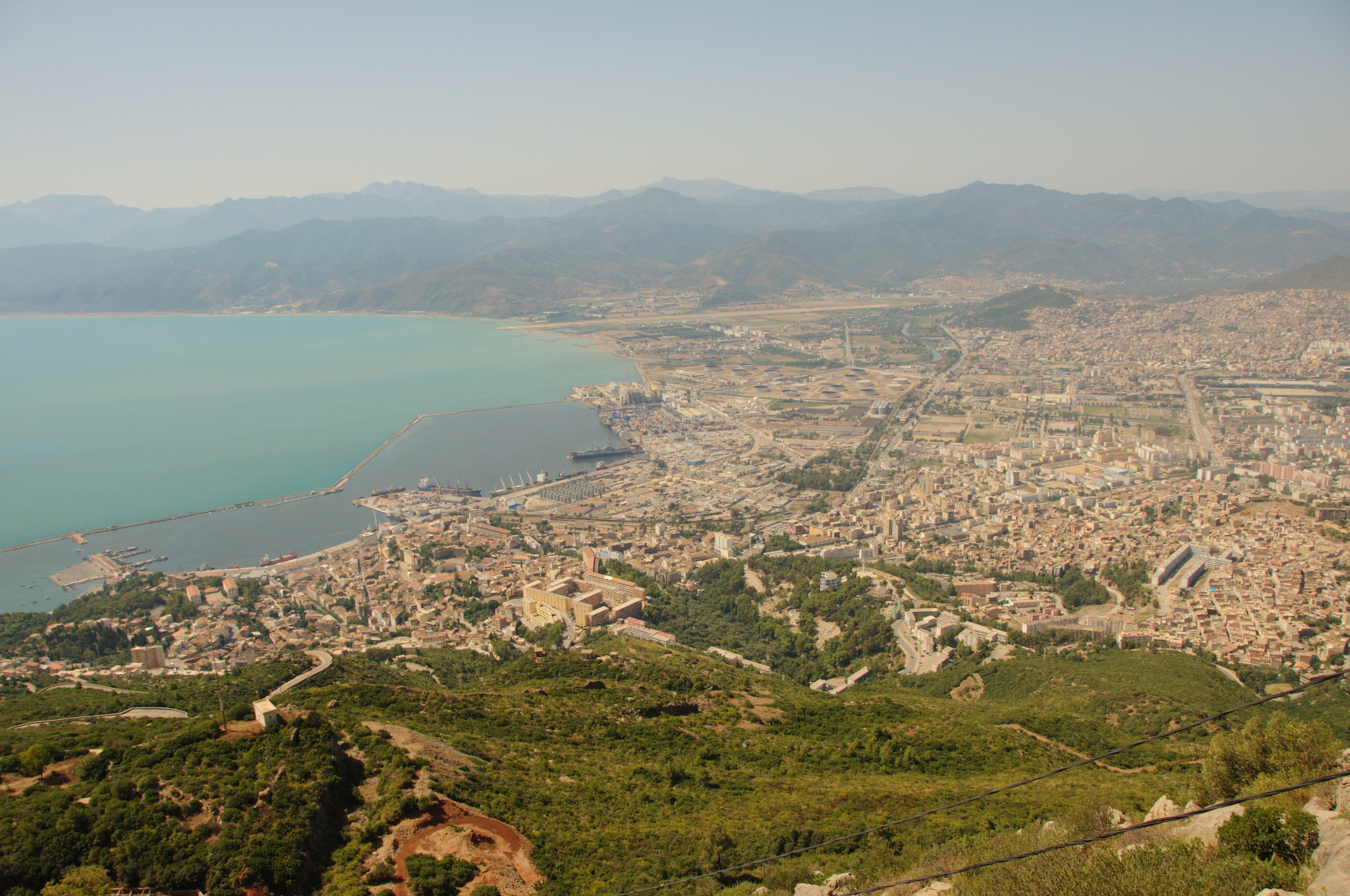
Béjaïa et son port.

À l'intérieur de la région, les axes de communication terrestres tirent parti des dépressions du relief : la route d'Alger à Béjaïa passe par la vallée du Sebaou, celle de Béjaïa à Sétif emprunte sur huit kilomètres les gorges de Kherrata (Chabet El Akra, le « défilé de la mort »). Les montagnes kabyles représentent cependant un obstacle que contourne par le sud le tracé du grand projet d'autoroute Est-Ouest. Son tronçon Alger-Constantine, aujourd'hui achevé, permet de desservir Sétif, Bordj Bou Arreridj et Bouira, ville à proximité de laquelle a été construit le viaduc d'Aïn Turk, le plus grand d'Afrique ; néanmoins, en 2011, les pénétrantes autoroutières qui doivent en assurer la liaison avec Béjaïa et Tizi Ouzou sont encore à venir. Les lignes ferroviaires ont bénéficié à la fin des années 2000 d'une modernisation du matériel roulant, qu'illustre la mise en service en 2009 d'un autorail sur la ligne Béjaïa-Alger. La ligne Tizi Ouzou-Alger, rouverte en juillet 2009 après être restée fermée depuis les années 1990 pour raison de sécurité, reste soumise aux aléas de l'hiver montagnard.
Les ports du littoral kabyle tiennent des rôles variables entre les échelons local et international. Le port de Béjaïa occupe le deuxième rang en Algérie par son volume d'activité, derrière celui d'Alger ; débouché important pour une partie de la production régionale (minerais, vins, figues, prunes ou liège), il a donné depuis les années 1960 une place grandissante au pétrole et aux produits pétroliers tirés du Sahara (les hydrocarbures représentent 86 % de ses exportations en 2005). En 2008, il a été intégré au projet européen des « autoroutes de la mer » (ADM), aux côtés de Gabès, Agadir et Haïfa. Le port de Djendjen, non loin de Jijel, est destiné à devenir un hub portuaire de niveau mondial : en 2010, la voie rapide qui doit le relier à Sétif est en travaux et une liaison ferroviaire à grande vitesse est à l'étude. À une échelle plus modeste, le port de Collo assure l'embarquement de la production locale de liège. En matière de transport aérien, la région est reliée aux grandes villes étrangères via les aéroports de Béjaïa - Soummam - Abane Ramdane, de Sétif - 8 mai 1945 et d'Alger - Houari Boumédiène.

## Histoire
Pour des articles plus généraux, voir Histoire de l'Algérie et Histoire des Berbères.
Pas plus hier qu'aujourd'hui, la Kabylie n'a connu de frontières fixes et rigoureusement définies. Mais son histoire montre d'autres permanences : une continuité linguistique qui remonte à plusieurs millénaires avant notre ère ; l'usage perpétué de systèmes de signes et de symboles issus de la Protohistoire ; une forme d'organisation tribale, attestée dès l'Antiquité, restée caractérisée par le contrôle direct et rigoureux de dirigeants désignés et constamment opposée à l'émergence d'un pôle de pouvoir unique et centralisé. Bien qu'intérieurement divisée, la région a trouvé son unité, vis-à-vis de l'extérieur, en se faisant le refuge de tous ceux qui, dans les populations environnantes, ont voulu résister à l'emprise des conquérants successifs ou des États en construction. Selon les circonstances, ses contours se sont réduits aux bastions les plus montagneux, hors d'atteinte de l'ennemi ou d'une autorité centrale parfois reconnue nominalement, mais en pratique ignorée ; ou se sont étendus sur les plaines voisines, dans les périodes de récupération et de reconquête.
Plusieurs auteurs soulignent la place qu'occupent aussi, dans la singularité de la région, les cités et les États dont elle a connu l'essor, de même que les rapports qu'ils ont entretenus avec les sociétés montagnardes : ils invitent à ne pas faire des « républiques villageoises » le produit d'un « isolat kabyle » muré dans sa pureté originelle ; mais d'une histoire liée à l'histoire urbaine, ainsi qu'à celle des chefferies, seigneuries ou royaumes dont le monde rural lui-même a vu plusieurs fois l'émergence.

### Préhistoire et Protohistoire

Extension de la culture ibéromaurusienne.

Dans la wilaya de Sétif, les vestiges archéologiques découverts à Aïn Hanech, non loin des montagnes kabyles, ont permis de faire remonter à 1,7 million d'années environ l'expansion des hominidés en Afrique du Nord, ; des galets aménagés semblables ont été signalés près de l'oued Sebaou. Dans les Babors, les résultats des fouilles de la grotte d'Afalou et des abris voisins indiquent la pénétration du massif, entre 15 000 et 11 000 ans avant notre ère, par une population de Cro-Magnons africains, dite de Mechta-Afalou, porteuse de la culture ibéromaurusienne : ils y ont laissé des sépultures et des figurines modelées, zoomorphes et anthropomorphes. La Kabylie maritime a fourni, à Takdempt, des outils de pierre taillée plus anciens, caractéristiques de l'Acheuléen ; mais aussi des vestiges néolithiques, comme la hache de pierre polie, les tessons de poterie et les fragments d'objets en peau retrouvés à Dellys.
À partir du IIe millénaire av. J.-C., l'Afrique septentrionale, isolée du reste du continent par la désertification du Sahara, bascule vers le monde méditerranéen. Les monuments mégalithiques que la Protohistoire a laissés en Kabylie, souvent dotés comme à Aït Raouna d'une grande allée couverte, sont très proches de ceux de Sardaigne,. Des poteries s'ornent de signes et symboles dont l'emploi s'est perpétué jusqu'à nos jours dans l'artisanat de la région, ainsi que dans celui de l'Aurès : leur technique pourrait être venue, à l'âge du bronze, de la péninsule italienne et des îles de Méditerranée occidentale,.

### Antiquité

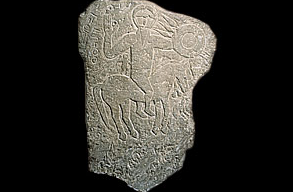
Stèle libyque découverte à Abizar, dans la région des Aït Djennad, datée du

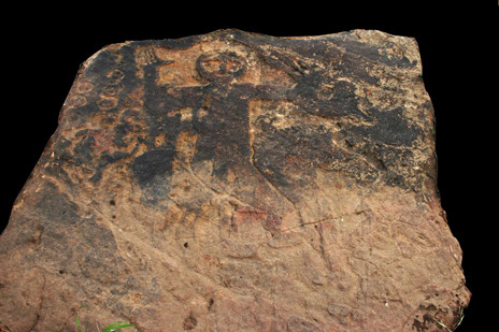
Stèle gravée sur une dalle de grès brunâtre et portant une transcription libyque découverte à Chemini, dans la région des Aït Waghlis, datée du

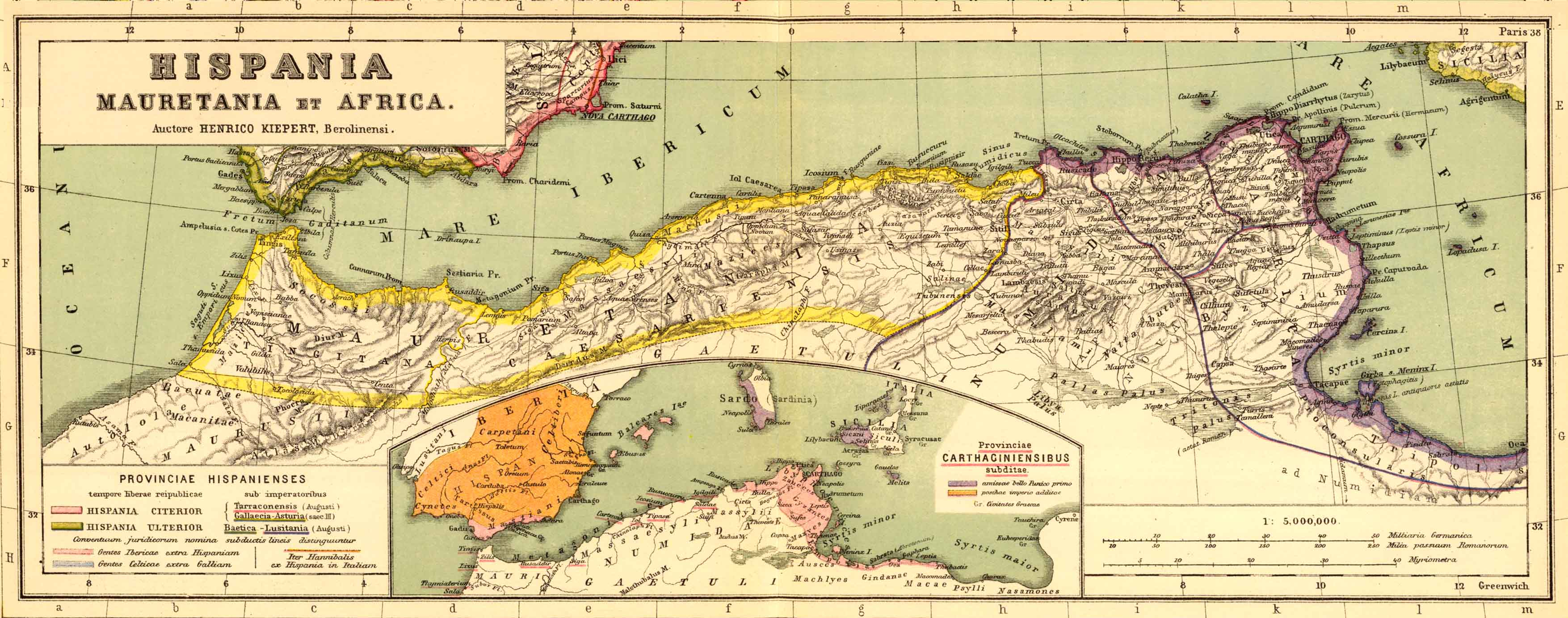
L'Afrique du Nord-Ouest à l'époque de Carthage (carte en incrustation) et de Rome (carte principale).

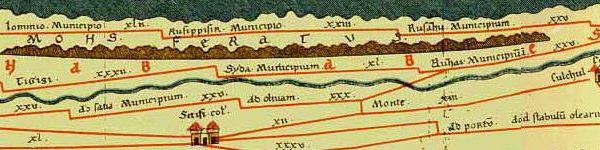
Le Djurdjura (Mons Fer[r]atus) sur la table de Peutinger.

De l'Antiquité proviennent les stèles libyques où apparaît une écriture dont le tifinagh est le descendant actuel,. Les communautés, patriarcales et endogames, que le latin appelle tributes et dont la désignation en arabe a donné plus tard son nom à la région, existent déjà. Mais aussi des États : plusieurs royaumes berbères, originellement des confédérations tribales, apparaissent à partir du IVe siècle av. J.-C., se surimposant plus qu'ils ne les soumettent aux tribus qui restent relativement en marge de leurs centres de pouvoir. À plusieurs reprises, l'embouchure de l’Ampsaga (oued El Kebir) est prise pour frontière : au IIIe siècle av. J.-C. entre le royaume des Massæsyles, à l'ouest, et celui des Massyles, comme entre les territoires maurétanien et numide autour de l'an 100 av. J.-C., avant de tenir le même rôle pendant les cinq siècles de domination romaine.
Les Phéniciens, dont les réseaux commerciaux commencent à s'implanter vers 1100 av. J.-C. sur les côtes d'Afrique du Nord, créent dans la région les comptoirs d'Igilgili (Jijel), Rusazus (Azeffoun) et Rusuccuru (Dellys). Après la fondation de Carthage, l'influence punique et, par son intermédiaire, l'empreinte grecque, s'étendent à partir de la façade maritime. Elles marquent toutefois moins les campagnes que les villes, qui pour leur part, sur la côte, maintiennent sans doute à l'égard des pouvoirs autochtones une quasi-autonomie.
Les premières interventions des Romains remontent aux guerres puniques : ils cherchent alors, parmi les chefs berbères, des alliés pour contrer la puissance de Carthage. Au IIIe siècle av. J.-C., la plus grande partie de l'actuelle Kabylie se trouve sur le territoire des Massæsyles (la Maurétanie), excepté la partie orientale qui fait partie du territoire des Massyles (la Numidie). La région est donc contrôlée en grande partie par Syphax, roi des Massæsyles et allié de Carthage.
Elle passe après la deuxième guerre punique sous le contrôle exclusif de Massinissa, roi des Massyles, régnant sur la Numidie et allié des Romains. Son règne, de 203 av. J.-C. à 148 av. J.-C., est une période de développement de la partie orientale de la Kabylie, où il introduit l'agriculture, valorisant les grands espaces, sédentarisant et socialisant les populations numides. Dans l'ensemble, la Numidie restera par la suite, sous les Romains, une terre agricole prospère.

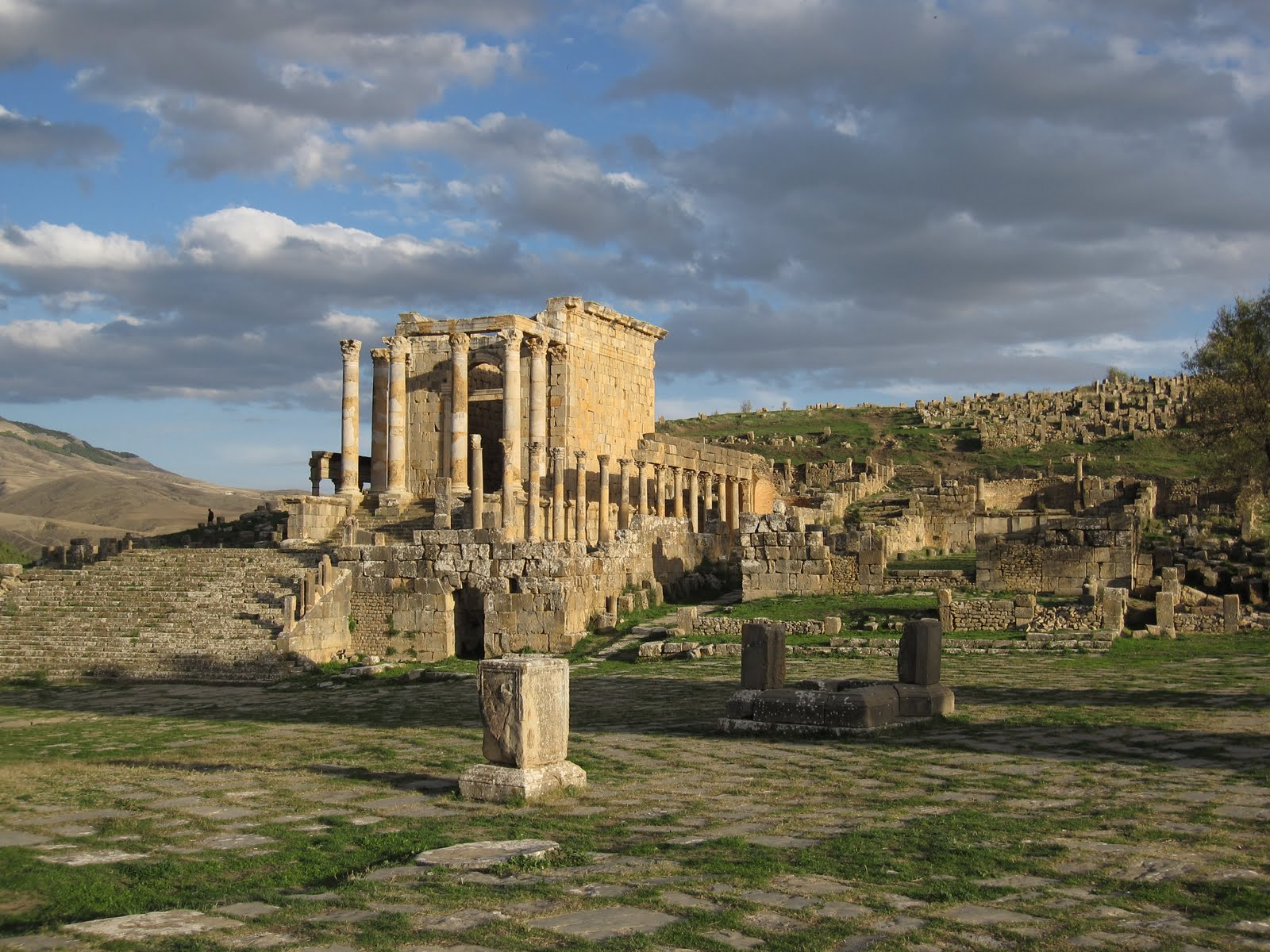
Ruines romaines de Cuicul à Djemila.

Avec l’effondrement de Carthage, puis les divisions qui suivent la mort de Massinissa, les royaumes de Numidie puis de Maurétanie sont progressivement assujettis et finalement annexés en tant que provinces romaines, au IIe siècle av. J.-C..
À l'est de l'Ampsaga, en Numidie, le port de Chullu (Collo) est inclus avec Cirta (Constantine), Milev (Mila) et Rusicade (Skikda) dans une « confédération cirtéenne » dotée d'un statut administratif particulier. À l'ouest, sur les pourtours du Mons Ferratus (la « montagne de fer », généralement identifiée au Djurdjura), pays des Quinquegentiens (les « gens des cinq tribus »), sont établies d'autres colonies : sur la côte, à Igilgili, Saldae (Béjaïa) et Rusuccuru ; vers l'intérieur, entre ces deux derniers ports, le long de la voie qui sur l'itinéraire d'Antonin et la table de Peutinger passe par la vallée de la Sava (Soummam), à Thubusuptu (Tiklat), puis par Bida (Djemâa Saharidj) et Taugensis (Taourga) ; et plus au sud, à Auzia (Sour El Ghozlane). Elles relèvent de la Maurétanie « césaréenne », administrée depuis Caesarea (Cherchell). À la fin du IIIe siècle, l'est de la Sava en est détaché pour constituer autour de Sitifis (Sétif) une Maurétanie « sétifienne ».
Globalement, le Djurdjura, la Kabylie maritime (mis à part quelques enclaves côtières) et les Babors constituent des zones hostiles à la pénétration romaine : l'aspect boisé et inexploité de ces régions les oppose aux Guergour et Ferdjioua, où la forêt a déjà subi une régression liée aux activités agricoles de populations berbères refoulées par la colonisation romaine, notamment des plaines sétifiennes. Les Romains mettent en place un limes Bidendis dans la vallée du Sebaou et un limes Tubusuptitanium dans celle de la Soummam, deux dispositifs militaires destinés en particulier à contrer les assauts des populations du Djurdjura. La présence romaine s'établit principalement dans ces vallées, ainsi que sur les Hauts Plateaux. Dans la partie orientale de la Kabylie, une urbanisation se développe le long des vallées et des routes, en lien avec la possibilité d'une présence romaine durable.

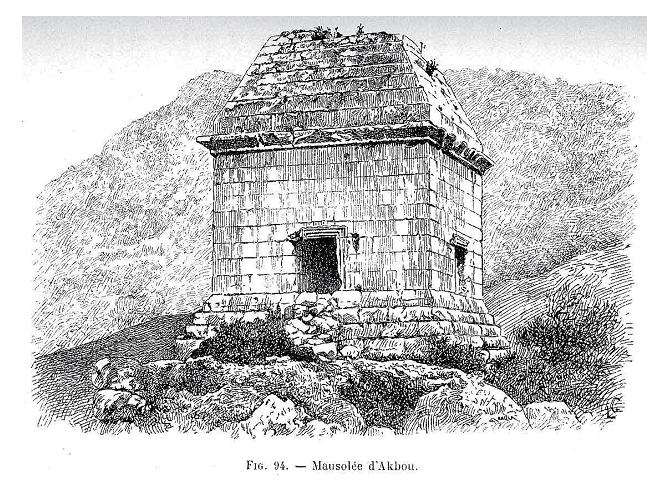
Mausolée d'Akbou (dessin de Stéphane Gsell).

Dans l'ensemble de la région, les villes, qu'elles soient colonies ou simples municipes, restent relativement peu nombreuses et les montagnards berbères relativement peu perméables à la romanité dont elles sont les foyers. Il existe pourtant dans ces localités un christianisme actif, de l'expansion duquel témoignent ce qui subsiste à Tigzirt, alors Iomnium, d'une basilique du Ve ou VIe siècle,, ou la présence à la même époque d'évêchés à Saldae ou Bida. La Kabylie paraît même avoir été un des hauts-lieux du donatisme, mouvement religieux sur lequel le général rebelle Firmus tenta de s'appuyer lors de la révolte qu'il conduisit au IVe siècle contre les légions.
Les principaux vestiges romains de la région se trouvent à Djemila, l'antique Cuicul, dans les moyennes montagnes de Petite Kabylie : le site, inscrit par l'Unesco au patrimoine mondial, atteste, au travers de ses ruines et de ses mosaïques remarquablement préservées, de la vie florissante d'une colonie animée par une oligarchie locale prospère. À Akbou subsiste un mausolée haut de 13 mètres, probablement construit au milieu de ses terres pour un grand notable. D'autres sites restent à fouiller, comme à Azeffoun celui de Rusazus, la plus riche des villes de Kabylie à l'époque d'Auguste, où ont été signalés murailles, conduites d'eau et thermes.
Les récits des auteurs latins relatent l'alternance de replis défensifs et d'expansions sur les plaines des guerriers montagnards, qui forcent régulièrement les colons à se réfugier derrière les fortifications des cités. Le pouvoir de Rome se heurte à plusieurs reprises à de vives résistances, des sept années de la guérilla de Tacfarinas, qui s'achève en l'an 24 sous les murs d'Auzia, jusqu'aux révoltes, trois siècles plus tard, de Firmus et Gildon, tous deux fils d'un grand chef tribal des Bibans,.
L'invasion des Vandales, qui atteignent la Kabylie en 429-430, ne rencontre guère d'opposition dans une population où beaucoup sans doute y voient surtout la fin de la domination romaine. Sur les débris de l'ordre impérial, leur royaume (439–534), qui prend un temps Saldae pour capitale, laisse se constituer dans son arrière-pays, parmi les Berbères alors appelés « Maures », des principautés pratiquement indépendantes. Les Vandales, dont la présence numérique est faible et qui se rattachent au courant arien du christianisme, ignorent l'intérieur du pays et se concentrent sur le pillage des élites urbaines christianisées. Plusieurs défaites contre les Berbères cantonnent leur influence aux environs de Carthage. Les plaines fertiles basculent sous le contrôle de tribus venues des Aurès. En 533, le roi vandale Gélimier est cerné dans l'Edough par les Byzantins conduits par Bélisaire et finit exilé à Constantinople.

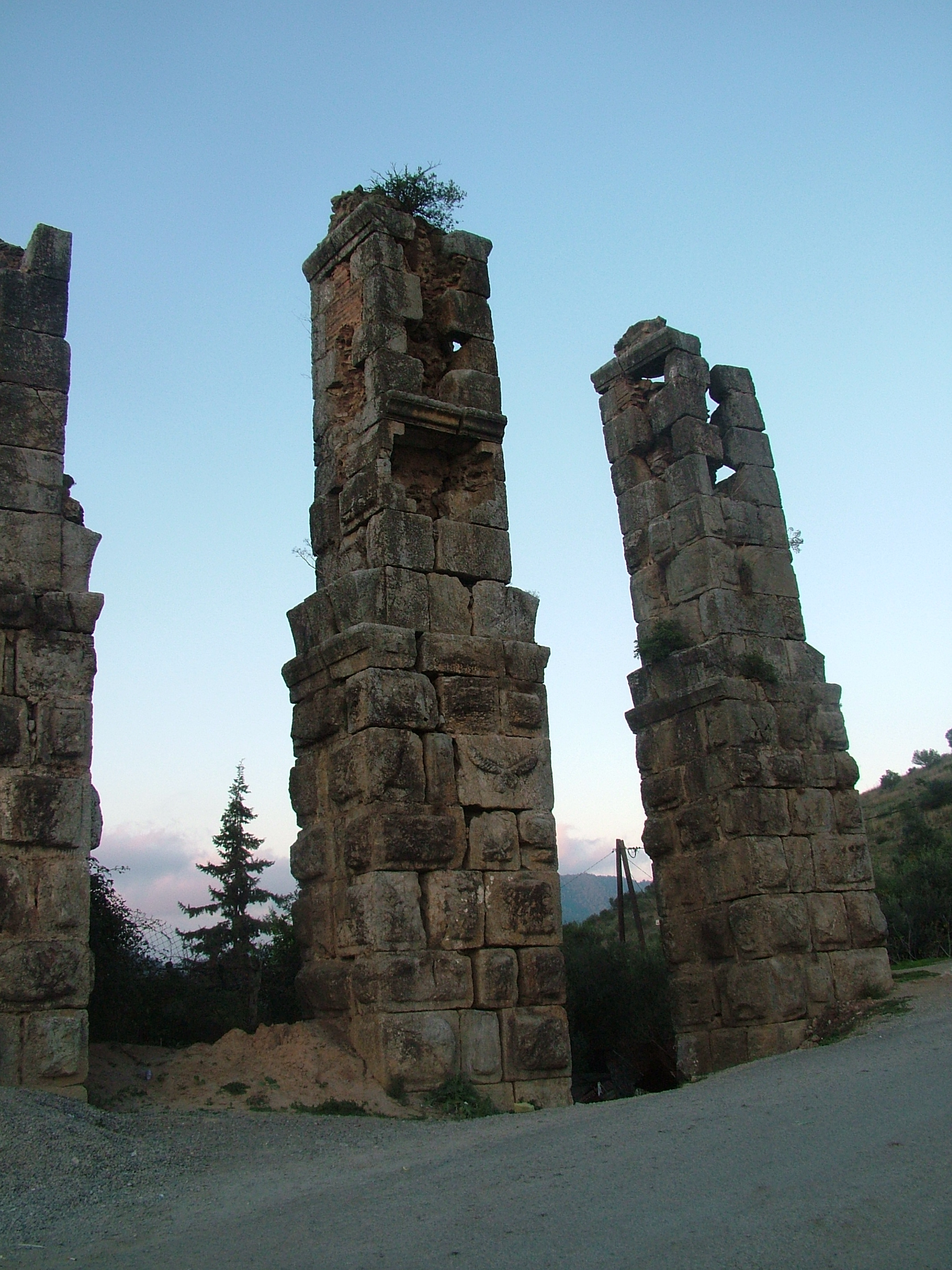
Vestiges de l'aqueduc romain à Ifrane, Toudja

Les Byzantins, sous Justinien, parviennent à rétablir le contrôle impérial sur une partie de l'Afrique du Nord. Cependant ils suscitent l'hostilité des Berbères et leur pouvoir reste d'une grande fragilité. En Afrique proconsulaire comme en Numidie, les diversités religieuses, linguistiques et culturelles sont plutôt perçues par eux, à leur arrivée, comme un danger pour la cohésion de l'Empire dans ces provinces. Même s'ils contrôlent les plaines productrices de blé, l'étendue de la région, l'insuffisance des voies de communication et les disparités entre populations plus ou moins romanisées et non-romanisées réduisent leurs capacités de défense, à la veille de l'arrivée des Arabes. S'y ajoutent de multiples facteurs de faiblesse : les Byzantins pratiquent un catholicisme « agressif », persécutant ariens, donatistes et juifs ; leur pouvoir est frappé d'une crise administrative marquée par la corruption, les abus des gouverneurs provinciaux et les impôts élevés ; laquelle se double d'une crise politique, les liens de vassalité finissant par disparaitre lorsque les chefs berbères ne sont plus payés par l'administration centrale. De plus, la présence byzantine n'a jamais regagné l'ensemble de l'ancien territoire romain, le renforcement des tribus berbères pendant la période vandale constituant un obstacle majeur. La Kabylie comme l'ensemble des montagnes du Tell échappent à leur autorité, qui se limite aux environs de Cirta, de Calama (Guelma) et de quelques villes fortifiées.
Les Arabes surviennent donc dans un Maghreb divisé, où les Berbères secouent une domination byzantine devenue trop lourde. La déliquescence du pouvoir impérial a favorisé l'émergence dans les régions montagneuses de grands groupes tribaux (Ketamas, Aureba, Sanhadja, Belezma, Masmouda, etc.). Ces confédérations, qui serviront de support à la résistance des chefs aurésiens Koceïla et Dihya (Kahena), vont aussi façonner l'histoire du Maghreb médiéval.

### Islamisation et dynasties musulmanes

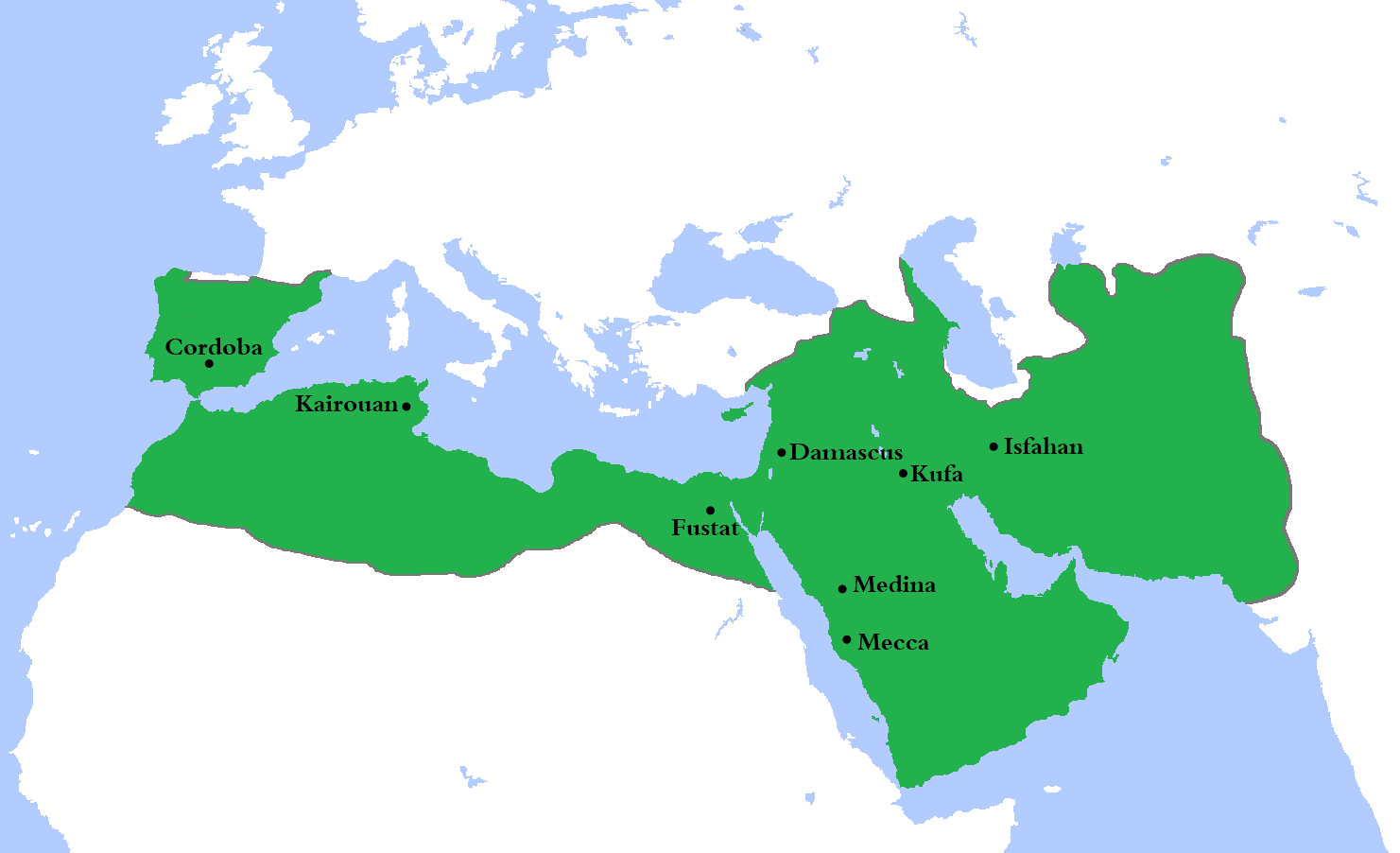
Califat omeyyade.

Le Maghreb central au IXe siècle.

En 647, les cavaliers arabes et musulmans mènent leurs premières incursions en Ifriqiya. Le Tell, pays montagneux et difficilement accessible à la cavalerie, reste en marge durant le premier siècle de la conquête. Les informations qui traitent de cette période sont rares et éparses : pour la Kabylie orientale, par exemple, on sait que Mila fut prise en 678, avant Constantine, sans que l'on puisse dater exactement la chute de cette dernière, qui était pourtant un centre économique majeur ; plus à l'ouest, dans les montagnes qui entourent Saldae (Béjaïa), l'opposition à laquelle les conquérants se heurtent est telle qu'ils baptisent la région el aadua, « l’ennemie ». Ici, comme ailleurs sous l'impulsion de chefs tels que Koceïla ou Dihya (Kahena), les tribus berbères, parfois alliées aux Byzantins, résistent pendant plusieurs décennies avant que le califat omeyyade, en 710, puisse faire du Maghreb entier une de ses provinces. Comme ses prédécesseurs, le nouveau pouvoir pèse d'abord sur les populations citadines. Cependant la religion des conquérants progresse rapidement. Le souci d'échapper à l'inégalité juridique et fiscale qui frappe les non-musulmans joue sans doute un rôle important dans les conversions ; il peut aussi y entrer, comme auparavant dans l'adhésion au donatisme, une composante de protestation sociale,. En 740, des tribus autochtones se révoltent contre la politique fiscale et la traite des esclaves conduites par les représentants de Damas ; de l'Atlas marocain jusqu'à la Libye, les armées berbères rassemblées au nom de l'égalitarisme kharidjite reconquièrent sur les troupes du calife sunnite la plus grande partie de l’Afrique du Nord, d'où la présence arabe disparaît pour un temps.
En Kabylie, la période du VIIIe au XIe siècle voit se côtoyer, sur un territoire qui s'étend alors de Cherchell à Annaba et de la Méditerranée aux premières montagnes sahariennes, trois groupes de tribus berbères aux dialectes proches et généralement alliés : à l'est de la Soummam, les Ketamas ; à l'ouest de Dellys, les Sanhadjas ; entre eux, les Zouaouas. Le peuple kutama, fort d'une population nombreuse, acquiert une position d'arbitre dans diverses luttes entre factions arabes ou berbères, puis vis-à-vis de l'émirat aghlabide (institué en 800 et premier pouvoir dynastique autonome au sein du califat abbasside), et sait en tirer parti. Ainsi, selon Ibn Khaldoun : « Rien ne changea dans sa position depuis l'introduction de l'Islamisme jusqu'au temps des Aghlabides […] Fort de sa nombreuse population le peuple kutamien n'eut jamais à souffrir le moindre acte d'oppression de la part de cette dynastie. »

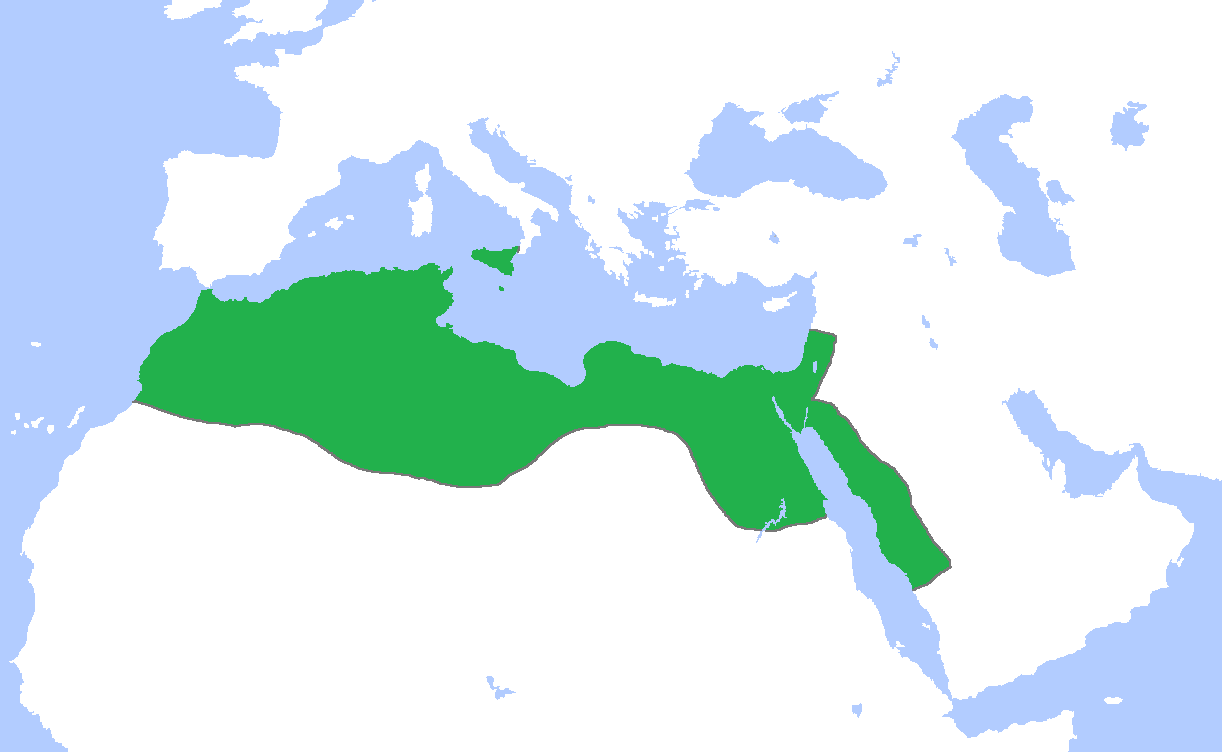
Califat fatimide.

Après avoir fait bon accueil aux prêches millénaristes du dai ismaélien Abu Abd Allah, les Ketamas soutiennent la constitution, au début du Xe siècle, du califat chiite des Fatimides. Au service de cette cause, ils font la conquête de l'Ifriqiya, puis de l'Égypte. En 969, ils y fondent Al-Kahira (Le Caire) et la mosquée Al-Azhar. 

Kalâa des Béni Hammad (Hodna), première capitale hammadide.

Une fois établis en Égypte, les Fatimides laissent aux Zirides, famille alors à la tête de la confédération sanhadja, la charge de défendre le Maghreb contre les tribus zénètes, alliées du califat de Cordoue. 
La nouvelle dynastie s'installe à Achir puis en Ifriqiya. 
Par la suite, sa branche hammadide s'en détache et prend le contrôle du Maghreb central, qu'elle place en 1015 sous l'obédience abbasside. 
En 1048, à leur tour, les Zirides d'Ifriqiya reconnaissent la légitimité du califat de Bagdad et rompent avec le chiisme. 
En représailles, les Fatimides envoient les Arabes Beni Hilal au Maghreb, qu'ils leur donnent en fief.
En 1067, pour mieux se protéger des attaques hilaliennes, mais aussi mieux tirer parti d'une évolution des échanges favorable au commerce méditerranéen, les Hammadides construisent sur le site de Saldae la ville de Béjaïa. Ils y déplacent leur capitale, précédemment établie à la Kalâa des Béni Hammad, fondée soixante ans plus tôt dans le Hodna. Pour relier les deux cités est construite une route encore appelée de nos jours abrid n'soltan, « l'itinéraire du roi ». Entretenant avec l'Europe des relations commerciales soutenues, centre politique du « royaume de Bougie », Béjaïa, qui acquiert le surnom de « perle de l'Afrique », est aussi un foyer de savoir et de culture dont le rayonnement s'étend à l'échelle de la Méditerranée, rivalisant avec Cordoue. C'est à travers elle, par l'intermédiaire du mathématicien italien Fibonacci, venu y étudier, que les chiffres arabes et la notation algébrique sont diffusés en Europe. C'est aussi un centre religieux de premier plan, « la petite Mecque de l'Afrique du Nord », lieu de résidence de nombreux savants et mystiques. Certains deviennent des saints vénérés par la population locale, comme Sidi Boumédiène, dont le nom est encore honoré dans le Maghreb contemporain. Cependant la tolérance envers les non-musulmans est réelle, comme en témoigne la correspondance entre le sultan hammadide Al Nacir et le pape Grégoire VII.

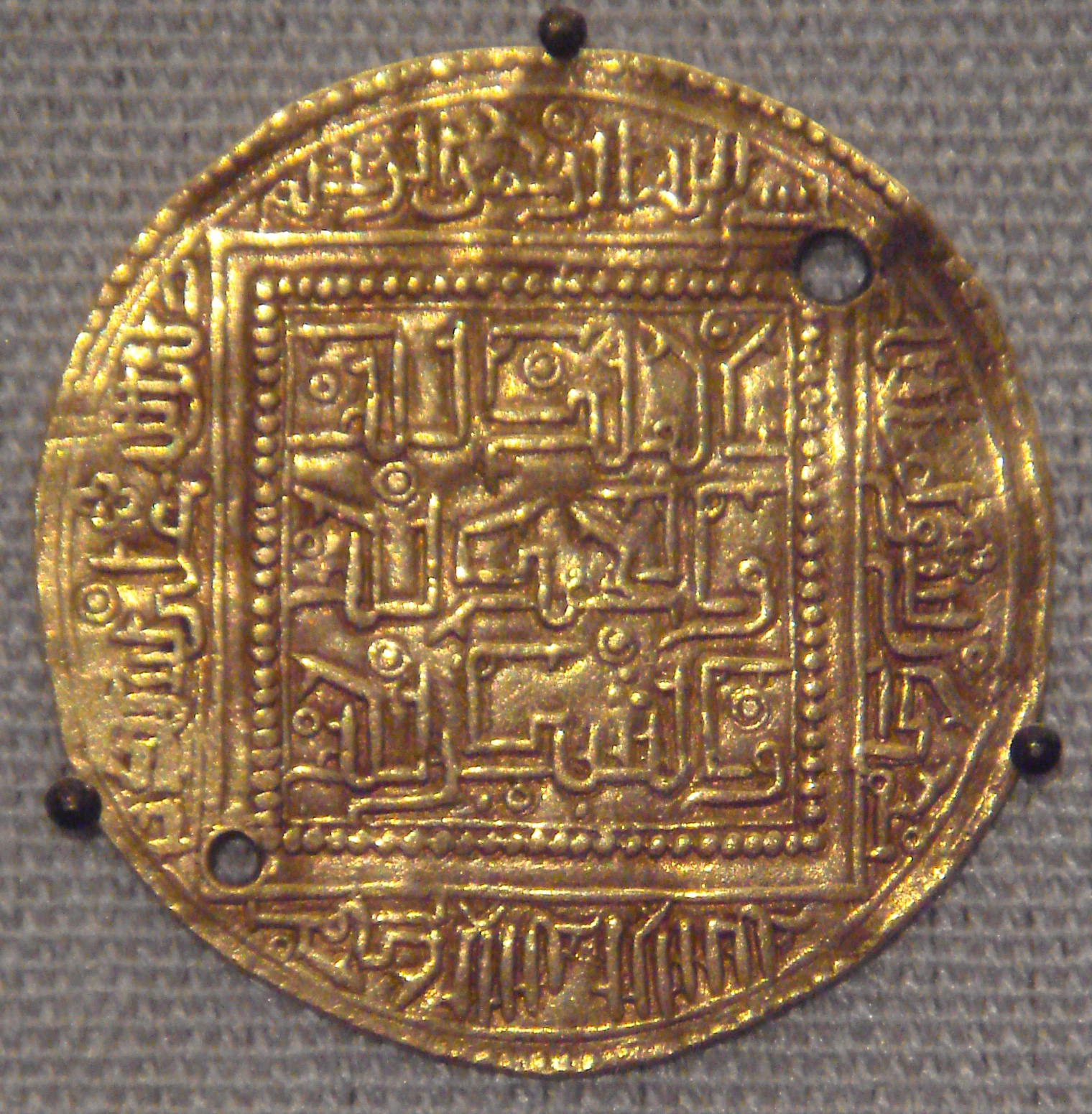
Pièce de monnaie hafside de Béjaïa (1249-1276).

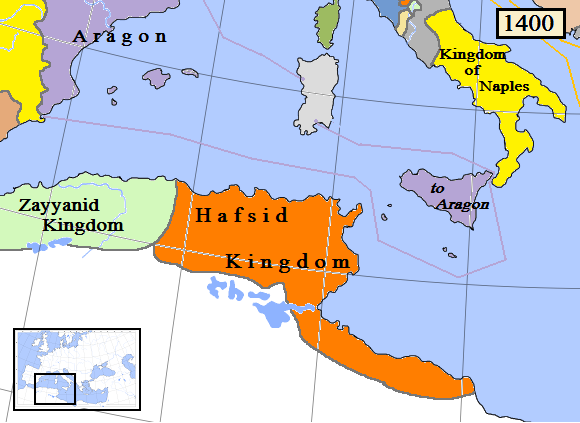
Zianides et Hafsides.

C'est à proximité de Béjaïa que se rencontrent vers 1120 Abdelmoumen, alors jeune étudiant dans la cité, et Ibn Toumert, réformateur religieux qui en a été expulsé, dont il devient le disciple avant de prendre à sa suite la tête du mouvement almohade. Parti de « l'extrême Maghreb » (l'actuel Maroc), il s'empare de Béjaïa en 1151 et défait les Arabes hilaliens l'année suivante près de Sétif. Renversant les royaumes en place, la dynastie qu'il fonde rassemble sous une autorité unique le Maghreb et une partie de la péninsule Ibérique. Dans la seconde moitié du XIIIe siècle, l'empire almohade s'effondre à son tour et laisse la place à une tripartition du Maghreb entre Mérinides (Maroc actuel), Zianides (Maghreb central) et Hafsides (Ifriqiya). L'espace compris entre Béjaïa, dans l'orbite du pouvoir hafside de Tunis, et Dellys, jusqu'où s'étendent depuis Tlemcen les possessions zianides, devient enjeu de rivalités entre les deux royaumes. Au cours des deux siècles suivants, les États maghrébins, en conflit permanent, font venir en renfort tantôt des mercenaires européens, tantôt les tribus arabes, jusque-là cantonnées plus au sud. De plus en plus affaiblis par leurs rivalités et les batailles de succession internes, ils finissent par laisser se constituer dans les villes principales des centres de pouvoir pratiquement autonomes, tandis que les campagnes sortent de tout contrôle.
Prise dans son ensemble, la période qui va de la seconde moitié du XIe jusqu'au XIVe siècle montre, sous l'effet des attaques hilaliennes et de l'emprise des dynasties successives, une réduction continue du domaine contrôlé par les trois confédérations tribales. Les pourtours ouest, sud et est des montagnes kabyles, plus ouverts, sont les plus rapidement touchés. À l'approche de l'an 1400, seule la confédération centrale, celle des Zouaouas, maintient encore son existence. Elle a perdu ses terres des Hauts Plateaux mais hérite d'une partie de celles de ses anciennes voisines, dont elle accueille les réfugiés. Dès lors et au cours du siècle qui suit, son autonomie se consolide sur un territoire compris, d'ouest en est, entre les oueds Boudouaou et Agrioun, et de la Méditerranée jusqu'à une ligne joignant Sidi Aïssa à Sétif.
Par ailleurs, plusieurs historiens ont relevé dans les sources médiévales la trace qu'il a existé, entre les tribus et l'État berbère musulman hammadide puis hafside, une relation « harmonieuse », qui montre qu'il n'était pas pour elles un corps étranger, que Béjaïa était « leur propre capitale » et qu'en retour elles étaient à la base de la puissance étatique. En témoigne leur mobilisation pour défendre le Béjaïa hammadide contre les Almohades, puis aux côtés de ses Hafsides tentant de s'affranchir de ceux de Tunis, ou contre les incursions zianides, mérinides et, pour finir, espagnoles.

### Royaumes kabyles, Espagnols et Ottomans

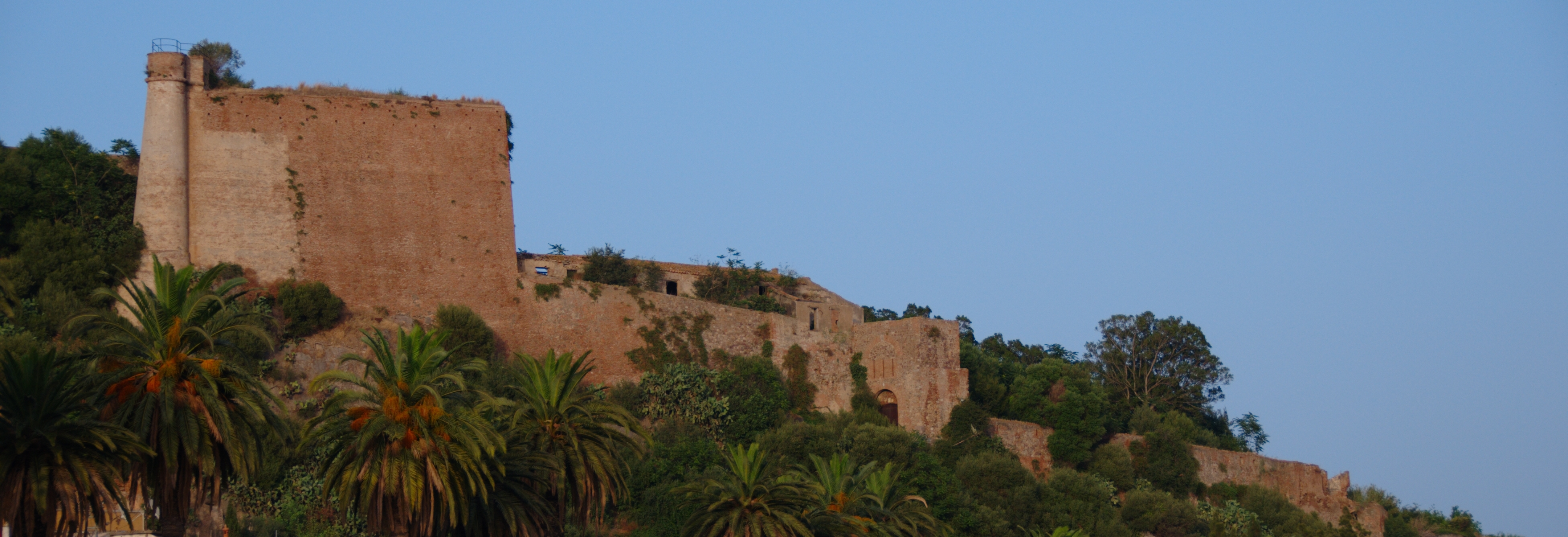
Citadelle (Kasbah) au-dessus du port de Béjaïa, d'époque Hammadide.

En 1510, sur la lancée de la Reconquista, les Espagnols s'emparent de Béjaïa et organisent à partir de cette position des razzias dans l'arrière-pays. C'est à ce moment, ou dans le dernier quart du siècle précédent, qu'émergent en Kabylie trois seigneuries ou principautés que les Espagnols dénomment les « royaumes » des Aït Abbas, de Koukou et d'Abdeldjebbar. Le premier s'installe à la Kalâa des Aït Abbas, au cœur de la chaîne des Bibans, avant que sa lignée dirigeante, les Mokrani, ne le déplace plus au sud, dans la Medjana, se rapprochant ainsi des lieux d'origine des royaumes ziride et hammadide. Le deuxième se constitue sur les terres des Belkadi, descendants du juriste Al Ghobrini. Le dernier s'implante à une trentaine de kilomètres de Béjaïa, dans la vallée de la Soummam.
La Kalâa devient la nouvelle capitale des habitants des environs de Béjaïa quand, après la prise de la ville, ils cherchent protection à l'intérieur des terres. Le site, ancienne place forte hammadide et étape sur l'abrid n'sultan, a été retenu par Abderahmane, prince bougiote, pour des raisons de sécurité. Initialement alliée des Hafsides, la dynastie s'en émancipe. Abdelaziz, petit-fils d'Abderahmane, prend le titre berbère d'amokrane. Sous son règne, la Kalâa gagne en importance : au cœur du royaume des Beni Abbès (dit aussi « de la Medjana »), la cité compte à son apogée 70 000 habitants, rivalisant avec Tunis ; elle se dote de fabriques d’armes, en s’aidant du savoir-faire des renégats chrétiens et des Andalous chassés d’Espagne, qu’elle accueille en grand nombre.

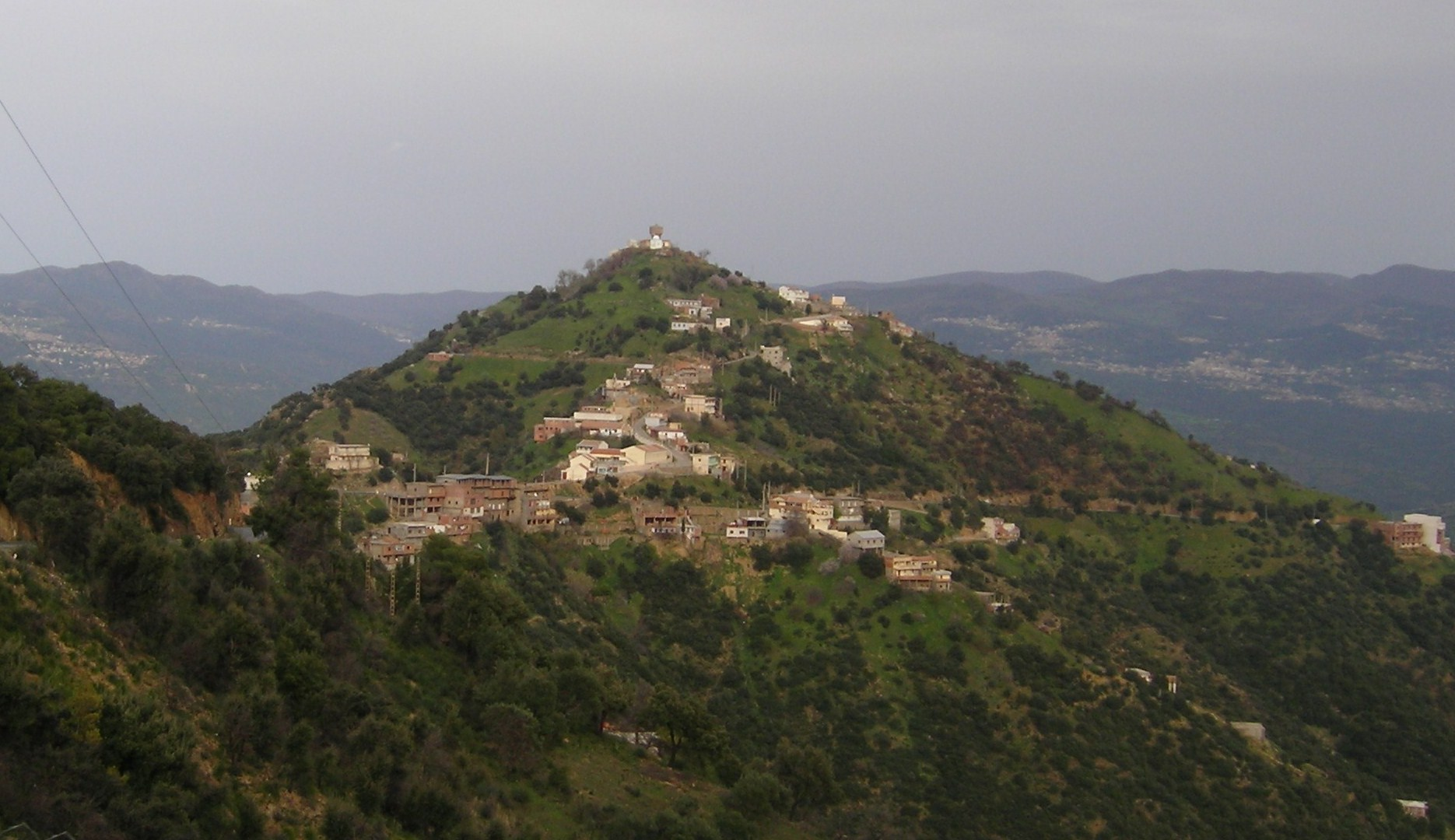
Le village de Koukou.

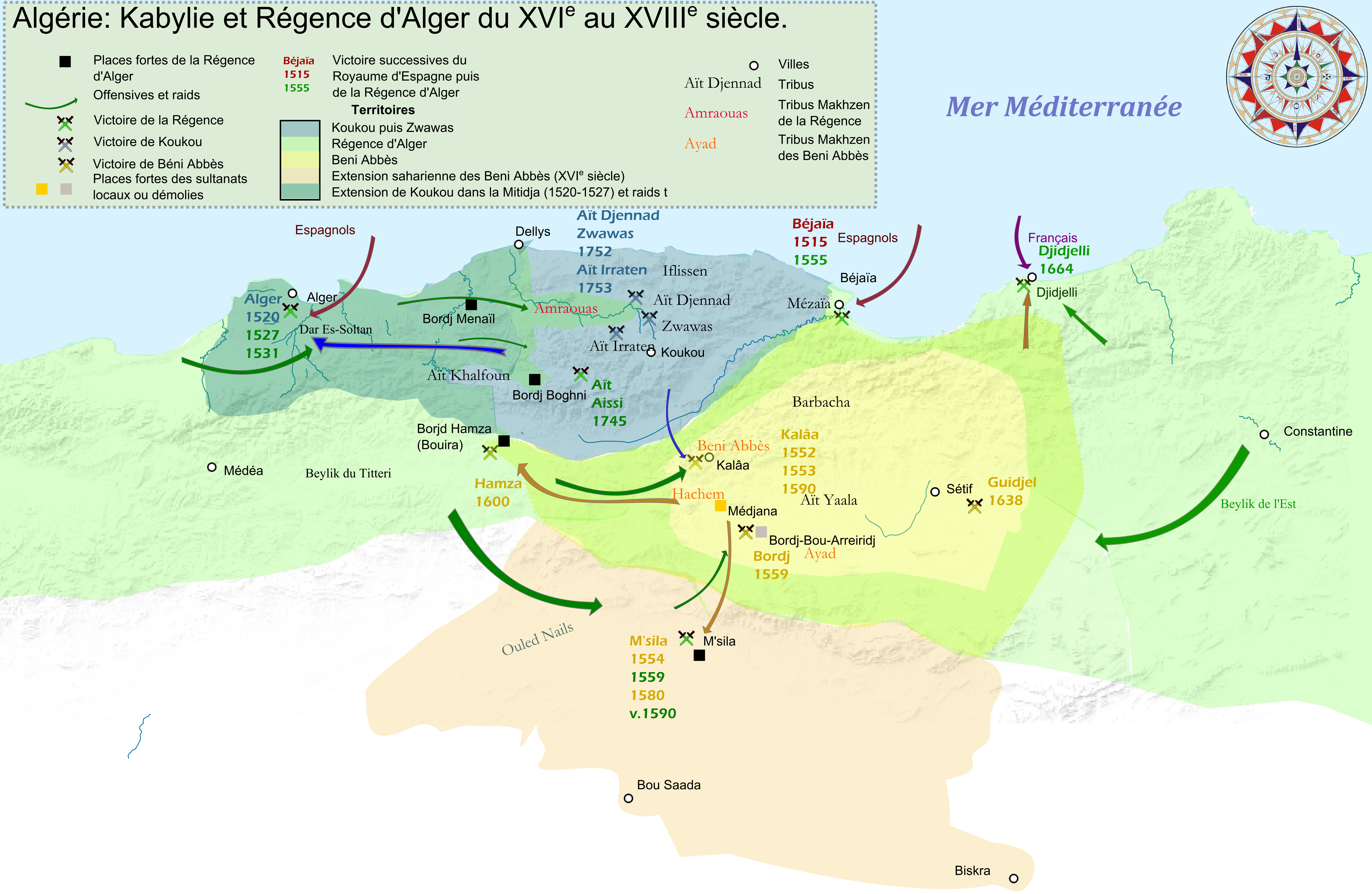
Kabylie et Régence d'Alger, 1500-1750

Pour reprendre Béjaïa, le sultan hafside de Tunis, Abû `Abd Allâh Muhammad IV al-Mutawakkil, fait appel à des corsaires ottomans, les frères Barberousse. Plusieurs tentatives sont menées : l'une, en 1512, le siège de Béjaïa, où malgré l'échec, Arudj Barberousse reconnait le courage des Kabyles, une autre, vers 1515, qui donne l'occasion à Ahmed Belkadi, prince alors au service des Hafsides, de s'illustrer à la tête de combattants venus de la côte de Béjaïa et de Jijel. Elles échouent toutefois à déloger les occupants espagnols. Ahmed Belkadi s'établit alors chez les Aït Ghobri, d'où sa famille est originaire, et prend la tête du royaume de Koukou, qui durera deux siècles. Béjaïa n'est définitivement reprise aux Espagnols qu'en 1555 lors de la bataille de Béjaia, par la pression combinée du corsaire Salah Raïs Pacha, agissant pour le compte de la régence d'Alger, et des royaumes tribaux,.
Entretemps les Hafsides ont été évincés de leurs possessions, en Kabylie comme dans tout l'Est algérien. Dès la première moitié du XVIe siècle, les Ottomans implantent dans la région plusieurs forts (borj) en vue de la contrôler. Ils s'y heurtent à la résistance de la population, qui s'organise en Grande Kabylie autour du royaume de Koukou, et de celui des Aït Abbas dans les Bibans et la vallée de la Soummam : les communautés rurales, tout en défendant leur autonomie face à l'hégémonisme de ces seigneuries, les soutiennent pleinement face aux tentatives « prédatrices » de l'État que mettent en place les Ottomans. En 1520, Ahmed Belkadi, attaqué par Khayr ad-Din Barberousse, le défait lors de la bataille des Issers et s'empare d'Alger. Il y règne plusieurs années avant d'être à son tour vaincu par Khayr ad-Din, allié aux Aït Abbas. Abdelaziz, sultan des Aït Abbas, est quant à lui tué en 1559 au cours d'une bataille contre les Ottomans : ils exposent sa tête une journée entière devant la porte de Bab Azzoun, à Alger, avant de l'enterrer dans une caisse en argent.
En Petite Kabylie, le royaume des Aït Abbas se maintient pendant toute la période de la régence d'Alger. En 1664, le duc de Beaufort, envoyé par Louis XIV, lance une expédition contre Jijel. Après quatre mois d'hostilités, les Français abandonnent la ville assiégée par les troupes ottomanes et berbères : ils laissent en trophée aux Aït Abbas plusieurs pièces d'artillerie en bronze, dont l'une a été retrouvée à la Kalâa. Le royaume contrôle les défilés des Portes de Fer (en kabyle Tiggoura, « les Portes », et Demir kapou en turc), point de passage stratégique sur la route d'Alger à Constantine. La Régence verse un tribut pour le passage de ses troupes, dignitaires et commerçants. C'est dans l'Algérie d'alors le seul endroit où le pouvoir makhzen paye un tribut à des populations locales insoumises,.
Ne pouvant soumettre directement l'ensemble de la région, la Régence joue sur les rivalités de clan pour asseoir son influence et percevoir des impôts de certaines tribus. Vers 1674, profitant de l'affaiblissement des Belkadi de Koukou, elle s’appuie sur un Kabyle de grande famille, le cheikh Al Guechtoula, pour créer un commandement local tributaire. Au début du XVIIIe siècle, elle multiplie les borjs, dont ceux du Sebaou et de Boghni, sièges des caïdats éponymes, et s'appuie à la fois sur des tribus locales, comme les Amraoua et les Aït Khalfoun, et sur des zmalas (contingents) d'Arabes et de Noirs africains pour renforcer sa présence.
Globalement, les royaumes kabyles, qui bénéficient d'une certaine reconnaissance internationale (représentations diplomatiques en Espagne, notamment), contribuent à maintenir l'autonomie de la région. Vis-à-vis de la Régence, après une période de rivalité exacerbée où alternent phases de paix et de guerre pour le contrôle d'Alger, les relations se stabilisent à l'époque des deys ; l'autonomie kabyle fait l'objet d'un assentiment tacite qui marque une étape importante dans la constitution de l'identité régionale. Conséquence durable de l'intervention ottomane : à partir du XVIe siècle, Alger succède à Béjaïa dans le rôle de principal centre urbain et de réceptacle des populations de Kabylie. Les commerçants kabyles sont très présents dans la ville, qu'ils ravitaillent avec les produits agricoles et artisanaux de leur région. Pour contrebalancer le pouvoir des janissaires, de nombreux corsaires et miliciens de la Régence sont recrutés localement, notamment parmi les Kabyles. Le dey Ali Khodja s'établit dans la Casbah, sous la protection de soldats kabyles, pour imposer son autorité face aux janissaires. La famille d'Ahmed Bey, dernier bey de Constantine, mène une politique d'alliance matrimoniale avec les Mokrani et d'autres familles de la région.
Toutefois les conflits ne cessent d'émailler les relations entre les royaumes kabyles et la régence d'Alger. Du XVIIe au XIXe siècle, les principaux se produisent en 1609 (les Kabyles dévastent la Mitidja et menacent Alger), puis entre 1758 et 1770 (dans toute la Kabylie, insurrection de Kabylie (1756)) et enfin entre 1805 et 1813 (dans la vallée de la Soummam). En 1823, les tribus des Bibans et de Béjaïa se soulèvent et s'emparent du caïd de la ville. L'agha Yahia, chef militaire de la régence, ne parvient pas à soumettre la région.

### Colonisation française et résistances populaires

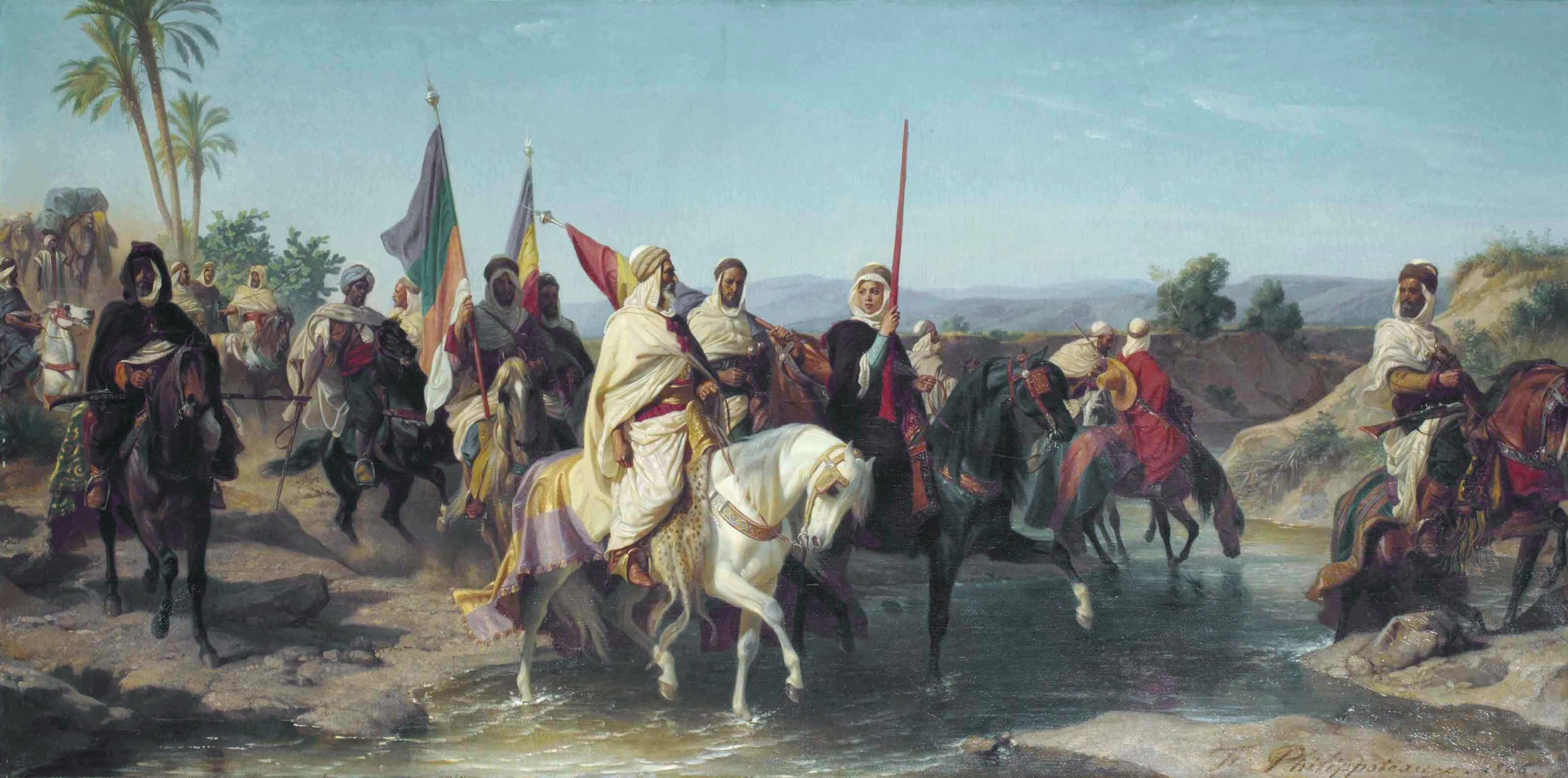
Cherif Boubaghla et Lalla Fatma N'Soumer (Henri Félix Emmanuel Philippoteaux, 1866).

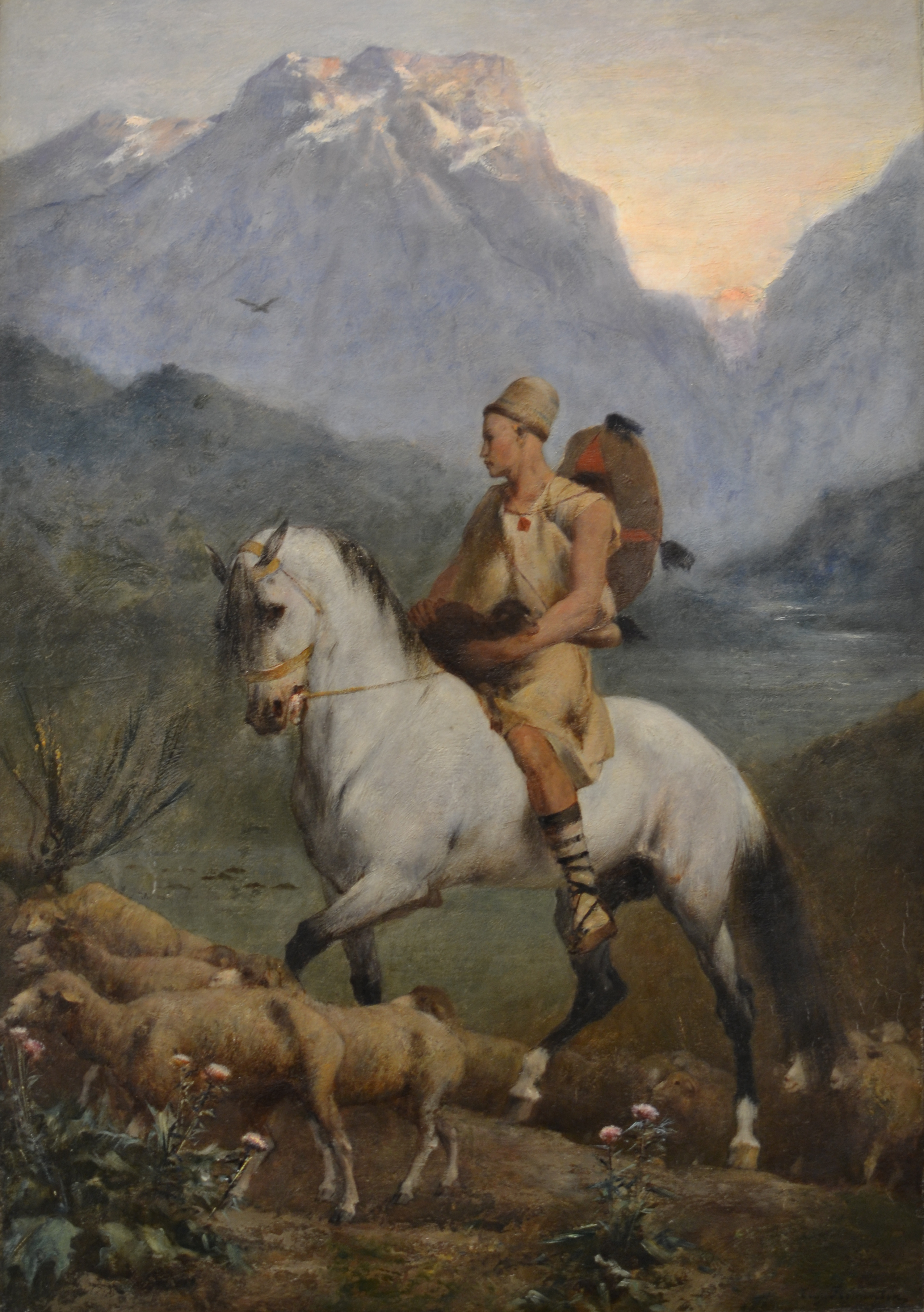
Eugène Fromentin,
Berger, hauts plateaux de la Kabylie (1861)

En 1830, les Français se lancent à la conquête de l'Algérie. Au début, l'expédition est dirigée contre Alger. Mais très tôt, les envahisseurs cherchent à occuper l'ensemble du pays, notamment la Kabylie contre laquelle sont dirigées plusieurs expéditions. Les tribus kabyles combattent sur tous les fronts, d'Alger jusqu'à Constantine.
Mis à part les renforts envoyés à la bataille de Staoueli, leur premier contact avec les troupes françaises a lieu en 1831, près de Médéa, où Ben Zamoun mène au combat les hommes des Iflissen.
Béjaïa, passée sous le contrôle de la tribu des Mezaïa après la chute du dey d'Alger, connaît plusieurs incidents avec des navires français et anglais. En 1831, deux expéditions visant à lui imposer comme caïd un dénommé Mourad, puis un certain Bou Setta, sont mises en échec. Une nouvelle expédition aboutit en 1833 à la prise de la ville, après une résistance intense de ses habitants. Cependant les Français ne parviennent pas à en conquérir les alentours.
En 1844, la vallée du Sebaou est conquise, puis la partie de la Petite Kabylie comprise entre Collo et Jijel, soumise en mai et juin 1851 par Saint-Arnaud. En Haute Kabylie, Lalla Fatma N'Soumer, issue d'une famille maraboutique, prend la tête de la résistance à la conquête. Le cherif Boubaghla en est une autre figure. Originaire de Miliana, arrivé en Kabylie vers 1850 pour prôner la guerre sainte contre les Français, il mobilise principalement les tribus du versant sud du Djurdjura, une partie des Aït Abbas (pourtant en traité de paix avec la France) et les Aït Melikech. Après une campagne infructueuse dans la vallée de la Soummam et un échec à reprendre Béjaïa, il franchit le Djurdjura pour se joindre aux forces de Lalla Fatma N'Soumer, notamment pour la bataille du Haut Sebaou. De retour dans la région des Aït Melikech, sa troupe de partisans fortement diminuée, il finit par mourir au combat, le 26 décembre 1854, contre une troupe française dirigée par le général Camou. La domination française ne prend durablement le dessus en Kabylie qu'après la chute d'Icheriden, forteresse située à 1 065 mètres d'altitude, en juin 1857.
La région suscite encore des soulèvements périodiques, qui vont culminer avec la « révolte de Mokrani ». Les années qui précèdent celle-ci sont marquées par un mécontentement général : religieux pour une part, l'activité des missionnaires chrétiens rencontrant l'hostilité des chefs tribaux et des confréries qui prônent ouvertement le djihad ; mais aussi social et politique, avec la grande famine de 1867 et la perte de prérogatives des chefs traditionnels alliés de la France comme le cheikh El Mokrani (seigneur des Aït Abbas nommé bachagha par la France), face à une administration qui se veut de plus en plus présente. Ainsi, dans la région de Bordj Bou Arreridj, où les Mokrani possèdent de nombreuses terres, les wakil qui leur étaient fidèles sont remplacés par des caïds aux ordres directs de l'administration coloniale, tandis que la ville elle-même est mise sous « administration civile ».
En mars 1871, El Mokrani se soulève et parvient à entraîner avec lui la confrérie religieuse de la Rahmaniyya, dans une révolte appelée en kabyle nnfaq urumi, « la guerre du Français ». En dépit de la mort du cheikh le 5 mai, puis de la soumission de la confrérie le 30 juin, la rébellion n'est entièrement vaincue qu'en janvier 1872 ; la répression se solde par une énorme amende de guerre, la confiscation de 446 000 hectares, de nombreuses arrestations et des déportations en Nouvelle-Calédonie (c'est l'origine des « Algériens de Nouvelle-Calédonie »). La fin de la révolte est aussi considérée comme celle du royaume des Aït Abbas, fondé au XVIe siècle.
L'administration française, à travers ses « bureaux arabes », procède à l'arabisation des noms de famille et de lieu. C'est ainsi que, par exemple, Iwadiyen devient les Ouadhias, Aït Zmenzer est transformé en Beni Zmenzer ou encore Aït Yahia en Ould Yahia. Après la révolte des Mokrani, ces actions, d'après l'analyse d'Alain Mahé, prennent le caractère d'une politique de destruction de l'identité kabyle : pour casser la cohésion de la société villageoise, la généralisation de l'état civil donne lieu à l'attribution de noms arbitraires et différents aux membres d'une même famille.
En réaction à ces transformations, les oppositions à l'autorité coloniale se poursuivent notamment sous la forme du banditisme. Arezki El Bachir ou Ahmed Saïd ou Abdoun sont parmi les bandits les plus célèbres de la région dans les années 1890 et il est possible d'interpréter leurs actions comme une opposition à l'administration coloniale.

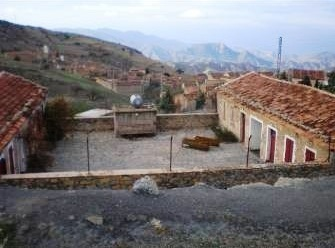
La médersa de la Kalâa des Aït Abbas, fondée par les Oulémas algériens en 1936.

Chez les militaires et fonctionnaires français se développe le « mythe kabyle » : beaucoup voient la région comme la plus à même de se « franciser », sur la base notamment de similitudes entre l'assemblée villageoise traditionnelle, tajmâat, et la cité démocratique de la Grèce antique, rapprochement où ils trouvent les indices d'un excellent « potentiel républicain ». La Kabylie est aussi considérée comme imparfaitement islamisée, donc plus facilement « rechristianisable ». Des missionnaires chrétiens y mènent des campagnes d'évangélisation jusque dans les villages les plus reculés.
Le droit coutumier berbère y est globalement maintenu, alors qu'il est aboli en pays chaoui au profit du droit musulman. Enfin, l'enseignement en français y est relativement courant jusqu'au certificat d'études, alors que partout ailleurs, c'est la scolastique coranique, en arabe classique, qui est favorisée. La Kabylie voit ainsi l’émergence d'une élite laïcisée et modelée par l'école française. Ces intellectuels laïques vont se confronter notamment au courant « réformiste » conduit par les oulémas algériens à partir de 1931, appuyés sur le réseau d'enseignement des zaouïas qu'ils dirigent dans la région.
La colonisation entraîne aussi, dès le début du XXe siècle, un développement de l'émigration vers la France : en 1913, on évalue la présence kabyle dans ce pays à 13 000 immigrés. C'est alors une immigration qui ne se disperse pas dans la société française, mais semble au contraire se regrouper en reproduisant la structure des villages traditionnels.
En dépit du « mythe kabyle », la contribution de la région est massive dans les différentes formes de résistance qui s'organisent face à la colonisation. Nombreux sont les Kabyles à participer à la création, en 1913, de l'Amicale des instituteurs indigènes, tout comme plus tard à celle, en 1931, de l'Association des oulémas algériens, dont les médersas serviront de support à la diffusion des idées nationalistes. En 1926, parmi les émigrés qui fondent l'Étoile nord-africaine, 5 sur 8 des premiers dirigeants sont originaires de Kabylie. La région est touchée de plein fouet par les événements du 8 mai 1945 : l'insurrection, partie de Sétif, s'étend à Kherrata et Guelma ; la répression fait des milliers de morts parmi la population civile, les abords de Kherrata sont bombardés par la marine française. En 1949, au sein du principal mouvement nationaliste algérien d'alors, le PPA-MTLD, éclate la « crise berbériste » : elle oppose à la direction du parti des militants en désaccord avec sa ligne dite « arabo-islamique ». Certains sont éliminés, d'autres, sous la menace de l'exclusion, se rallient à l'orientation alors dominante.

### La Kabylie dans la Guerre d'Algérie: La Wilaya III
Pendant la Guerre d'Algérie, l'organisation du FLN et de l'ALN crée pour la première fois un territoire administratif kabyle, la Wilaya III. C'est que la région se trouve au cœur de la résistance au colonialisme français. C'est aussi, avec les Aurès, l'une des plus touchées par la répression, du fait de l'importance des maquis et de l'implication de ses habitants. Le FLN y recrute plusieurs de ses dirigeants historiques, parmi lesquels Abane Ramdane, Krim Belkacem et Hocine Aït Ahmed, ainsi que des chefs militaires comme le colonel Amirouche Aït Hamouda. C'est également en Kabylie que se tient en 1956 le congrès de la Soummam, le premier du FLN. Au plus fort des combats, les effectifs de l'ALN rassemblent en Kabylie 12 000 hommes qui disposent d'un fonds de 500 millions de francs algériens.
Bastion de l'ALN, la région est aussi le lieu de certaines des plus marquantes de ses victoires, comme la bataille de Bouzegza. Les tentatives d'infiltration menées par l'armée française sont souvent tenues en échec, voire parfois retournées contre elle comme dans le cas de la « Force K » de 1956, officiellement commando armé par l'armée française pour combattre le FLN et en réalité cellule de collecte d'armes et d'espionnage pour le compte de la wilaya III. Deux années plus tard, les services spéciaux français ripostent en lançant dans le maquis kabyle la « bleuite », vaste opération d'intoxication qui provoque des purges dévastatrices dans les rangs de la wilaya III, sous les ordres du colonel Amirouche.
Cependant la mobilisation de la région résiste à la répression des populations civiles (destruction des ressources agricoles, pillage, fouille et destruction de villages, déplacement de populations, création de zones interdites, etc.) comme à l'ampleur des moyens militaires déployés, notamment en 1959 lors de l'opération « Jumelles », dans le cadre du plan Challe. Après la mort d'Amirouche le 29 mars 1959 et sous l'impulsion de ses successeurs Abderrahmane Mira puis Mohand Oulhadj, la wilaya III se réorganise en éclatant ses grosses unités en formations plus petites et en rapatriant les moussblines (agents de liaison avec la population) dans les maquis. Après le plan Challe, les femmes prennent petit à petit un rôle accru : non soupçonnées par l'armée française, ce sont elles qui de plus en plus souvent assurent le renseignement et le rôle de police dans les villages. En 1961, l'ALN parvient à occuper plusieurs postes militaires français.

### La Kabylie dans l'Algérie d'aujourd'hui
Lors de l'indépendance de l'Algérie, les wilayas III (Kabylie) et IV (Algérois) s’opposent au Bureau politique du FLN rassemblé autour d'Ahmed Ben Bella, qui s'appuie sur les forces de l'armée des frontières commandée par Houari Boumédiène. Fin août 1962, des affrontements éclatent dans l'Algérois et aux frontières de la Kabylie, faisant officiellement 1 000 morts. Ben Bella prend le pouvoir mais ses relations avec la wilaya III restent tendues. En octobre 1962, il obtient de Mohand Oulhadj un accord autorisant le déploiement de l'Armée algérienne (Armée nationale populaire) sur le territoire de la wilaya et entraînant la dissolution de la plupart de ses unités. En 1964, Mohand Oulhadj remet à l’État algérien, contre récépissé, un trésor comprenant notamment 46 lingots d'or et plusieurs pièces d'or et d'argent, pour un montant avoisinant 4 millions de francs.
Sur le plan politique, la Kabylie est régulièrement le cadre de mouvements de contestation du régime d'Alger. Dès 1963, le FFS (Front des forces socialistes) emmené par Hocine Aït Ahmed et Yaha Abdelhafid met en cause l'autorité du parti unique. Jusqu'en 1965, l'ANP mène dans la région une répression qui fait plus de quatre cents morts.

Le drapeau berbère, symbole identitaire.

En avril 1980, à la suite de l'interdiction d'une conférence de l'écrivain Mouloud Mammeri sur la poésie kabyle ancienne, émeutes et grèves éclatent à Tizi-Ouzou ; la Kabylie et les universités algéroises connaissent plusieurs mois de manifestations réclamant l'officialisation de la langue berbère : c'est le « Printemps berbère ». D'autres affrontements ont lieu à Tizi-Ouzou et Alger en 1984 et 1985. Accompagné en 1989 de la création d'un nouveau parti, le RCD (Rassemblement pour la culture et la démocratie) de Saïd Sadi, le réveil culturel s'intensifie en réaction au durcissement de l'arabisation que connaît l'Algérie dans les années 1990. En 1994-1995, l'année scolaire fait l'objet d'un boycott appelé « grève du cartable ». En juin et juillet 1998, la région s'embrase à nouveau après l'assassinat du chanteur Lounès Matoub et à l'occasion de l'entrée en vigueur d'une loi généralisant l'usage de la langue arabe dans tous les domaines,.
En avril 2001, un jeune lycéen est tué dans une gendarmerie ; il s'ensuit de graves émeutes qui accentuent la rupture avec les autorités : c'est le « Printemps noir », au cours duquel l'intervention des services de l'État fait 123 morts et deux milliers de blessés, dont certains mutilés à vie,. La révolte touche les régions kabylophones des wilayas de Bouira, Bordj Bou Arreridj, Sétif et Jijel, parties intégrantes de la wilaya III historique, mais restées jusque-là relativement à l'écart du mouvement identitaire. Le gouvernement est conduit à négocier avec le Mouvement citoyen des Aarchs, mobilisé autour de la plateforme d'El Kseur : les revendications de celle-ci, qui se veulent un remède au « mal algérien » dans sa globalité (justice sociale, économie…), sont jugées par le gouvernement régionalistes et menaçantes pour l'unité et la cohésion nationales. Toutefois, en 2002, le tamazight est reconnu en tant que langue nationale.
En juin 2001, Ferhat Mehenni et d'autres militants fondent le Mouvement pour l'autonomie de la Kabylie (MAK), qui prône, de 2001 à 2013, l'autonomie territoriale de la Kabylie dans un cadre algérien. Le 4 octobre 2013, à la suite de la réunion de son conseil national en session ordinaire au village d'Ath Hamdoune, le mouvement devient Mouvement pour l'autodétermination de la Kabylie (MAK), et lutte depuis pour l’organisation d'un référendum d'autodétermination en Kabylie, aboutissant à son indépendance.

## Population, économie, politique et société

### Démographie
| Municipalité | Population (2008) |
| ------------ | ----------------- |
| Bejaïa       | 177 988           |
| Tizi Ouzou   | 135 088           |
| Bouira       | 75 000            |

Les sept wilayas où s'inscrit le périmètre Thenia - Sétif - Jijel totalisent une population d'environ six millions de personnes, dont, suivant les estimations, de trois à trois millions et demi de kabylophones. Selon le recensement de 2008, la wilaya de Tizi Ouzou compte plus d'1,1 million d'habitants, répartis en 67 communes, alors que les 52 communes de la wilaya de Béjaïa rassemblent près d'un million d'habitants. Le reste des populations kabylophones de la région se répartit sur la moitié est de la wilaya de Boumerdès, la moitié nord de la wilaya de Bouira, le nord de la wilaya de Bordj Bou Arreridj, l'ouest de la wilaya de Jijel, et le nord-ouest de la wilaya de Sétif.
La densité démographique reste élevée, atteignant jusqu'à 375 hab/km2 dans la wilaya de Tizi Ouzou. Toutefois l'accroissement de la population est relativement faible par rapport à l'ensemble du pays, son taux n'étant que de 0,2 % dans la wilaya de Tizi Ouzou et de 0,6 % dans celle de Béjaïa.

### Peuplement
Les Kabyles contemporains font partie du vaste ensemble des héritiers des premiers Berbères, dont les origines ont donné lieu à une multitude d'hypothèses. Les spécialistes restent partagés entre tenants d'un foyer initial moyen-oriental ou africain ; les estimations de l'époque d'apparition du berbère en Afrique du Nord varient de 8 000 à 2 500 ans avant notre ère. Les données archéologiques et linguistiques disponibles ne permettent pas de trancher mais elles établissent suffisamment l'ancienneté et la continuité de la présence des Berbères dans leur espace actuel pour qu'on puisse les qualifier d'autochtones.
La question de l'origine des hautes densités montagnardes kabyles divise encore les historiens. Aux extrêmes s'opposent la thèse d'un peuplement dense très ancien, antérieur à la présence romaine, et celle d'un afflux tardif, consécutif à l'arrivée des Arabes. Toutefois, un relatif consensus se dégage sur plusieurs points. Pour commencer, une distinction semble s'imposer, pour l'ensemble de l'Afrique du Nord, entre un premier peuplement berbère, « paléo-montagnard », caractérisé par la pratique des cultures en terrasses, s'étendant progressivement depuis les Aurès et l'Atlas saharien jusqu'aux Hautes Plaines ; et un second, « néo-montagnard », ignorant la technique des terrasses et propre aux massifs du Tell : c'est à cette seconde vague, plus tardive, que l'on rattache les premières populations de Kabylie.
La présence de populations dans l'ensemble de la région, dès l'époque romaine au moins, paraît également attestée, le seul point encore en débat portant sur le peuplement du territoire relativement restreint, mais aussi le plus densément peuplé, que constitue le massif Agawa. Enfin, il est généralement admis que ce peuplement initial s'est trouvé accru, à partir du Xe siècle, de l'apport de populations d'agriculteurs menacés par le processus de pastoralisation des plaines puis, à partir du XIVe siècle surtout, par les prélèvements fiscaux du makhzen. Les traditions locales paraissent corroborer l'hypothèse d'une dualité historique du peuplement kabyle.

### Économie
Jusque vers 1900, la base de l'économie régionale reste une arboriculture de montagne dont l'olivier et le figuier constituent les deux piliers. Les productions céréalières sont l'apanage des quelques propriétaires de terres de fond de vallées mais, après la révolte de 1871, celles-ci sont confisquées au profit des colons. Quant à l'élevage, principalement caprin, quelquefois ovin ou bovin, il est limité par l'exiguïté des sols disponibles pour les pâturages.
Avant la conquête française, l'une des principales sources de revenus extra-agricoles est constituée par l'artisanat et en particulier la fabrication des armes, le travail du bois et le tissage. La perte de l'indépendance entraîne la fermeture des fabriques d'armes et la confiscation des forêts. Le tissage se maintient jusqu'à nos jours grâce à la demande persistante de burnous et de couvertures de laine mais a largement perdu de son importance économique. Beaucoup d'activités artisanales ont disparu et celles qui subsistent, comme la bijouterie, apparaissent très menacées.

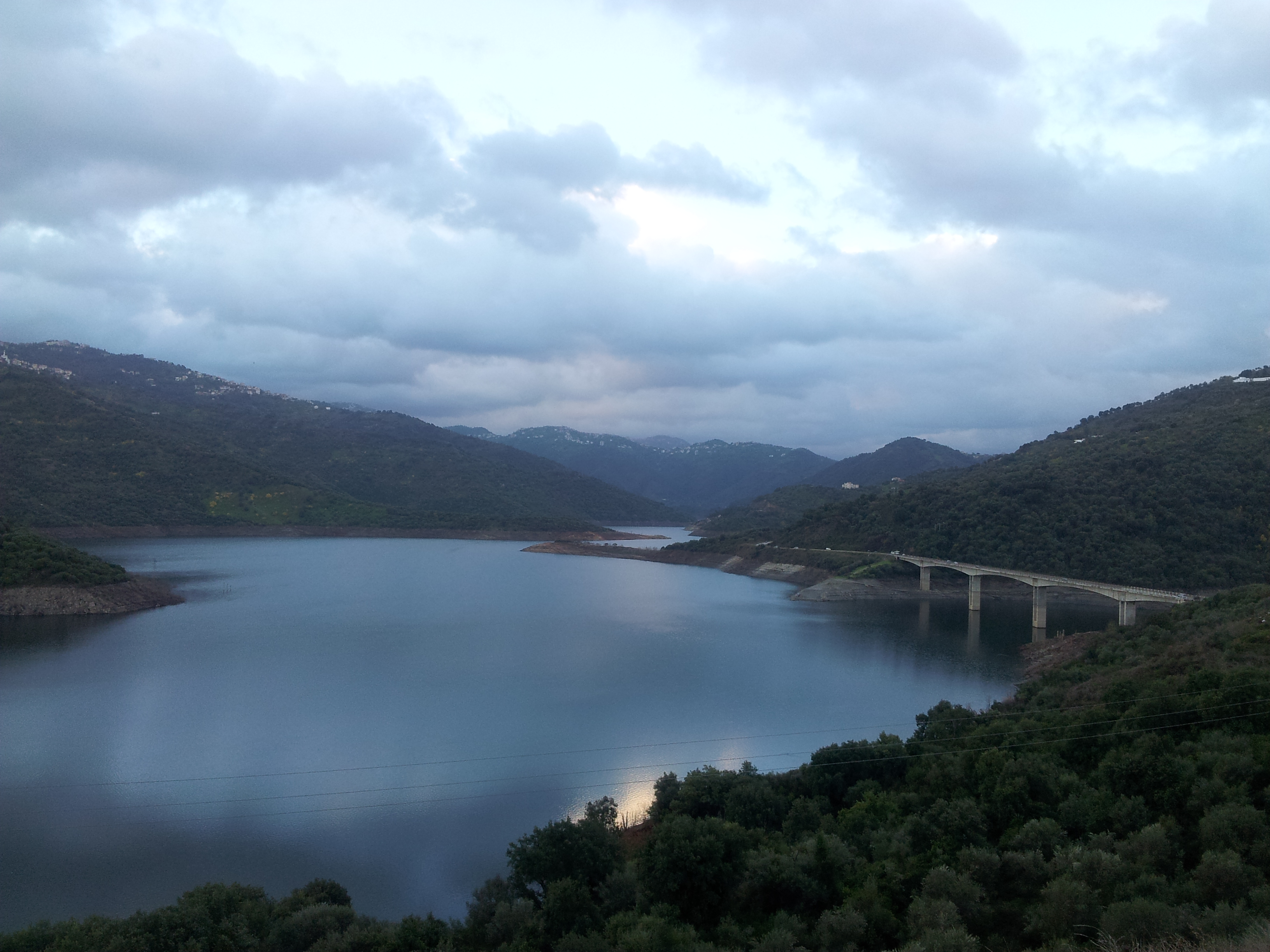
Le barrage de Taksebt, d’une capacité de 180 millions de mètres cubes (dans la commune d'Ouacif).

L'émigration est l'autre grande source de revenus complémentaires de la Kabylie précoloniale. Elle s'étend alors à toute l'Algérie et à une partie de la Tunisie, tout en conservant très généralement un caractère temporaire. À la suite de la colonisation, qui en élargit le champ à la métropole française, elle devient un phénomène massif. En 1948, pour une famille kabyle moyenne qui tire de ses terres un revenu annuel de 50 000 francs, l'émigré, qui rapporte en moyenne 100 000 francs par an, représente un complément de revenu souvent indispensable.
Les équipements de base des villages comme les routes secondaires, les écoles, les bibliothèques, la rénovation des puits, l'entretien des moyens d'irrigation et les mosquées ont souvent été financés avec les revenus de l'émigration. Dans les pays d'accueil, les immigrés reconstituaient les assemblées de village (tajmaat) pour décider des projets pouvant profiter à la population. Cette dynamique explique que les villages kabyles aient su résister dans une certaine mesure à l'émigration massive de leurs habitants. L'aide de la diaspora constitue toujours un facteur de dynamisme. En même temps, les fonds ainsi apportés, collectés et gérés par les assemblées villageoises accentuent l'autonomie des villages kabyles.
Après l'indépendance, la région connait divers plans de développement économique. Dans un premier temps (1967-1973) l’État procède à la création de petites entreprises publiques axées sur l'artisanat traditionnel, pour favoriser la création d'emplois dans les zones rurales et les dynamiser. De manière complémentaire, il développe jusqu'en 1980 des complexes industriels spécialisés, comme ceux des sociétés ENIEM (électroménager) à Tizi Ouzou ou ENPC (plasturgie) à Sétif. Le secteur privé, qui est alors délaissé par les politiques publiques, correspond le plus souvent à de petites unités de production, dans l'agroalimentaire ou les produits de construction, destinées au marché local ou régional.
Dans les décennies suivantes, en raison de divers facteurs (dévaluation de la monnaie, fragilité des structures financières, prix administrés, etc.), les conditions d'activité de beaucoup d'entreprises publiques locales se dégradent, y compris dans le secteur de l'artisanat traditionnel. De la même façon, les grandes entreprises publiques, dépendantes des mesures de soutien de la demande, souffrent de la contraction de celle-ci à la suite de la dévaluation du dinar et de l'augmentation des charges d'exploitation. Ainsi, une entreprise comme ENIEM voit sa production chuter dans les années 1990. Les années 2000 voient émerger un secteur privé dynamique. La création d'entreprises augmente, l'activité se diversifie vers des domaines technologiquement complexes et, fait nouveau, de grandes entreprises privées de dimension internationale se constituent.
Sur le plan sectoriel, l'agroalimentaire connait dans la région un certain développement, avec la constitution d'une multitude d'unités de production de produits laitiers et de glaces, mais aussi l'implantation d'usines de grands groupes comme Cevital ou la société d'eaux minérales Ifri. Traditionnellement prédominante, l'agriculture de montagne perd de la place au profit de l'industrie manufacturière locale, plutôt située vers les Hauts Plateaux, et de l'industrie agro-alimentaire. Par ailleurs, la Kabylie fournit une grande partie de l'eau potable aux régions fortement urbanisées qui la bordent à l'est et à l'ouest.
Le tourisme est une autre activité pour laquelle la région, qui au XIXe siècle était qualifiée de « Suisse sauvage », bénéficie d'atouts. Dans la wilaya de Béjaïa, le groupe Cevital obtient en 2008 une assiette foncière de 26 hectares à l'intérieur de la zone d’expansion touristique (ZET) d’Agrioun, à Souk El Ténine (une station balnéaire située à une trentaine de kilomètres à l’est du chef-lieu de wilaya), pour l’implantation d’un complexe touristique moderne.
Pourtant les limites du développement régional se traduisent par un chômage endémique important, qui frappe en particulier la jeunesse. En 2006, le nombre de chômeurs s'élève officiellement à 25,6 % de la population active dans la wilaya de Tizi Ouzou.

### Organisation sociale traditionnelle
L'organisation sociale kabyle a connu des évolutions au cours de son histoire, tout en préservant certains de ses traits. La société pré-coloniale reposait sur un ordre lignager et sur l'imbrication les unes dans les autres de plusieurs structures sociales : les lignages constituent des clans (axerrub, adrum), qui forment des villages (taddart) eux-mêmes regroupés en tribus (âarch) ; les tribus peuvent à leur tour être associées dans des ensembles plus vastes, les taqbilt ou confédérations.

Régence d'Alger et Kabylie, 1500-1750
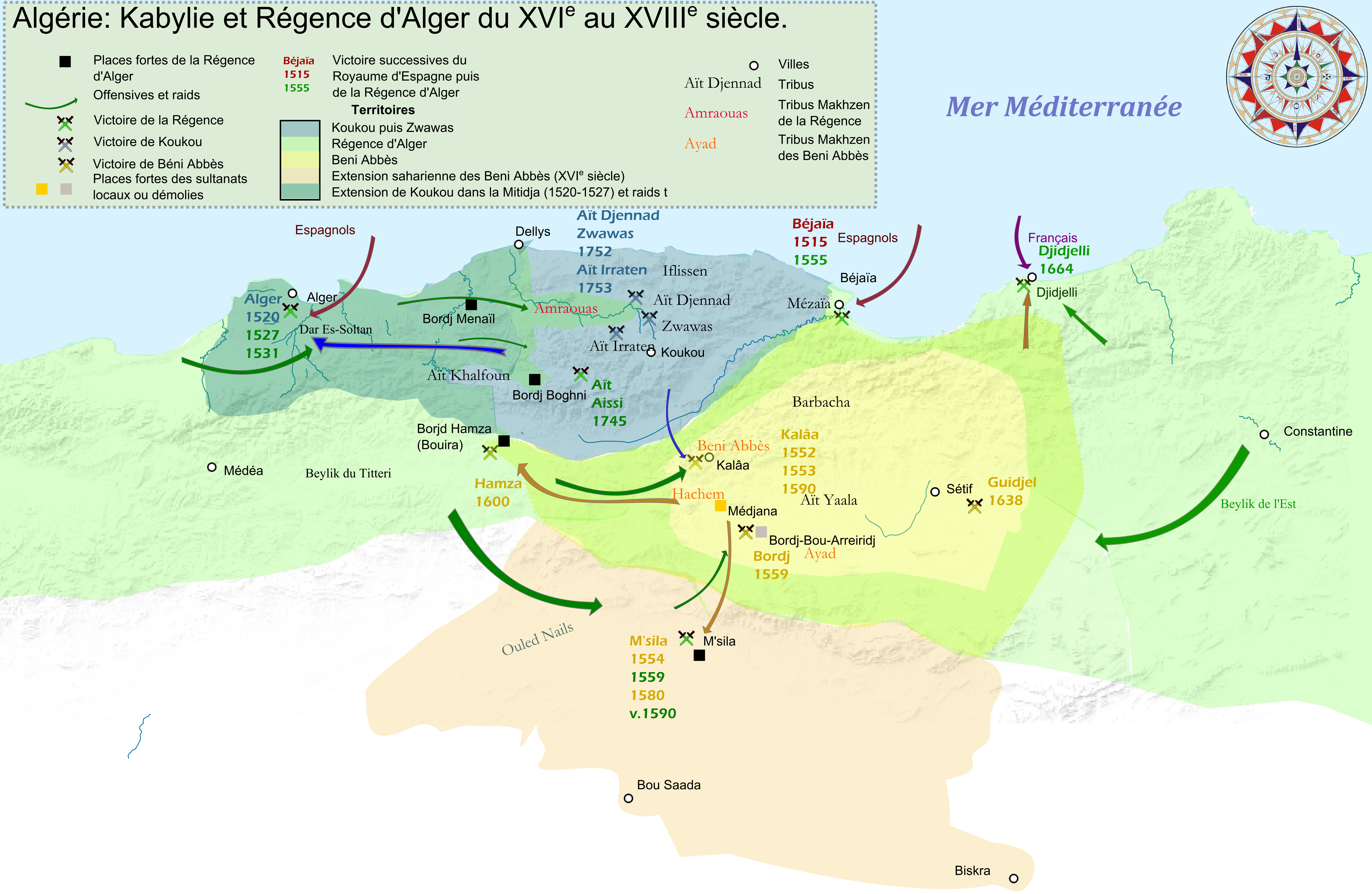
Kabylie et Régence d'Alger, 1500-1750
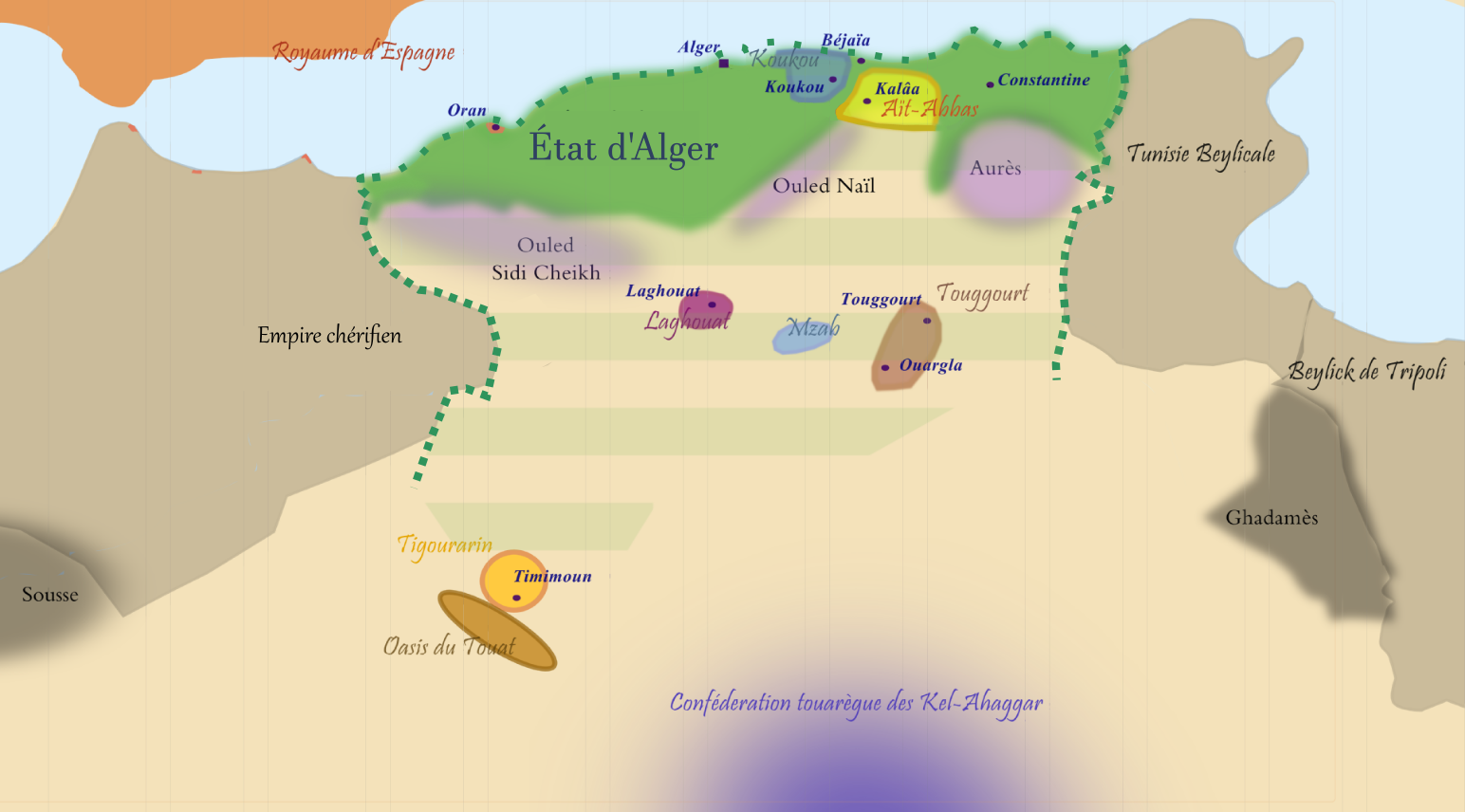
1750
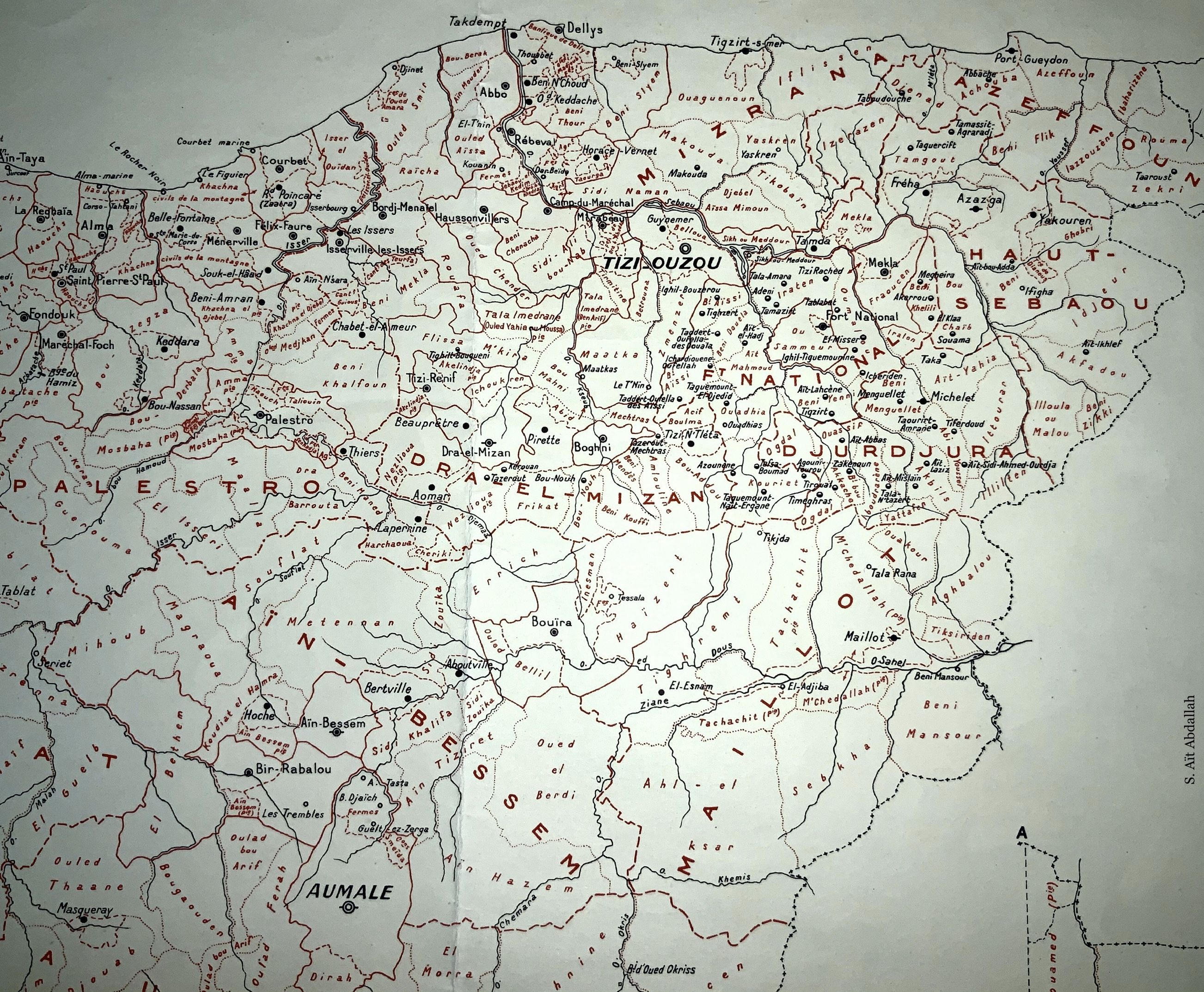
Confédérations et tribus, Grande Kabylie, 1940

Cette organisation hiérarchisée comporte des exceptions : ainsi certains villages ne font partie d'aucune tribu. La confédération est une structure souple, les notables des tribus confédérées se réunissant pour gérer les événements exceptionnels, comme les conflits armés. Du XVIe siècle jusqu'à la conquête française existent en outre deux grandes ligues (seff) qui sont des agglomérats de confédérations tribales, seff n wadda (la « ligue du bas ») et seff n ufella (la « ligue du haut »).
Le rôle politique des confédérations prend fin avec la colonisation et le maillage administratif de la région. Les quelques confédérations qui subsistent, comme celle des Aït Iraten, n'ont plus de rôle d'identification sociale.
Le XIXe siècle connaît aussi l’existence de « grands commandements » qui dépassent les limites tribales, exercés par une aristocratie guerrière comme celle des Aït Mokrane (dont le patronyme est souvent arabisé en « Mokrani »), ou religieuse comme celle des Ben Ali Chérif. Les premiers, qui détiennent un rôle politique de premier plan, le voient totalement anéanti après la révolte de 1871. L'influence religieuse des seconds, quant à elle, perdure mais se trouve amoindrie par la présence française.
Les unités sociales les plus restreintes survivent mieux aux bouleversements historiques. Ainsi, au XIXe siècle, le village kabyle apparaît comme la « pierre angulaire de la société ». L'institution qui l'administre, la tajmaât (assemblée villageoise) dispose à la fois des pouvoirs politique, administratif et judiciaire. La tribu aussi présente des éléments de cohésion sociale forts (territoire, sanctuaires, marché, solidarité en cas de guerre, etc.). Dans un premier temps, les autorités coloniales garantissent le respect du fonctionnement du village, de son assemblée et de la tribu. Cependant, au fur et à mesure des remaniements administratifs, la tajmaât perd de ses prérogatives officielles, tout en continuant parfois de les exercer officieusement.
La fin de la période coloniale voit se superposer un niveau d'organisation officiel, la commune administrative, et un niveau « occulte », la tajmaât, avec ses qanun, ses ressources propres, ses amendes et ses agents d'exécution. L'assemblée villageoise gère avec grande liberté les affaires locales, exerce les pouvoirs de police et jouit auprès de la population de plus d'autorité que les agents assermentés par l'administration française. Les qanun font même l'objet d'un renouvellement, signe d'une activité réelle de l'institution.
Après l'indépendance du pays, toujours en marge des structures officielles que sont les assemblées populaires communales, les tajmaât se maintiennent, avec des prérogatives érodées. Elles mettent à contribution tous les citoyens, émigrés compris. Mais ne gérant plus que les travaux d'utilité publique (voirie, eau potable…), souvent pour pallier les insuffisances des institutions officielles, ou bien des manifestations culturelles comme le sacrifice d'automne (timechret), elles souffrent alors d'un certain anonymat.
Le réveil identitaire berbère va leur donner un nouveau souffle et inverser la tendance historique.
Le Printemps berbère de 1980 s'accompagne d'un réinvestissement de l'espace du village, par les jeunes notamment, qui évite sa transformation en « musée ». La loi sur le pluralisme (1988) permet la création de « comités de village » à statut associatif et d'associations diverses, véritable version moderne de la tajmaât. Les villages kabyles possèdent tous au moins une des trois structures : tajmaât, comité de village ou association, la première se maintenant dans certains villages à côté des comités et associations, comme une sorte de « conseil des sages » (lâaqel n taddart).
Au cours des années 1980 et 1990, le renouveau identitaire va parfois jusqu'à la restauration des tribus et de leurs conseils. C'est le cas des Aït Djennad (1987), Aït Bouaddou (1990), Illoulen Ousammer (1995), qui réglementent les cérémonies et les dépenses effectuées lors des célébrations (mariages, circoncisions et retours de pèlerinage), avec des sanctions prévues.
Lors du Printemps noir de 2001, les tajmaât et les comités de village servent d'ossature à la revendication identitaire et de cadre politique à la mobilisation, se substituant aux partis politiques. Dans leur cadre que s'organisent les marches, la réquisition des moyens de transport et la solidarité avec les victimes de la répression.
En 2001, le mouvement désigné comme le Mouvement citoyen des Aarchs marque aussi le retour dans la société de la tribu.
Ce renouveau des formes d'organisation traditionnelles dans la société kabyle est lié à la « sacralité » de l'espace villageois. Comme la langue, la société traditionnelle kabyle cherche à négocier son rapport au changement pour assurer sa pérennité.

### Situation et évolutions linguistiques

Schéma d'ensemble des aires linguistiques du nord-est algérien, du milieu du XIXe siècle au milieu du XXe siècle.

Les Kabyles font partie des Berbères (Imazighen). Leur langue, le kabyle (taqbaylit), parlée par la grande majorité de la population, est une variété du berbère (tamazight).
En Grande Kabylie et dans la partie de la Petite Kabylie où le kabyle prévaut, il est la langue maternelle et quotidienne de la presque totalité de la population. Là où populations kabylophones et arabophones sont en contact, un bilinguisme kabyle-arabe algérien est pratiqué de part et d'autre. À Béjaïa et à Tizi Ouzou, où la population urbaine traditionnelle était majoritairement arabophone, l'exode rural qui a suivi l'indépendance a généralisé la diffusion du kabyle. Quant à l'arabe littéral, son emploi est cantonné au système d'enseignement et aux administrations de l'État central. En pratique, c'est plutôt le français qui est employé pour les usages écrits ou savants et, de façon presque exclusive, dans le commerce et la publicité.

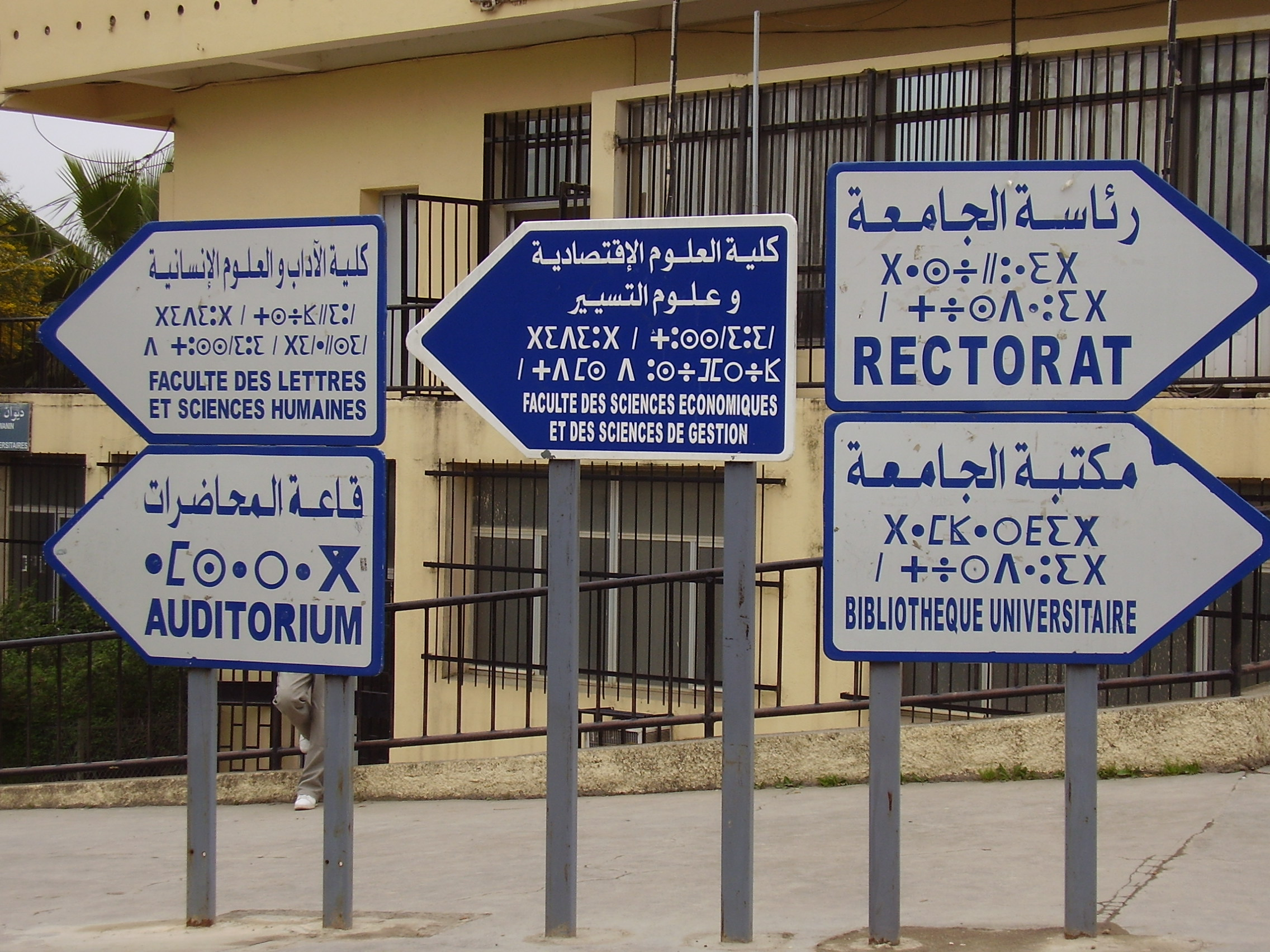
Signalisation trilingue à la faculté de Tizi-Ouzou.

Si le territoire de Grande Kabylie compte peu d'habitants de langue maternelle arabe, Basse et Petite Kabylies ont été davantage arabisées. En Basse Kabylie, l'arabisation remonte à la période ottomane. À cette époque, des terrains de la région ont été concédés à quelques familles d'origine turque ou arabe ainsi qu'à la tribu des Iamriwen, constituée d'aventuriers et de proscrits des autres tribus kabyles. En même temps que la garde et l'usage des terres de plaines, ils recevaient de leurs commanditaires un cheval avec la charge de tenir en respect les populations avoisinantes. Leur contrôle s'est étendu jusqu'en Haute Kabylie, sur toute la moyenne vallée du Sebaou ; là, comme dans les basses plaines, le Makhzen s'est montré un puissant facteur d'arabisation. Toutefois, on a assisté depuis à une rekabylisation partielle de ces territoires.
En Petite Kabylie, le kabyle était encore majoritairement parlé au XIXe siècle jusqu'au-delà de l'oued El Kebir. Si Jijel et ses environs étaient déjà arabisés, vers l'intérieur il n'y avait pas encore de rupture territoriale entre les parlers kabyle et chaoui. Aujourd'hui le Guergour est à moitié arabophone et le Ferdjioua, en totalité. À l'est, l'expression de Kabyles el hadra a été créée au XVIIIe siècle pour désigner les montagnards arabophones du Nord-Constantinois ayant acquis la culture urbaine et abandonné la vie de montagne.

### Situation religieuse et place du maraboutisme

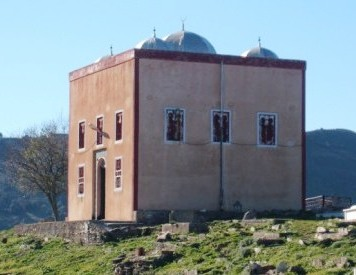
Mausolée de Sidi Hend Oulefki.

La religion majoritaire est l'islam sunnite. La région lui a fourni jusqu'à nos jours des représentants éminents, comme Abderrahmane Chibane, qui a été président des oulémas algériens. Comme dans la plus grande partie de l'Algérie, les musulmans suivent en Kabylie la doctrine malékite. Leur pratique religieuse présente toutefois plusieurs particularités. Ainsi la fête de l'achoura (appelée localement Taâchourt) se voit donner une importance spéciale, qui renvoie peut-être au chiisme des Fatimides. Le mouvement des marabouts et celui des zaouïas ont aussi imprimé leur marque. Comme l'a écrit Mouloud Mammeri :

« Aux Almoravides, le maraboutisme doit son nom et en partie la vocation […] La baraka du marabout est un pouvoir surnaturel, il a opéré des miracles et pour cela, il est le lieu à la fois de tous les espoirs et de toutes les craintes. »

Historiquement, l'islam maraboutique s'enracine dans la tribu, structure fédérative qui a en permanence besoin de forces capables de modérer les rapports en son sein. Le maraboutisme, surtout à partir du XVe siècle et de son essor dans tout le Maghreb, traduit la prise en charge de ce rôle par la religion. À l'époque, la déliquescence des États centraux et les intrusions chrétiennes (espagnoles) en Afrique du Nord amènent à un état de confusion général parmi les musulmans. Le mouvement maraboutique, essentiellement spirituel et mystique à l'origine, se donne alors un rôle temporel et politique, en réponse aux attentes des populations.
La prise de Jijel par les Ottomans, en 1513, en fait un port de débarquement pour les imams mystiques et missionnaires qui ont fui l'Espagne et qui trouvent dans la région une terre d’accueil. Cependant, contrairement à d'autres endroits du Maghreb, ce processus n'aboutit pas, en Kabylie, à la prise du contrôle politique de principautés par les marabouts. Ainsi les royaumes de Koukou et des Beni Abbès ne sont pas dirigés par des lignées maraboutiques et les tribus maraboutiques n'ont pas non plus de rôle prépondérant, sur le plan politique, dans la région. C'est dans le domaine du fiqh, la jurisprudence, que les marabouts développent leurs compétences. Leur action modératrice complète le rôle de la tajmaât, vrai centre du pouvoir politique et lieu d'élaboration des qanuns, les lois et règlements qui s'appliquent à tous. Les zaouïas apparaissent ainsi comme une sorte de contre-pouvoir, tempérant les conflits et maintenant les équilibres sociaux.
L'importance de la zaouïa dépendait de la renommée du marabout fondateur. Les familles maraboutiques disposaient en Kabylie d'un droit de protection appelé laânaya, privilège souvent utilisé comme droit de passage à travers la région. Durant la période ottomane, les marabouts ont servi d'intermédiaire entre la société kabyle et les caïdats, structures administratives mises en place par la régence d'Alger dans les villes littorales (Béjaïa, Jijel…) et en périphérie (Boghni, Bouira…) de la Kabylie, qui restait globalement hors de son contrôle. Les caïds leur demandaient de faire passer sous laânaya (protection) des troupes de Béjaïa, possession de la Régence isolée par les montagnes, jusqu'à Alger. En échange, la Régence rémunérait les marabouts et leurs zaouïas, et prenait parfois en charge le financement des travaux de leurs mausolées.
Les Français, au contraire, ont considéré comme gênante l'implantation des marabouts en Kabylie : vus comme des « agents provocateurs » capables de dresser contre eux la population, ils constituaient à leurs yeux une « caste parasitique », aux tendances manipulatrices, qui rendait impératif l'affaiblissement du rôle de l'islam dans la société kabyle. De nos jours, la « caste maraboutique », avec son influence politico-religieuse, n'existe plus en tant que telle, mais elle a laissé en héritage à la région un ensemble de pratiques religieuses qui rythment la vie sociale et un réseau de zaouïas et de mausolées toujours fréquentés, qui continuent d'exercer leur attraction à la fois comme lieux de visite, de mémoire populaire et de pèlerinage. Celui de Cheikh Amokrane à Ait Zellal draine ainsi les foules pendant les fêtes de taâchourt et du mouloud. Les zaouïas, qui ont historiquement joué le rôle de « Mecque des Kabyles », enseignaient, en plus d'un savoir religieux, les règles sociales du pays à des élèves venus de toute l'Algérie, y compris des grandes villes et du Sahara. Elles ont connu au cours du XXe siècle un net déclin de leur influence.
À côté des musulmans existent des minorités chrétiennes, catholiques ou protestantes de diverses confessions : anglicans, baptistes et plus récemment évangéliques. Les juifs, qui ont presque tous quitté le pays à l'issue de la guerre d'Algérie, avaient auparavant une présence significative dans les régions de Sétif et de Béjaïa. Dans cette dernière ville, le quartier de Karamane en abritait une importante communauté : on y trouve encore le bâtiment de l'ancienne synagogue.
Venant après les traductions de la Société biblique britannique, une édition d'émanation catholique des quatre évangiles en kabyle a été publiée de 1987 à 1991. Des travaux entrepris pour la traduction du Coran et la rédaction d'un lexique religieux en kabyle ont abouti à une parution en 1998.

### Politique
Le RCD et le FFS sont les plus vieux partis politiques en Kabylie, ces partis dits « kabyles » militent parfois pour les revendications berbères, mais ne sont pas des partis communautaires. Toutefois, les revendications sont accompagnées du refus de l'arabisme et l'islamisme. S'il existe des mouvements autonomistes puis indépendantistes à l'instar du Mouvement pour l'autodétermination de la Kabylie (MAK-ANAVAD), les courants scissionnistes demeurent très marginaux selon Akram Belkaïd,.

### Sport

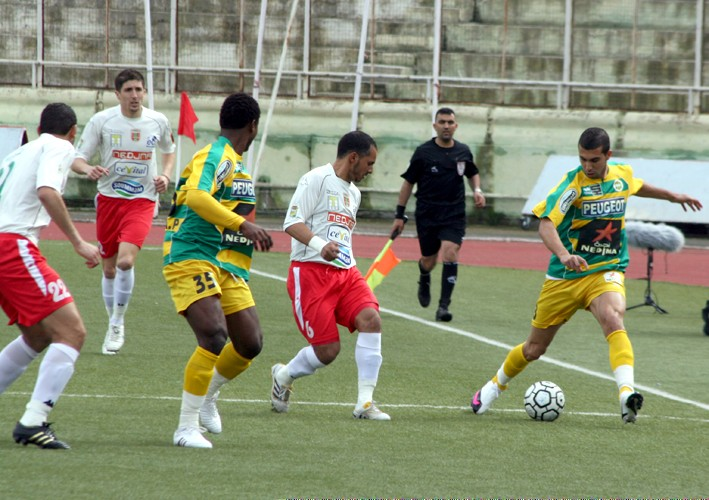
Derby kabyle : JSK-JSMB du 27 2 2010.

Parmi les équipes de football de la région, la Jeunesse sportive de Kabylie (JSK) se distingue nettement par la richesse de son palmarès. C'est aujourd'hui la première équipe d'Algérie par le nombre de coupes gagnées. Le club, qui n'a jamais connu la relégation depuis son accession en première division en 1969, remporte son premier championnat d'Algérie quatre ans seulement après celle-ci, en 1973. Il conserve son titre la saison suivante ; 12 autres suivent, le dernier en 2008. La JSK a également remporté cinq coupes et une supercoupe d'Algérie. Lors de la première, en 1977, les « jaune-et-vert » gagnent également le championnat d'Algérie : le club réalise ainsi son premier doublé coupe-championnat, exploit qu'il réédite en 1986.
Les « jaune-et-vert » s'imposent aussi sur le plan continental en remportant deux coupes des clubs champions, en 1981 et 1990, ainsi que la coupe des coupes en 1995. La JSK a également gagné trois coupes de la CAF d'affilée, en 2000, 2001 et 2002 et la Supercoupe d'Afrique en 1982. Depuis 2010, le club a le statut de professionnel à la suite d'une réforme du championnat.
L'autre club de football historique de la région est la JSM Béjaïa. Son ascension en Première division du championnat algérien dans les années 2010 a animé la scène sportive en Kabylie avec l'avènement du derby kabyle, opposant les deux clubs phares de la région.
La Kabylie est aussi un fief du volley-ball algérien, notamment à Béjaïa, considérée comme le pôle national de la discipline. Les joueuses de l'équipe d'Algérie de volley-ball féminin, qui ont remporté la coupe d'Afrique des nations, sont majoritairement issues des clubs de Béjaïa, qui dominent dans les compétitions nationales et africaines.

## Architecture et habitat anciens

### Le village (taddart)

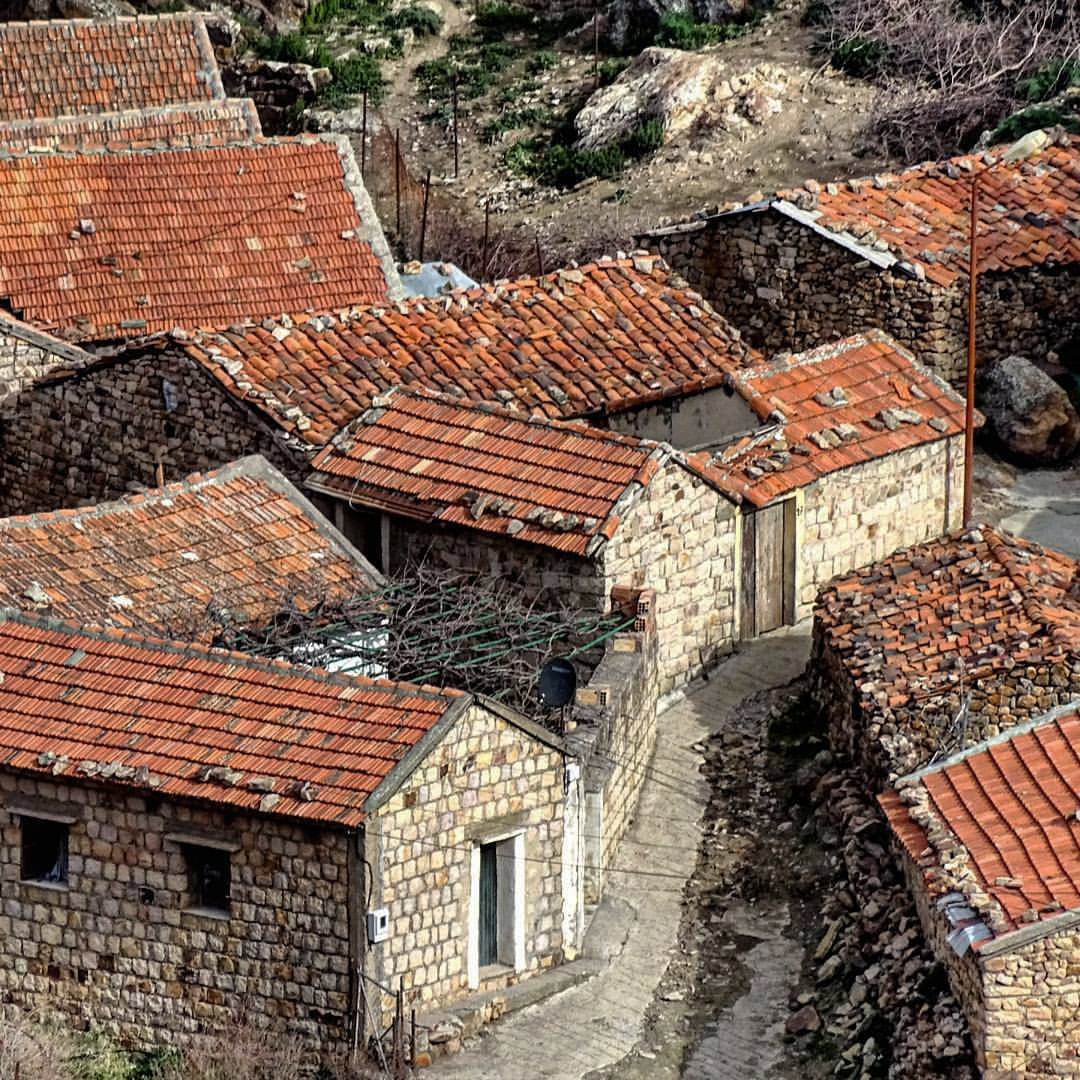
Village type de la région de Béjaïa.

Il est généralement placé sur une crête (tawrirt) ou un plateau élevé (agwni), emplacement souvent indiqué dans le nom même du village (par exemple Tawrirt Mimoun, Tawrirt Aden).
Il est composé d’un ensemble de ruelles et de maisons, d'une fontaine, d'une mosquée et d'un lieu d'assemblée (tajmaat). Les maisons sont étroitement regroupées si bien que leur ensemble, vu de l'extérieur, forme un bloc unique. En élévation, elles paraissent se chevaucher, chaque pignon dépassant le pignon voisin en montant vers le sommet. Pressées les unes à la suite des autres au long des lignes du relief, elles forment de véritables agglomérations descendant rarement en dessous de cinq cents habitants. Cette répartition dense est sensiblement identique à celle des Kasbahs.
Selon Émile Masqueray, il existait deux types de développement des villages :
- les villages allongés, qui se développaient de façon linéaire en longeant les versants et les crêtes ;
- les villages circulaires, qui se développaient de façon concentrique sur les sommets des montagnes ou bien sur les plateaux ; ils avaient été conçus, avant l'apparition de l'artillerie, de façon à pouvoir être efficacement défendus[238],[237].

À partir du XXe siècle et surtout de la guerre d'Algérie, le déclin de l'agriculture et l'exode rural mettent progressivement le village en concurrence avec les villes qui offrent toutes les commodités. Simultanément, son architecture se trouve sérieusement menacée par l'introduction du béton. Des maisons « à l'européenne » et des immeubles à plusieurs étages remplacent les anciennes maisons villageoises.
Si dans les villages de montagne les anciennes maisons ont disparu au profit de pavillons et d'immeubles modernes, leur image toutefois perdure grâce aux cartes postales illustrées réalisées par des photographes professionnels et aux photographies prises par des particuliers dans la dernière décennie du XIXe siècle et les premières décennies du XXe siècle.

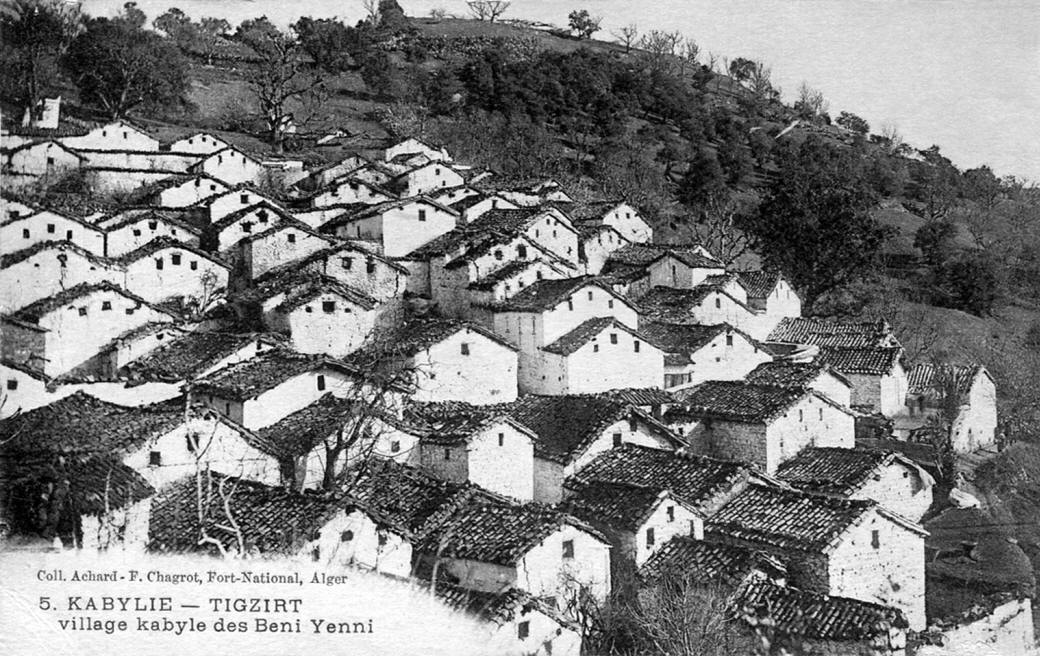
Village de Tigzirt sur son versant, au tournant du XXe siècle.
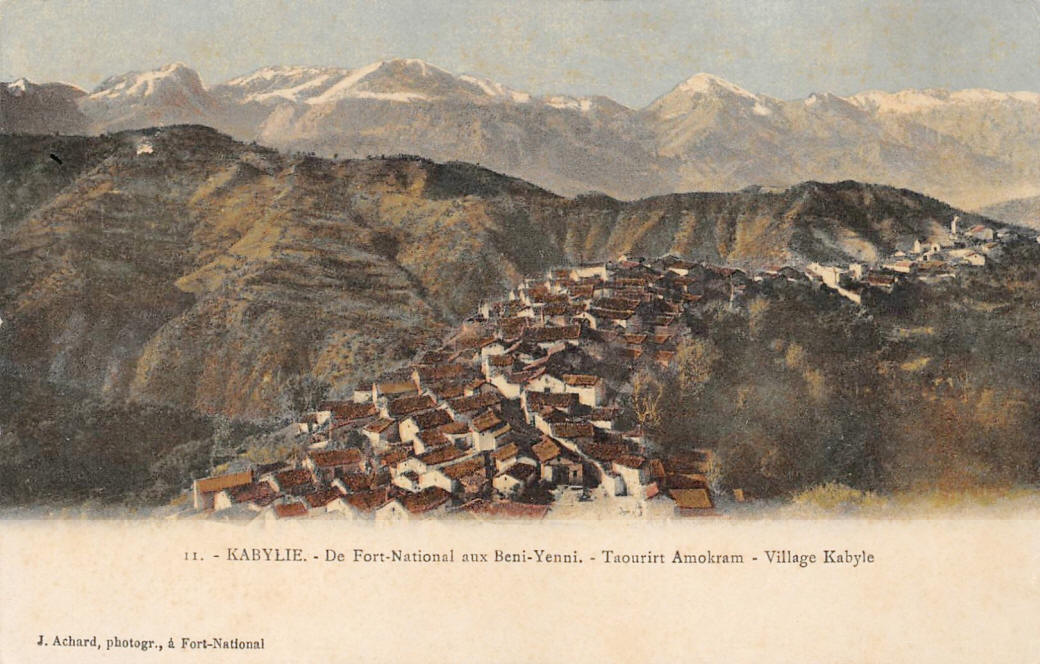
Village de Taourirt Mokrane sur sa crête, au tournant du XXe siècle.
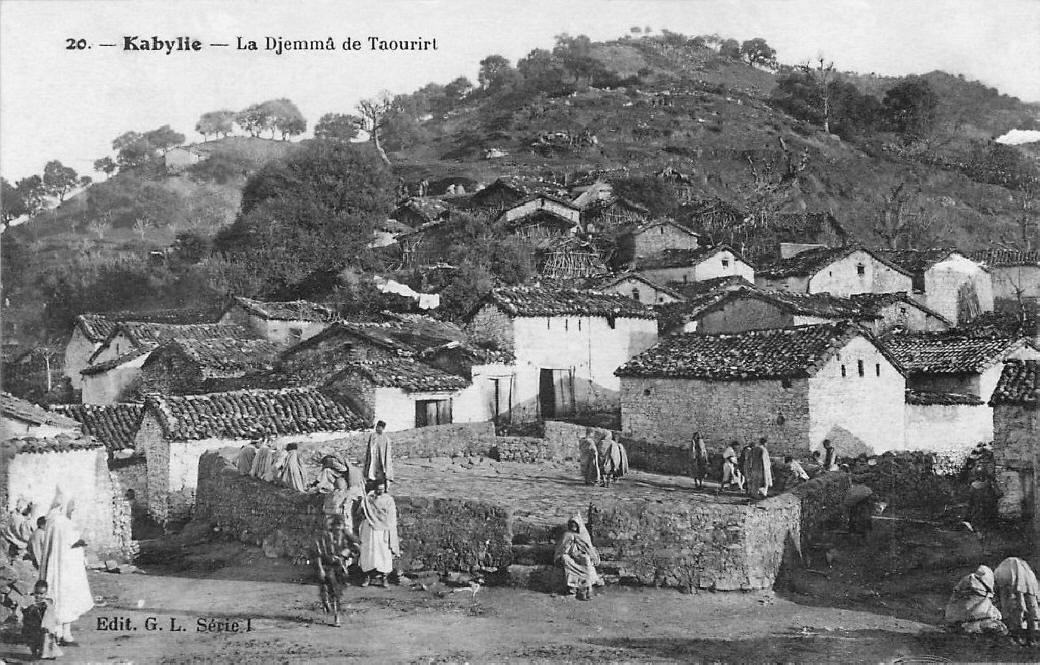
Djemma (lieu d'assemblée) de Taourirt Mokrane.

### La maison (axxam)

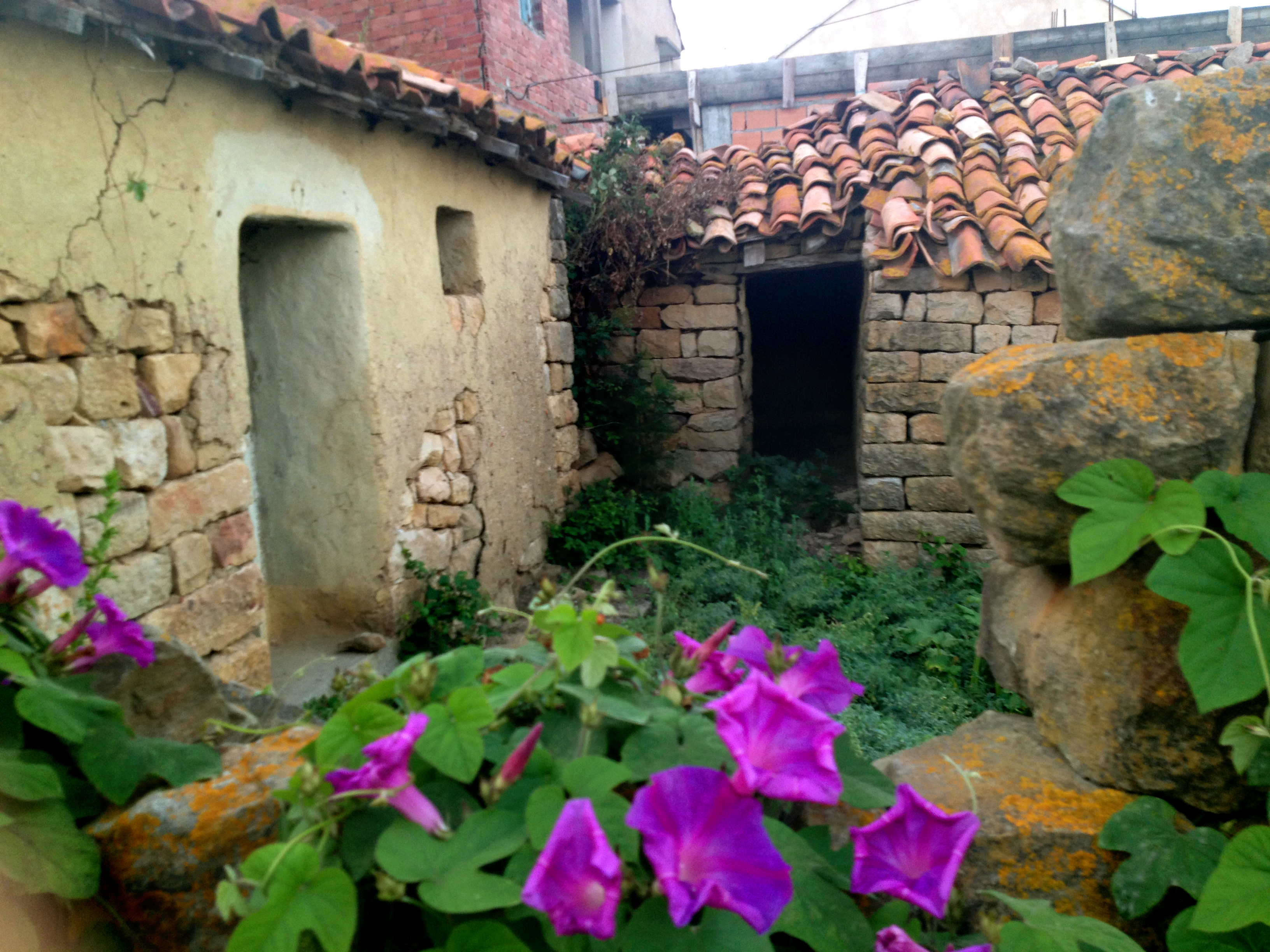
Maison kabyle avec patio.

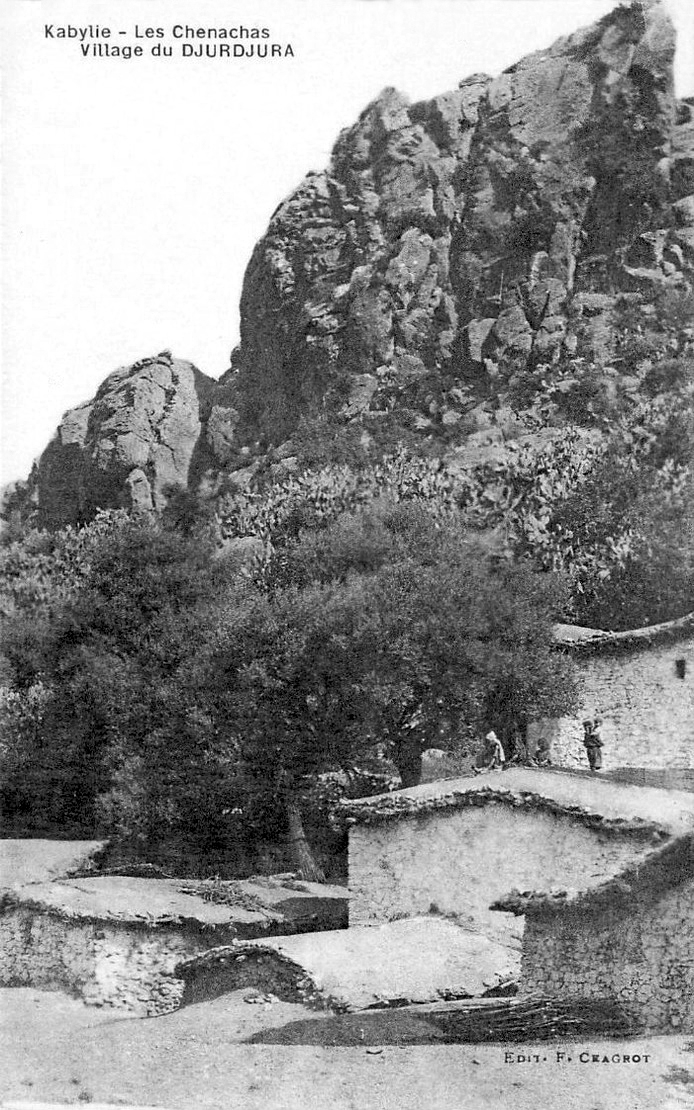
Les Chenachas, village du Djurdjura : maisons paysannes à toiture de terre bombée (carte postale des années 1900).

L'ancienne maison paysanne kabyle, l’axxam (terme masculin), était un bâtiment à pièce unique, de plan rectangulaire, sans étage, à cohabitation de l'homme et du bétail. Les deux murs pignons délimitaient avec les deux murs gouttereaux une pièce d'environ sept mètres sur cinq. L'un des gouttereaux servait de façade et abritait la porte d'entrée, le gouttereau opposé, laissé entièrement aveugle, était occupé par le métier à tisser (azetta). La toiture consistait en deux versants couverts soit de tuiles et bien marqués, soit de terre et bombés.
Les fondations étaient des tranchées comblées avec de grosses pierres (adrar) et du mortier d'argile.
Pour les murs porteurs, deux techniques étaient employées, le mur de pierres liées par du mortier de terre (taghaladt) et le mur de pisé avec un coffrage en bois (tabbadit).
La charpente était faite de pannes (isulas), la panne faîtière (asulas alemmas) et les pannes de versant (de deux à trois selon la largeur de la pièce). Les pannes reposaient sur les murs-pignons et sur des poteaux de bois fourchus (tikjda) fichés au niveau de la cloison basse (tadekkant) entre pièce commune et étable.
La couverture était faite de roseaux (ighunam) ou de branches d'olivier (tachita n tazemmurt) et de tuiles d'argile (karmoud) creuses (elkarmoudh elakvayel) ou (plus tardivement) mécaniques (elkarmoudh francis).
Le sol de la partie habitée (taqaat ou tigergert selon la région) était constitué d'un mortier à base d'argile et de gravier auquel on ajoutait de la paille hachée ou de la bouse de vache et parfois de la chaux ou de la tuile broyée. Dans ce sol, se creusait le foyer (kanun) et se tenait le moulin à bras (tassirt).
Souvent, plusieurs maisons à pièce unique, logeant des familles issues du même père, étaient regroupées autour d'une cour centrale appelée oufrag, laquelle s'ouvrait sur la rue par un porche, l’asquif. Aucune maison ne donnait directement sur la rue.
Lors de la construction, le travail intérieur concernant le sol et les murs revenait aux femmes. Les murs étaient crépis à l’aide d’un enduit composé d’argile schisteuse passée au tamis, à laquelle on ajoutait de la bouse de vache et de la paille fine pour éviter les fissures de rétraction.
Les fonctions économiques de la maison étaient réparties en trois espaces distincts : l’étable (addaynin) pour le bétail, ménagée sous la soupente (takanna) pour les jarres (akoufi, pluriel d'ikoufan) à provisions, et la pièce commune (takaat), où était disposé le métier à tisser (azetta).
La maison était plus ou moins décorée et ornée selon l'importance sociale et la richesse du propriétaire, de sa famille ou de sa tribu. À l'intérieur, les fresques murales avaient recours à des symboles variés, aux significations multiples. La décoration extérieure concernait les portes, sur les battants desquels le menuisier incisait, au moyen d’une pointe de fer, des motifs faits de lignes droites, de points, de petits cercles, de rosaces et de croix formant des compositions d’ensemble.

### Ouvrages religieux
Le patrimoine religieux de Kabylie est riche d'une multitude de mausolées (taqubet, littéralement « le tombeau »). D'architecture généralement assez simple, ce sont des lieux de mystique et de mémoire. Parmi les plus célèbres figurent ceux de Yemma Gouraya et de Mohand Ou Lhocine. Certains reçoivent toujours un grand nombre de visites. Un des plus connus et des plus ornés est celui de Cheikh Amokrane, à Aït Zelal, auquel Cheikh El Hasnaoui a consacré une chanson. Cheikh Aheddad, un des chefs de la révolte de Mokrani, possède aussi le sien dans son village de Seddouk Oufella.
Une caractéristique de la région est la densité du réseau de ses zaouïas. Parmi les plus connues figurent celles de Sidi Saïd à Akbou, de Sidi Mansour El Djennadi, fondée en 1635 à Fréha, de Sidi Mhand Oumalek, de Tassaft, etc. Pour la seule wilaya de Tizi Ouzou on compte encore 21 zaouïas en activité, où étudient 500 talebs. Elles possèdent toujours un important patrimoine mobilier, architectural et agricole.
Les mosquées de Kabylie connaissent une grande variété de styles. Entourée de vestiges puniques et romains, la jamaa El Kevir du vieil Azeffoun a pour minaret une antique tour de garde construite sous l'empereur Auguste ; deux colonnes romaines supportent le toit de sa salle de prière. Ses pierres massives contrastent avec les mosaïques mauresques de la jamaa Sidi Soufi de Béjaïa. Dans cette même ville, les murs de la mosquée de la casbah, en attente d'un programme de restauration, conservent la mémoire des cours qu'y a donnés Ibn Khaldoun. Béjaïa possède aussi une ancienne synagogue, trace d'une présence juive citadine, dont le dôme multicolore se dresse dans le vieux quartier de Karamane. La présence romaine puis byzantine a laissé des vestiges de basiliques comme celle de Tigzirt et de Djemila.

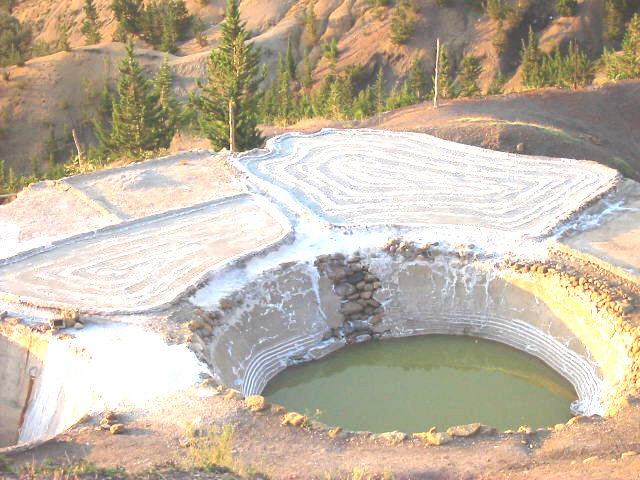
Une saline de montagne.
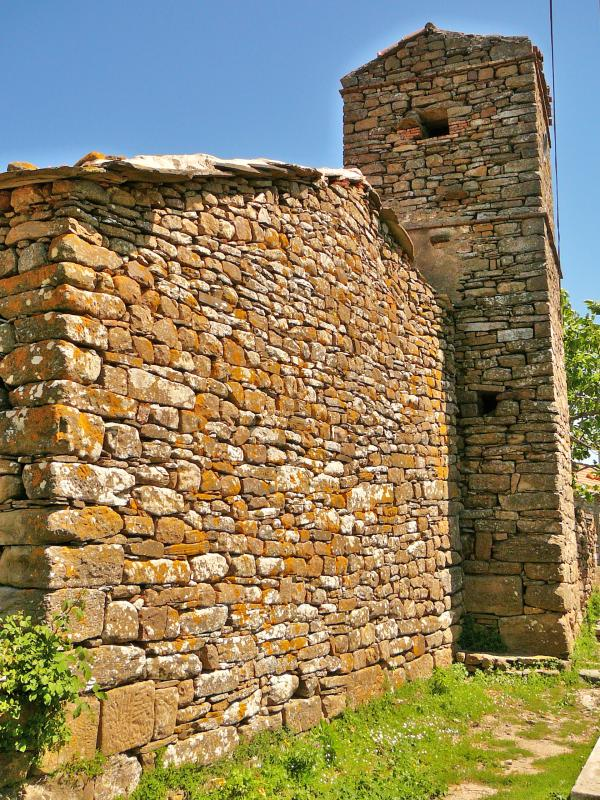
Jamaa El Kevir d'Azeffoun.
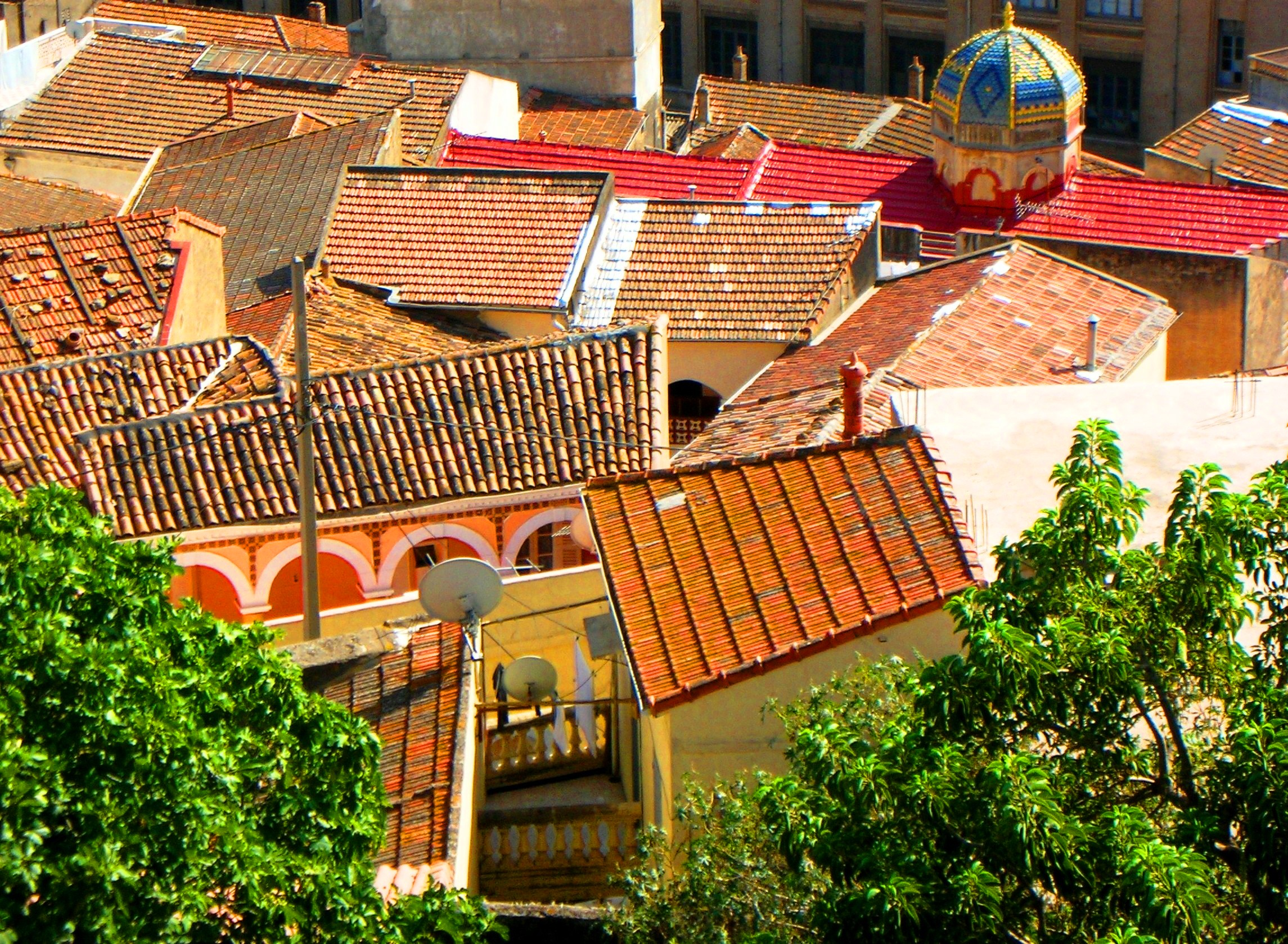
Le quartier Karamane et l'ancienne synagogue de Béjaïa.

### Ouvrages militaires

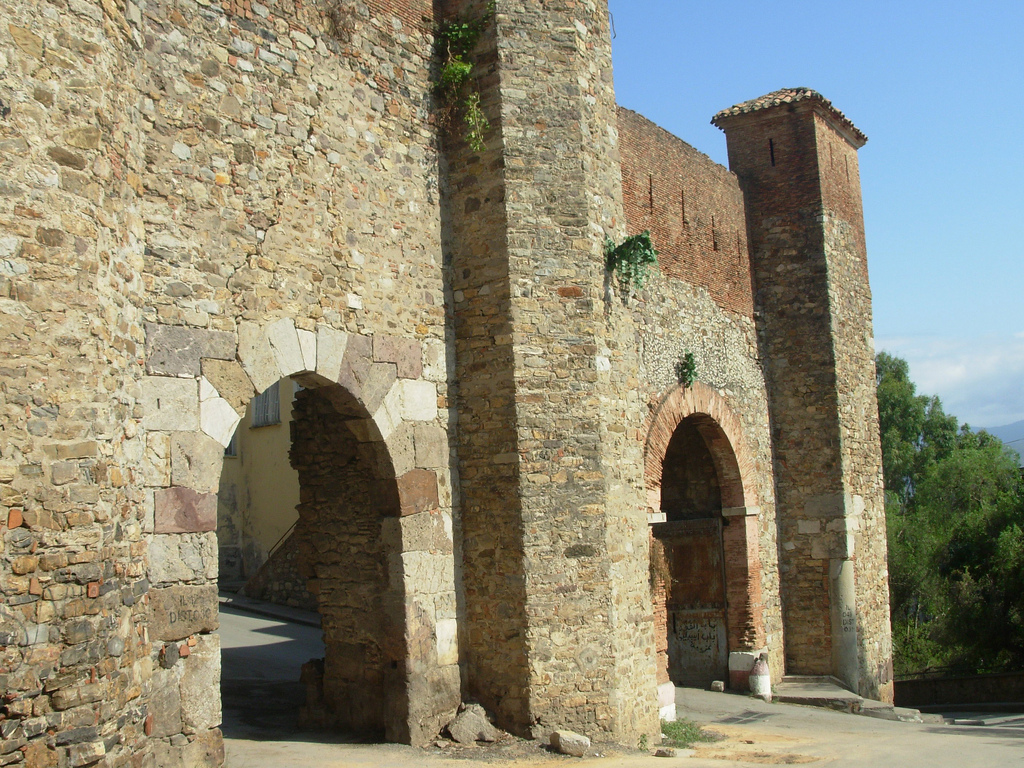
Porte de Bab-el Fouka à Béjaïa.

La forme de structure défensive la plus ancienne et la plus répandue est l'organisation des villages kabyles et leur situation sur des points stratégiques, tirant parti du relief de la région. Cependant au cours de l'histoire, les dynasties musulmanes locales, soucieuses de protéger le siège de leur pouvoir, ont doté leurs capitales respectives de citadelles et de murailles : en témoignent celles élevées successivement par les Hammadides à la Kalâa des Béni Hammad et à Béjaïa.
La casbah de Béjaïa, bâtie en 1067 et située au cœur de la cité historique, s'étend sur 160 mètres du nord au sud et occupe une surface de 20 000 m2, enceinte d'un mur de 13 mètres de hauteur. La ville conserve également une partie de ses murailles d'époque hammadide, notamment Bab el Bahr, la « porte de la Mer », qui servait d'arc de triomphe pour le passage des navires,. Les Espagnols, qui l'ont occupée entre 1510 et 1555, y ont laissé des édifices comme le Borj Moussa, construit en pleine ville à partir d'un palais hammadide, devenu musée d'antiquités tout en ayant gardé son aspect massif et ses meurtrières ; ou le Borj Yemma Gouraya, bâti à 670 mètres d'altitude autour d'un ancien poste d'observation, qui surplombe Béjaïa et son golfe. L'architecture actuelle du fort est due aux militaires français qui à leur arrivée dans la région en ont remanié les structures en fonction de leurs besoins, comme ils l'ont fait pour d'autres ouvrages militaires. Ayant d'abord été le lieu du tombeau de la sainte patronne de la ville, Yemma Gouraya, il reste un but de pèlerinage pour les populations locales qui font l'ascension de la montagne pour visiter les lieux.
La Kalâa des Aït Abbas, bâtie en 1510 au cœur de la chaine des Bibans, est l'ancienne capitale fortifiée du royaume des Beni Abbès. Elle reprend l'architecture des villages kabyles, très agrandie et complétée de fortifications, de postes d'artillerie et de guet, de casernes, d'armureries et d'écuries pour les unités de cavalerie. Une grande partie de ces structures, bombardée durant la guerre d'Algérie, est aujourd'hui dans un état délabré. Mais le site garde des joyaux comme sa mosquée d'architecture berbèro-andalouse.
La Grande Kabylie également est parsemée de nombreux forts, comme le Borj Boghni et le Borj Tizi Ouzou, qui ont été édifiés à partir du XVIe siècle par la régence d'Alger pour encercler et contrôler la région et faire rentrer l'impôt. D'architecture simple, ils ont souvent été enlevés par les tribus locales soucieuses de garder leur autonomie. À Bordj Bou Arreridj, le Borj Mokrani, bâti sous Hassan Pacha, a été pris par les Mokranis du royaume des Beni Abbès à plusieurs reprises au cours du XVIIIe siècle, ce qui lui vaut son nom actuel.

### Ouvrages industriels
La région possède un patrimoine industriel encore vivant. C'est le cas par exemple des salines traditionnelles (tamellaht), comme celles que l'on peut rencontrer dans les Bibans : elles sont constituées de bassins d'argile de couleur ocre dans lesquels l'eau, issue d'une source naturellement salée, s'évapore lentement.

## Artisanat
Les Kabyles ont perpétué un artisanat ancestral, source d'un revenu complémentaire longtemps important et aussi moyen d'expression d’un « peuple artiste ». Cette production entrait dans un système d'échange économique et culturel où chaque région ou tribu de Kabylie avait sa spécialité. Les villages avaient chacun leur jour de marché, qui donnait l'occasion aux artisans locaux d'exposer leurs créations. De nos jours ces marchés traditionnels ont fait place aux foires organisées dans les principaux centres de production artisanale : « fête de la poterie » de Maâtkas, « fête du bijou » des Aït Yenni, « festival du tapis » des Aït Hichem, etc. Cependant, comme dans le reste de l'Afrique du Nord et à la suite du déclin de la société traditionnelle dont il était l'expression, l'artisanat est aujourd'hui menacé.

### Tissage et broderie
La broderie, pratiquée exclusivement par les femmes, est principalement utilisée dans la confection des habits traditionnels portés à l'occasion des fêtes, en particulier des mariages. Elle fait vivre encore de nos jours un nombre important de familles.
Le tissage utilise comme matière première la laine du mouton, ou plus rarement celle du dromadaire. Il sert à réaliser de nombreux objets qui ont une grande importance sociale, comme les burnous (ibidhiyen), les tapis, les couvertures, les takchabit ou les takendourt, pour la production desquels l'activité se maintient bien qu'elle soit menacée jusque dans la transmission du savoir-faire.
Les tapis de Kabylie sont faits de laine et confectionnés par les femmes. Ils sont destinés à un usage domestique, sur le sol ou les murs, ou religieux, pour la prière. Bien que menacé, l'art du tapis se conserve dans quelques villages de Grande Kabylie.
À l'image de l'ensemble de l'artisanat kabyle, le tissage emploie une variété importante de couleurs et des motifs géométriques qui remontent à un passé très ancien. Il existe par ailleurs une très forte ressemblance entre les productions de Kabylie et de la vallée du Mzab, autre région berbérophone. D'une manière générale, le tapis amazigh est très coloré et constitue un objet de décoration très demandé.

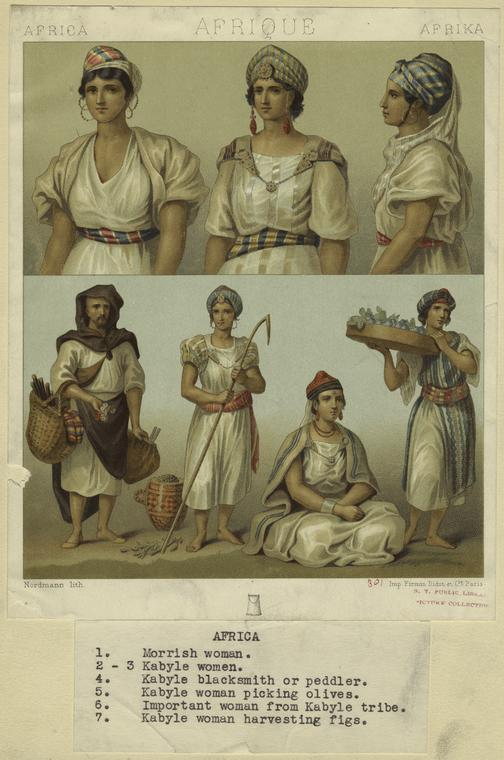
Costumes traditionnels (XIXe siècle).
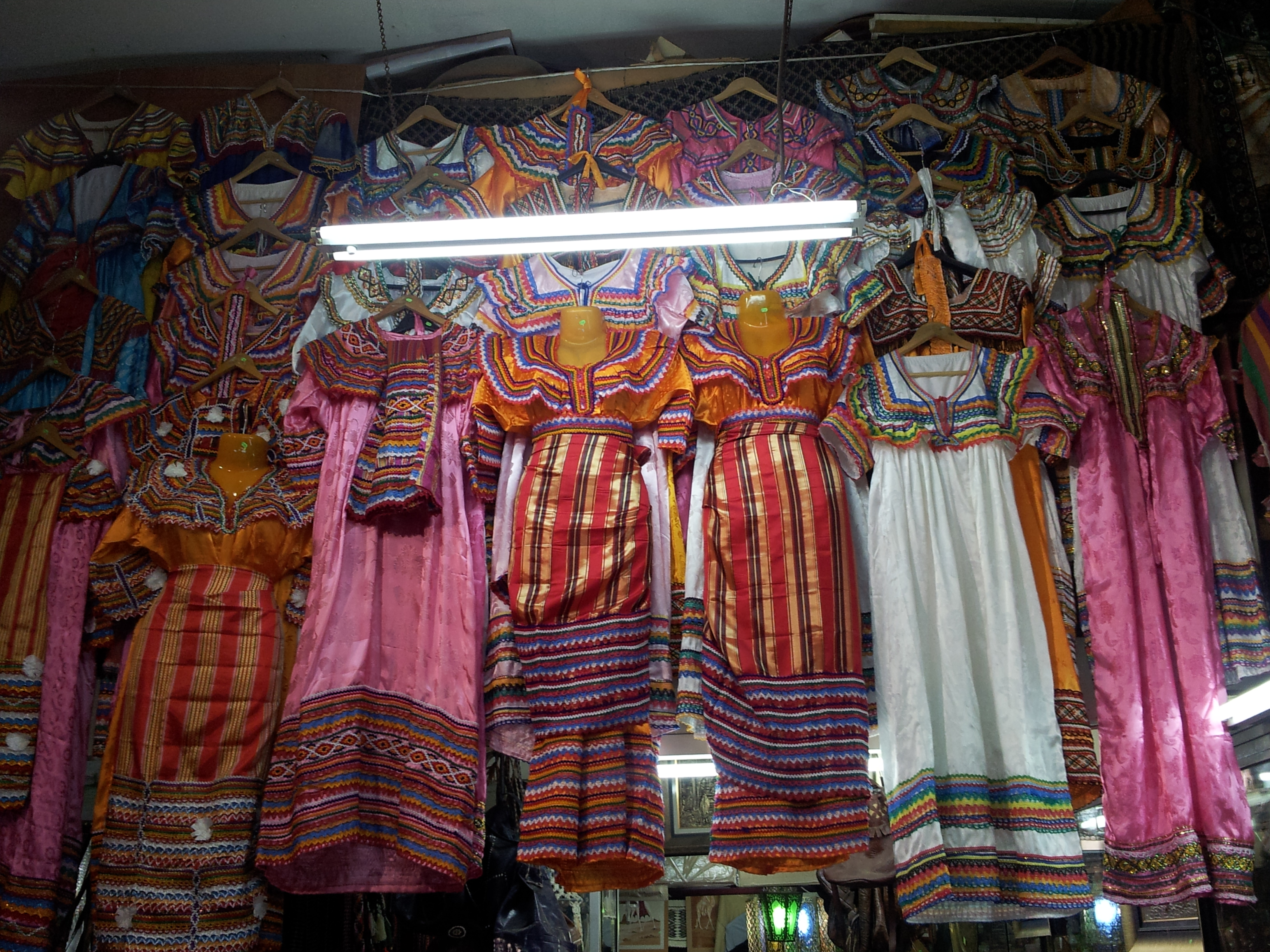
Robes kabyles (v. 2010).
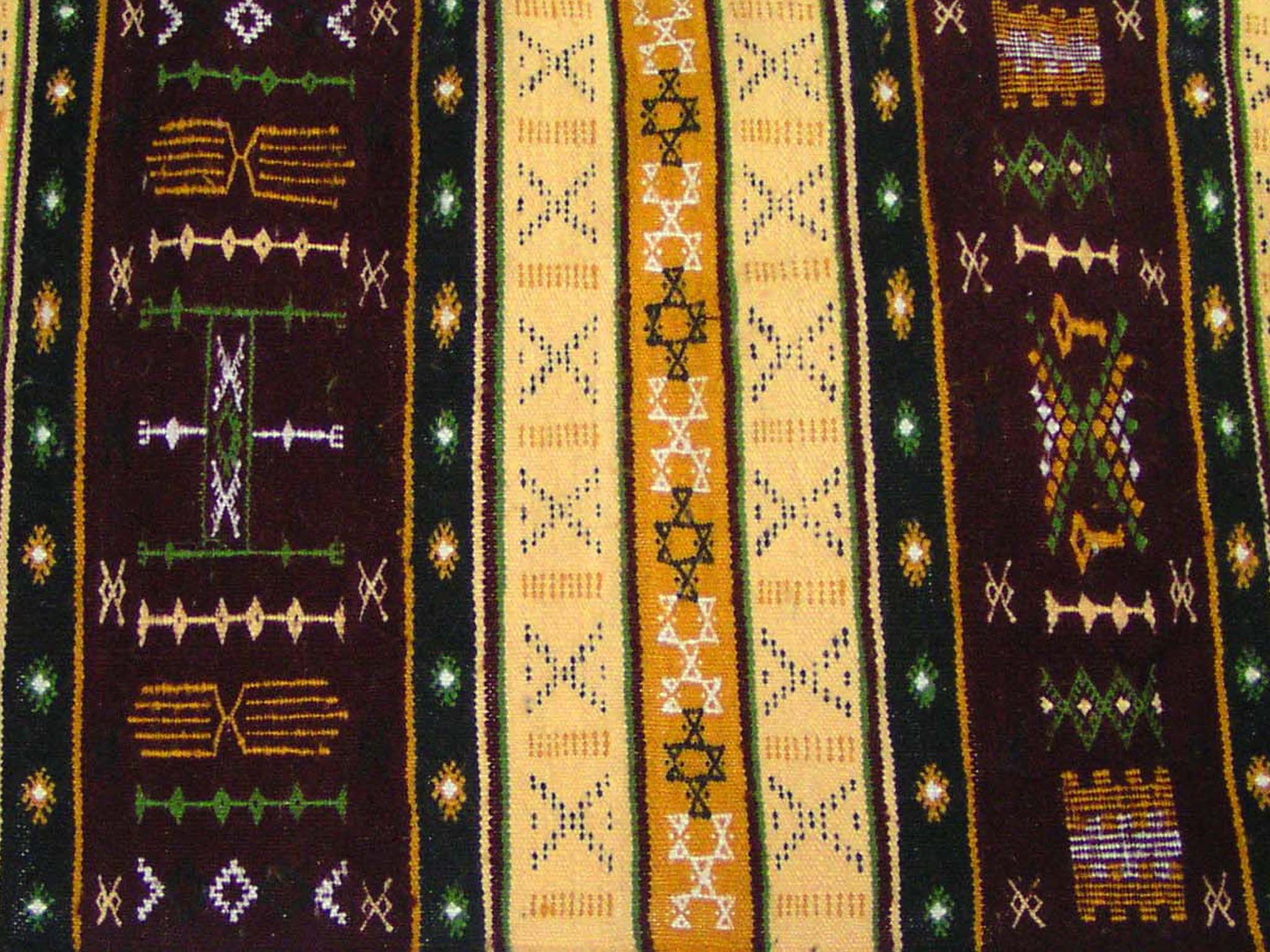
Tapis (v. 2000).

### Poterie
La poterie kabyle (ideqqi) révèle un ancrage africain en même temps que des relations très anciennes avec l'art méditerranéen dont elle s'est enrichie (formes arrondies et moulées, décors peints).
Faits d'argile de différentes couleurs selon les gisements, les objets créés s'illustrent par la pureté de leurs formes et la simplicité de leur décor mais aussi par la complexité des motifs et des techniques employés. Les signes et les symboles utilisés pour la décoration remonteraient au Néolithique. Le répertoire des coloris issus notamment de l'oxyde ferro-manganique, du kaolin et de la résine de pin est également très ancien.
Au contraire de la fabrication des tuiles, effectuée par les hommes, l'essentiel de la poterie à usage domestique est un travail réservé aux femmes.
Son utilité est aussi religieuse : les familles s'en servent pour orner mosquées et mausolées des saints soufis et des marabouts. C'est en particulier la fonction du mesbah, un chandelier utilisé aussi lors des festivités (mariages notamment).
La poterie tient un rôle important dans les fêtes, par exemple pour la cérémonie du henné, mais également dans la vie quotidienne, avec les jouets pour enfants qui sont des figurines représentant des animaux.
Un des grands potiers kabyles, Boujemâa Lamali, exporta le savoir-faire de la région au Maroc où il anima à Safi une école de la céramique.

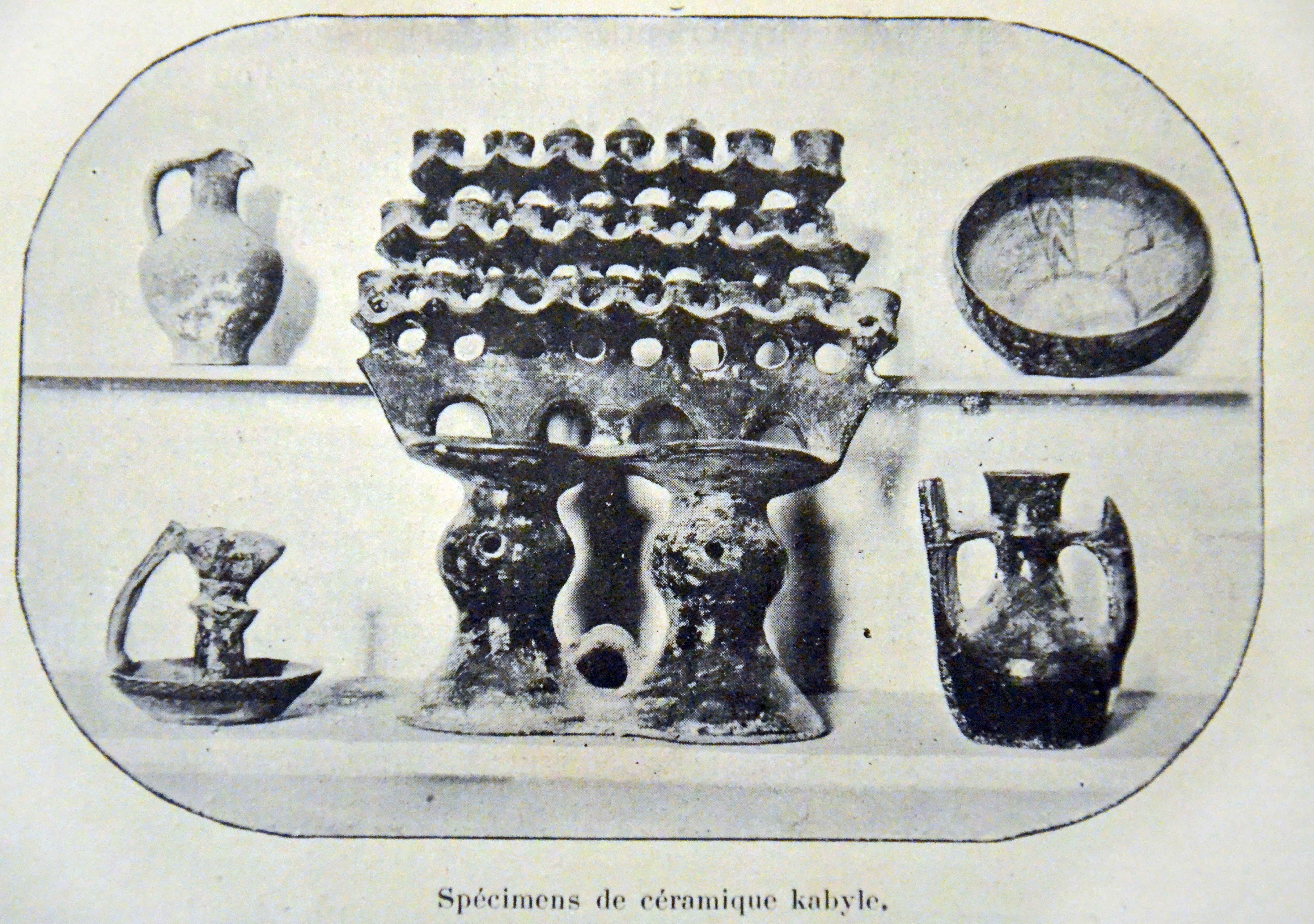
Céramique, avec au centre un mesbah (v. 1900).
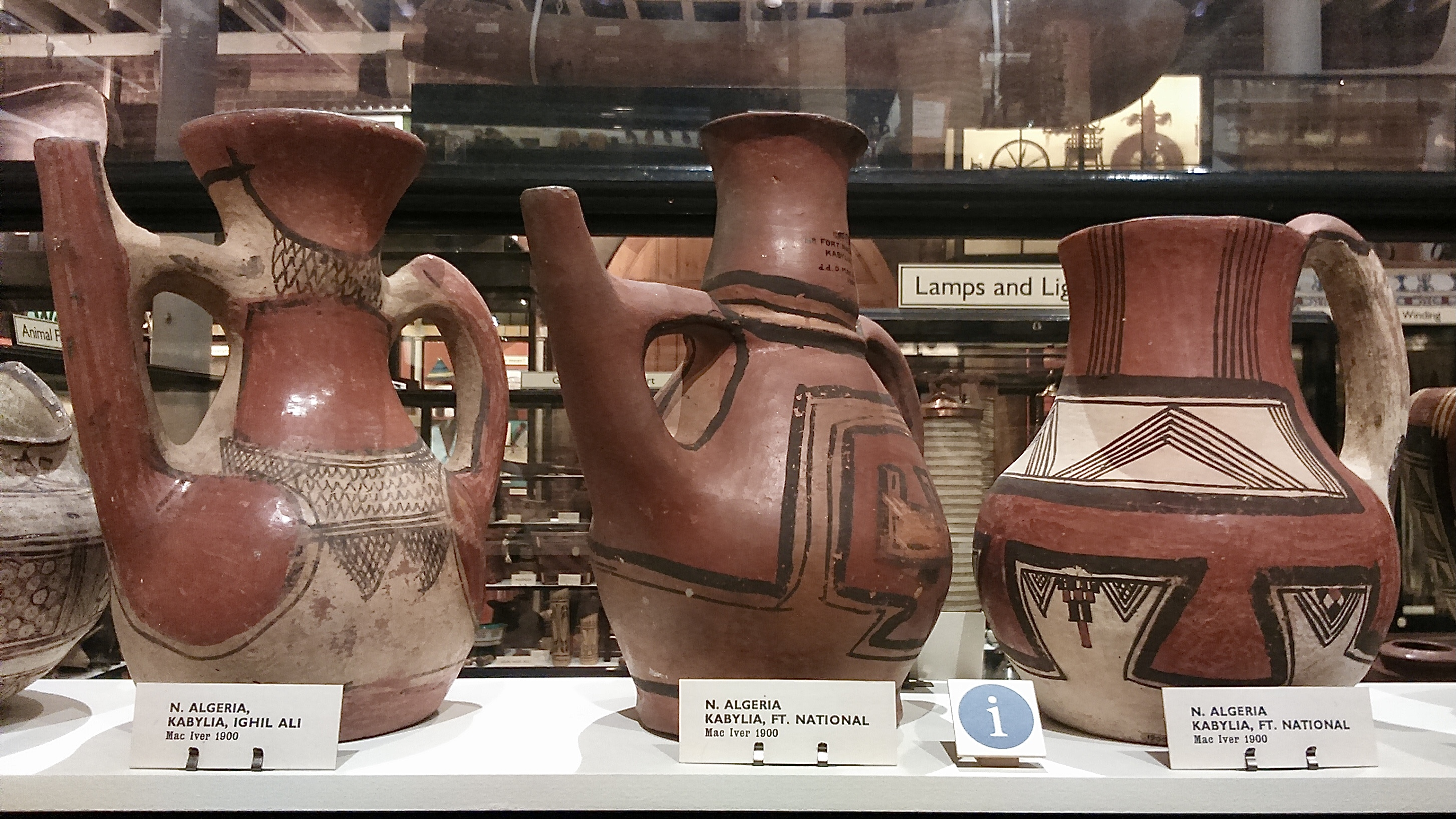
Cruches (v. 1900).
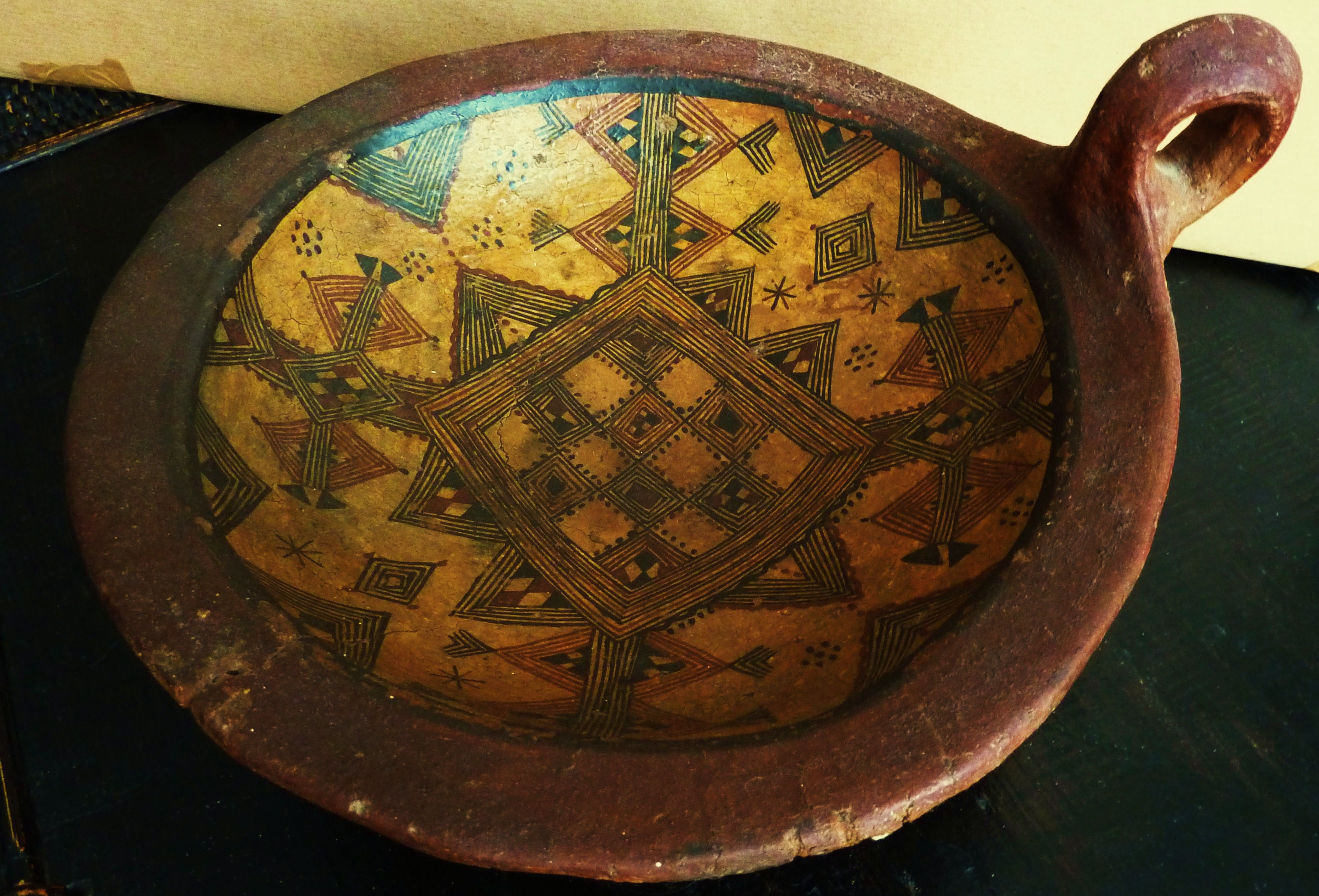
Plat (v. 1970).
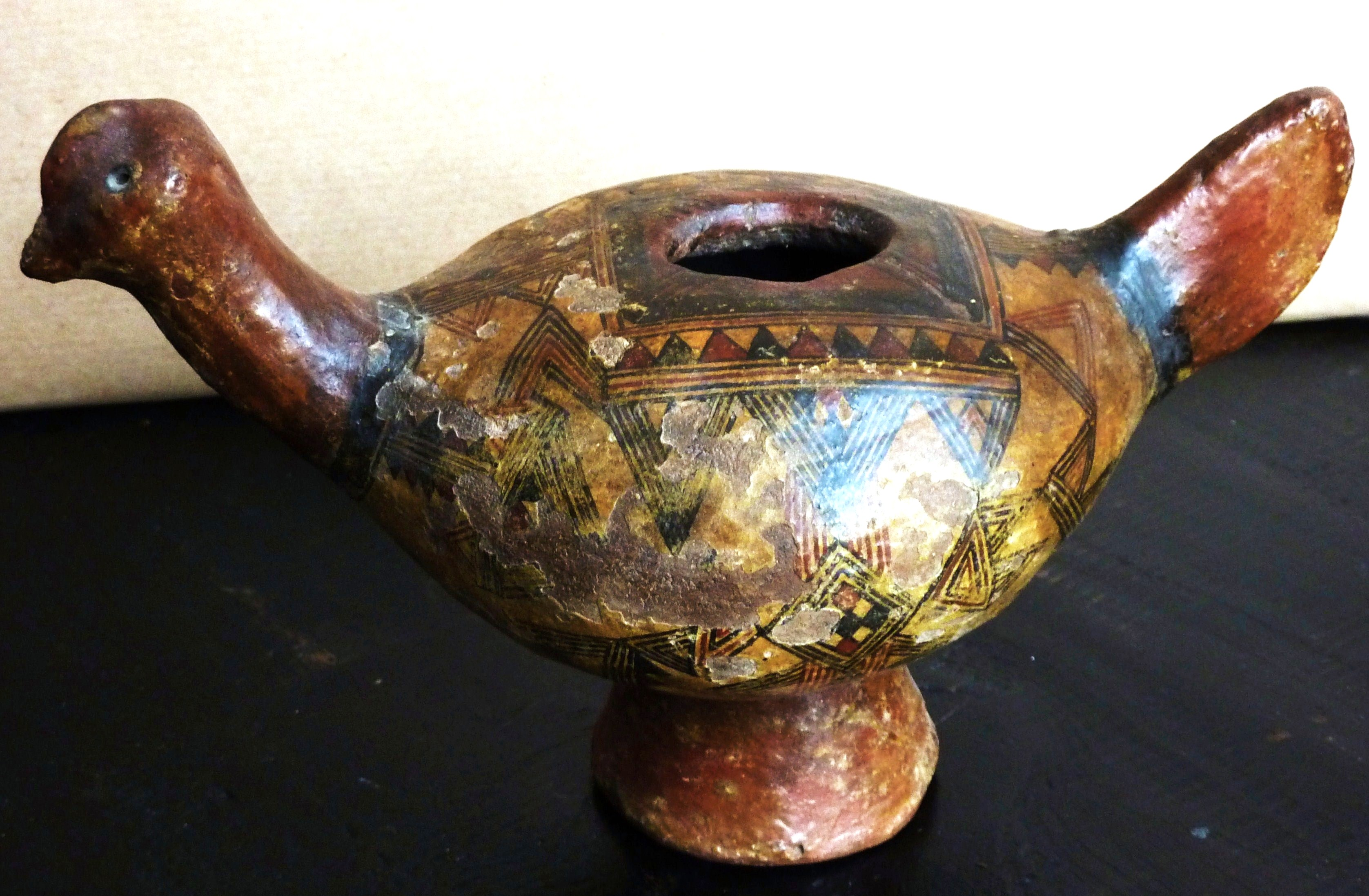
Lampe à huile en forme d'oiseau (v. 1970).
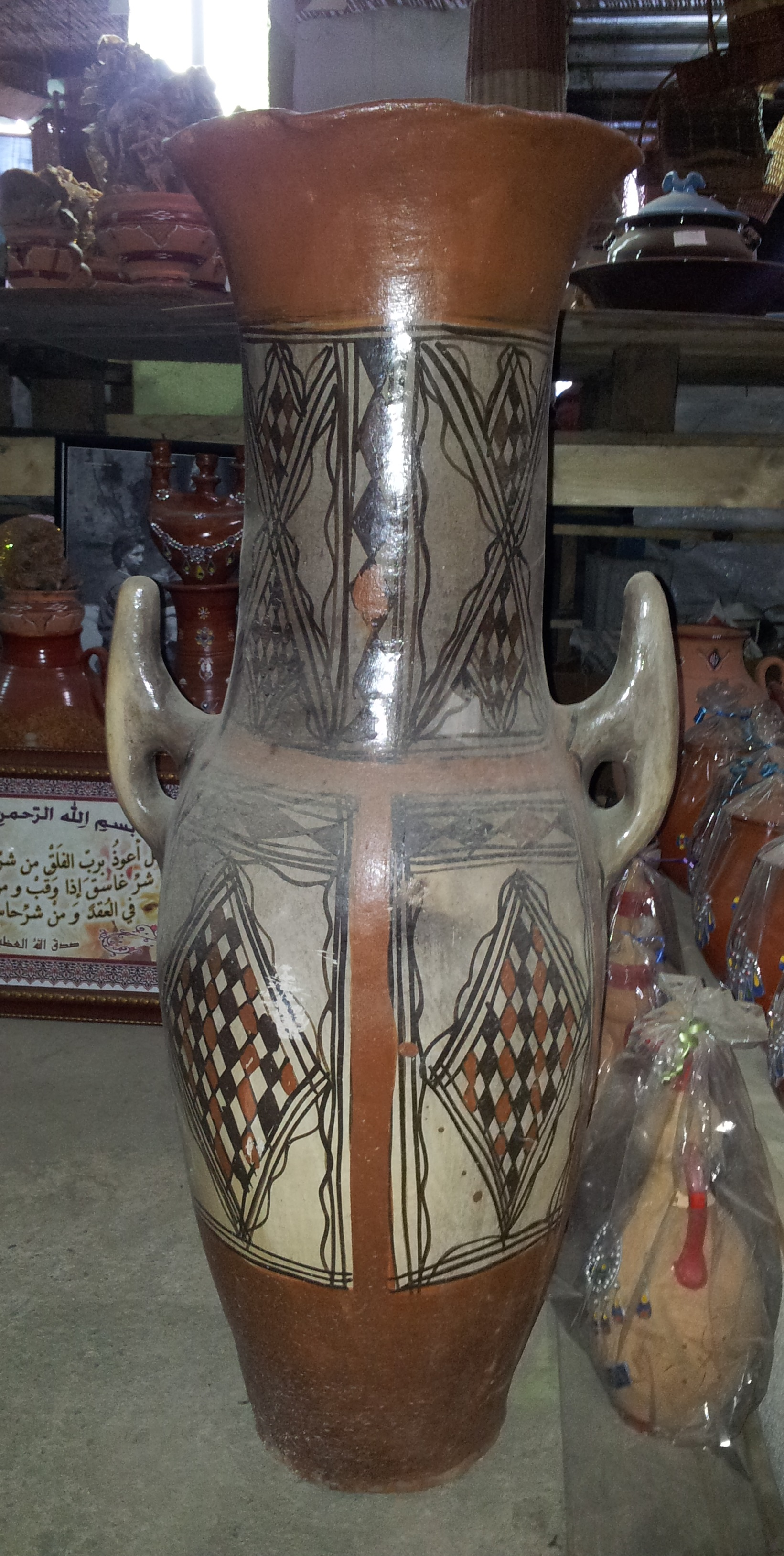
Grande cruche à anse double (v. 2010).

### Travail du bois

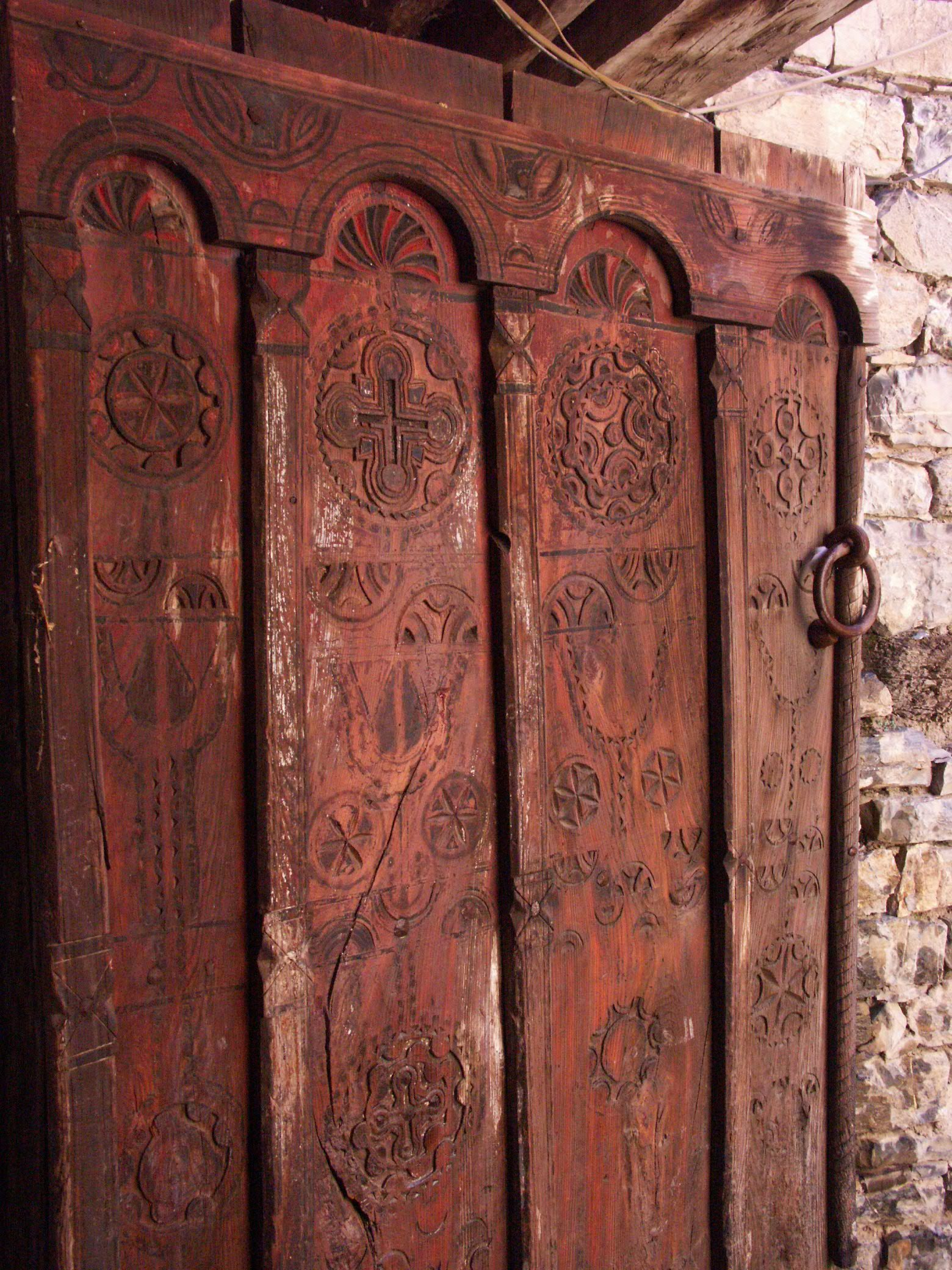
Porte gravée.

Le travail du bois (axeddim n wesɣar) intervient dans la fabrication d'objets tels que les coffres (ssenduq), les portes (tiwwura), les tables et, de façon aujourd'hui marginale, les armes. Les essences utilisées vont du pin d'Alep au chêne-liège en passant par le cèdre. Les ouvrages sont souvent ornés de motifs géométriques (pointes, rosaces…). Historiquement le ssenduq est le meuble caractéristique de la région située à l'est de la Soummam, chez les Aït Abbas, les Aït Ourtilane et dans le Guergour.
Actuellement les productions traditionnelles disparaissent au profit de la réalisation de coffrets, d'objets-souvenirs et de petits articles comme les ustensiles de cuisine, par exemple les cuillères et les tabaqit (une sorte de djefna).
Le centre principal de cette activité est le village de Djemâa Saharidj en Grande Kabylie, également connu pour sa production de vannerie.

### Bijoux
Les bijoux de Kabylie sont très connus au Maghreb pour leurs couleurs vives et leur raffinement. Constitués d'argent, ils sont ornés de coraux récoltés en Méditerranée et parfois d'émaux,. Les couleurs des émaux sont obtenues par la préparation d'oxydes métalliques : par exemple, l'oxyde de cobalt donne un bleu translucide, l'oxyde de chrome un vert foncé translucide et l'oxyde de cuivre un vert clair opaque.
Typiquement berbère, cet art s'est enrichi des apports des Andalous qui ont fui l'Espagne lors de la Reconquista. La technique de l'émail cloisonné serait ainsi un apport andalou, qui aurait transité par Béjaïa avant de se répandre dans l'arrière-pays pour enrichir les techniques locales.
Il y a plusieurs sortes de bijoux qui correspondent à des usages particuliers : broches de front ou de poitrine (tavrucht) et fibules (tabzimt), qui retenaient les robes en divers points, ceintures (tahzamt), colliers (azrar), bracelets (azevg), bagues (tikhutam) et boucles d'oreilles (talukin).
Les orfèvres kabyles les plus illustres sont les Aït Yenni de Grande Kabylie. Il existe en Petite Kabylie un type de bijou forgé en argent, semblable à ceux des Aurès.

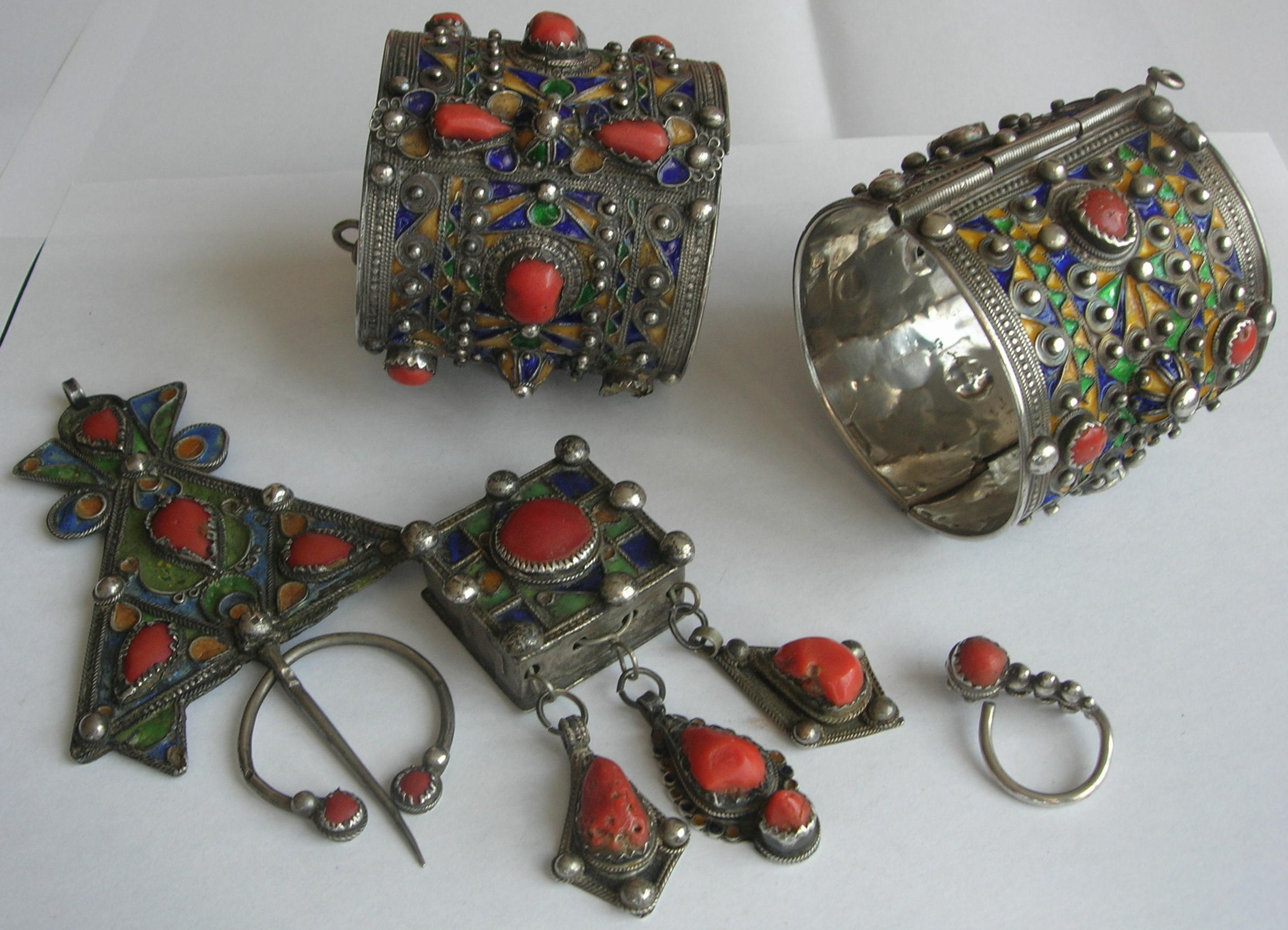
Bijoux traditionnels (milieu du XXe siècle).
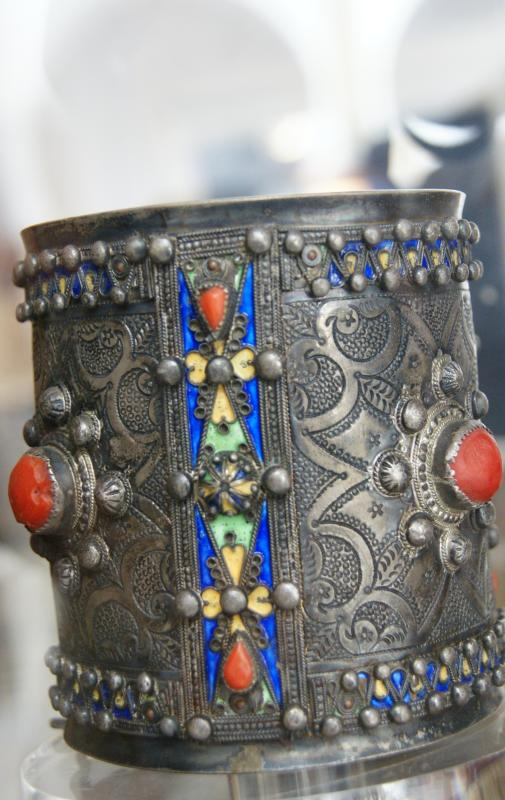
Un azevg.

### L'huile d'olive
L'huile d'olive (en kabyle: zzit uzemmur) est un des piliers de l'agriculture dans la région. La production d'huile ritualisée (dont les taches sont genrées) sur un moulin traditionnel y a encore lieu, malgré des difficultés liées à l'industrialisation et à l'organisation centralisée de l’État, telles que l'exode rural, l'adoption de cultures plus rentables et les pollutions de la terre et de l'eau. Néanmoins, la production d'huile d'olive vierge kabyle est reconnue internationalement.

### Signes et symboles

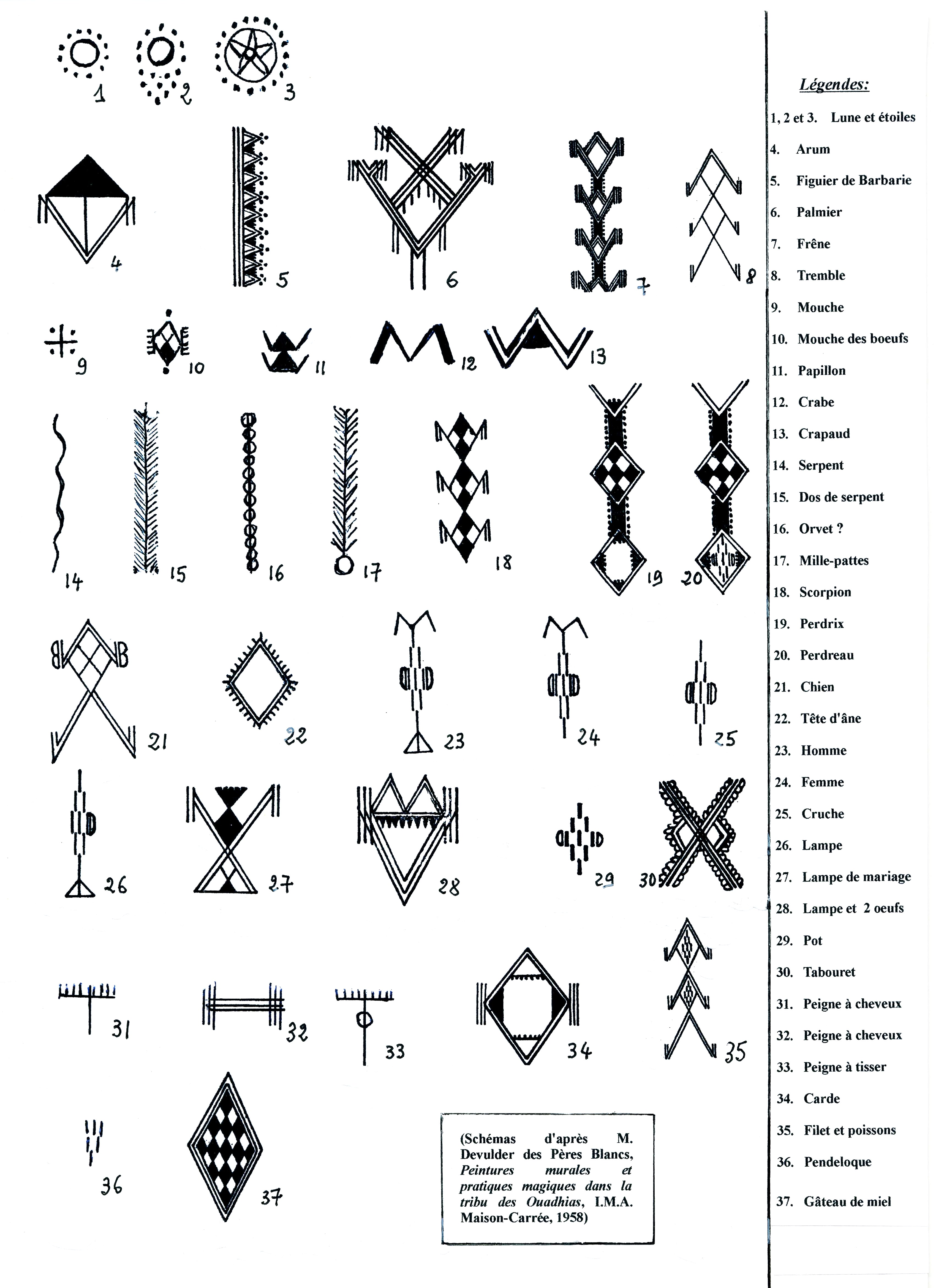
Signes et symboles de Kabylie.

Activité économique, l'artisanat est aussi l'un des modes d'expression de la culture traditionnelle. À travers ses différentes formes se retrouve un ensemble de signes et de symboles également employés dans la décoration murale des maisons et dans les tatouages. Ce répertoire graphique remarquablement stable est constitutif d'une « écriture spécifiquement féminine », à signification ésotérique magique, et qui est peut-être la survivance d'une « écriture-mère » elle-même « à la source des écritures alphabétiques méditerranéennes, de l'Ibérie au Moyen-Orient ».

## Patrimoine culturel
La culture kabyle appartient à l'ensemble culturel berbère, comme celles des Chaouis, des Touaregs, des Chenouis, des Mozabites, ainsi que des autres berbérophones d'Afrique du Nord. Par l'histoire et la proximité, elle a considérablement influencé la culture urbaine des villes d'Algérie, comme Alger ou Constantine. Mais elle est par nature variée et diverse, comme l'a écrit Mouloud Mammeri : « Chaque village est un monde. Un sol bourré de valeurs, de traditions, de saint lieux, […] d’honneur ombrageux, de folles légendes et de dures réalités ».

### Vie paysanne et environnement

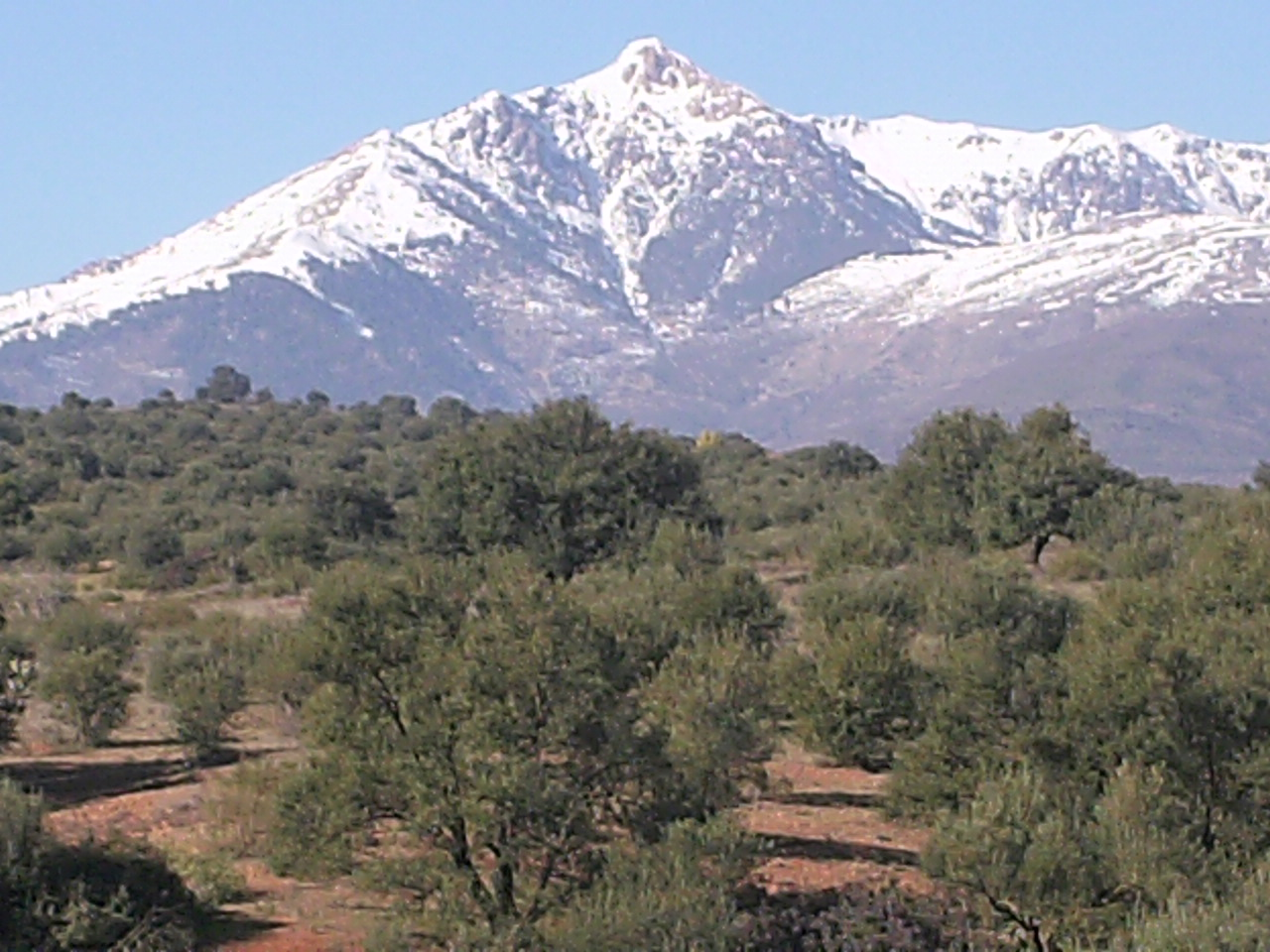
Oliviers en avant-plan du mont Lalla Khadîdja.

Les rapports entretenus par les populations de Kabylie avec leur environnement montagnard se sont traduits par un savoir-faire local agricole, un art de vivre et des rites dont la transmission est remise en cause de nos jours par l'exode rural. Deux arbres sont emblématiques de la région tant sur le plan économique que culturel : l'olivier et le figuier. La cueillette des olives constitue encore dans beaucoup de villages kabyles à la fois un rite et un moment de fête où se manifeste la tradition de solidarité appelée tiwizi. Souvent ces coutumes prennent la forme d'une véritable fête de l'olivier.
L'olivier est surtout cultivé pour la production de l'huile d'olive (zzit uzemmur), réputée l'une des meilleures du bassin méditerranéen. Avec une production annuelle de près de 17 millions de litres, soit un tiers de la production nationale, la wilaya de Béjaïa est leader dans la production d’huile d’olive. Les wilayas de Béjaïa, Tizi Ouzou, Bouira et Jijel représentent ensemble 80 % de la production nationale. Il existe différentes variétés, parmi lesquelles celle de Tazmalt, médaillée à l'exposition universelle de Bruxelles en 1910, celle d'Illoula, de couleur verte jade, ou encore celle, rose et orangée, de Seddouk. L'huile était très utilisée dans la médecine traditionnelle, alimentait les lampes et constituait un ingrédient important dans la confection du savon noir (combinée à de la potasse) ou d'autres produits de beauté comme le khôl (tazoult),. Le bois de l'olivier s'emploie comme bois de chauffe pour surmonter les hivers rigoureux et enneigés tandis que le feuillage et les fruits de mauvaise qualité (tout comme ceux des autres cultures) servent à l'alimentation du bétail.

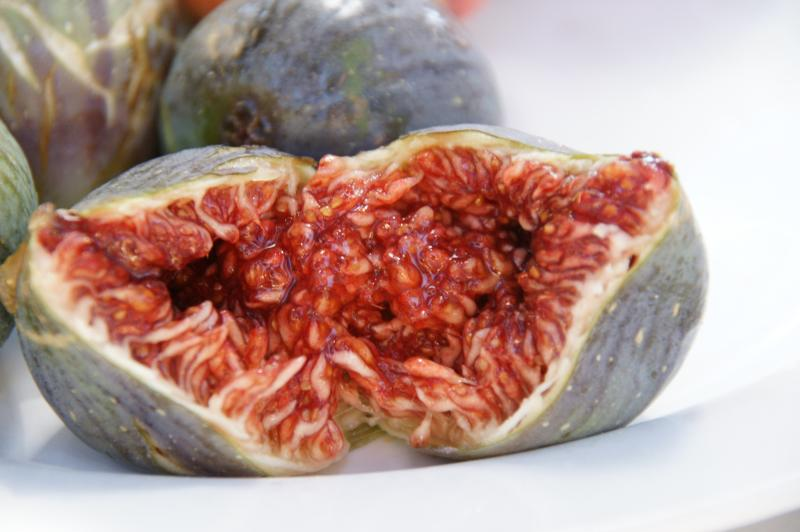
Figue noire de Kabylie.

De nos jours, l'olivier constitue encore une source de revenus importante pour beaucoup de familles en hiver, le figuier prenant le relais l'été. Le figuier se décline en plusieurs variétés locales ; la figue, son fruit, se consomme fraîche ou sous une forme séchée appelée tazart, toutes deux accompagnées d'huile d'olive. La plus célèbre est celle de Beni Maouche, sa participation en 1986 à la foire de Cherbourg verra sa reconnaissance par les spécialistes et le premier prix au concours organisé lors de la foire. La figue de barbarie est également présente en Kabylie.
À côté de ces deux arbres emblématiques de la région, les cultures céréalières sont importantes par la place qu'elles tiennent dans la gastronomie locale. C'est principalement le cas du blé et de l'orge qui entrent dans la confection du couscous et d'une variante locale spécifique, le seksou s'timzin, un plat d'orge préparé à l'occasion de festivités. Le blé et l'orge sont moulus dans des meules domestiques (tassirt) afin d'en dégager la semoule et la farine nécessaires.
Les cultures maraîchères bénéficient de la pluviométrie et des abondantes ressources en eau de la région et dans pratiquement chaque village existent des vergers de montagne. On y cultive la grenade, le raisin, l'amande et dans la vallée de la Soummam, l'orange et le citron. Il subsiste encore un savoir-faire pour la confection des colliers en perles de lait d'amande (azrar n skhav). La variété de la pâtisserie locale permet de valoriser des produits comme le zeste de citron et l'eau de fleur d'oranger. La population pratique également la cueillette de plantes aromatiques comme le laurier sauce, qui pousse dans le lit des rivières et évoque dans la poésie kabyle l'amertume.
La région est aussi, au niveau de l'Afrique du Nord, un centre majeur pour l'élevage et la production laitière. L'emploi des feuilles de figuier et des brindilles d'olivier pour l'alimentation des troupeaux permet de préserver les ressources fourragères. À chaque pratique agricole correspond une saison dans le calendrier amazigh, où le jour de Yennayer, le « nouvel an berbère » fêté le 12 janvier, marque le début d'un nouveau cycle de travaux.

### Cuisine

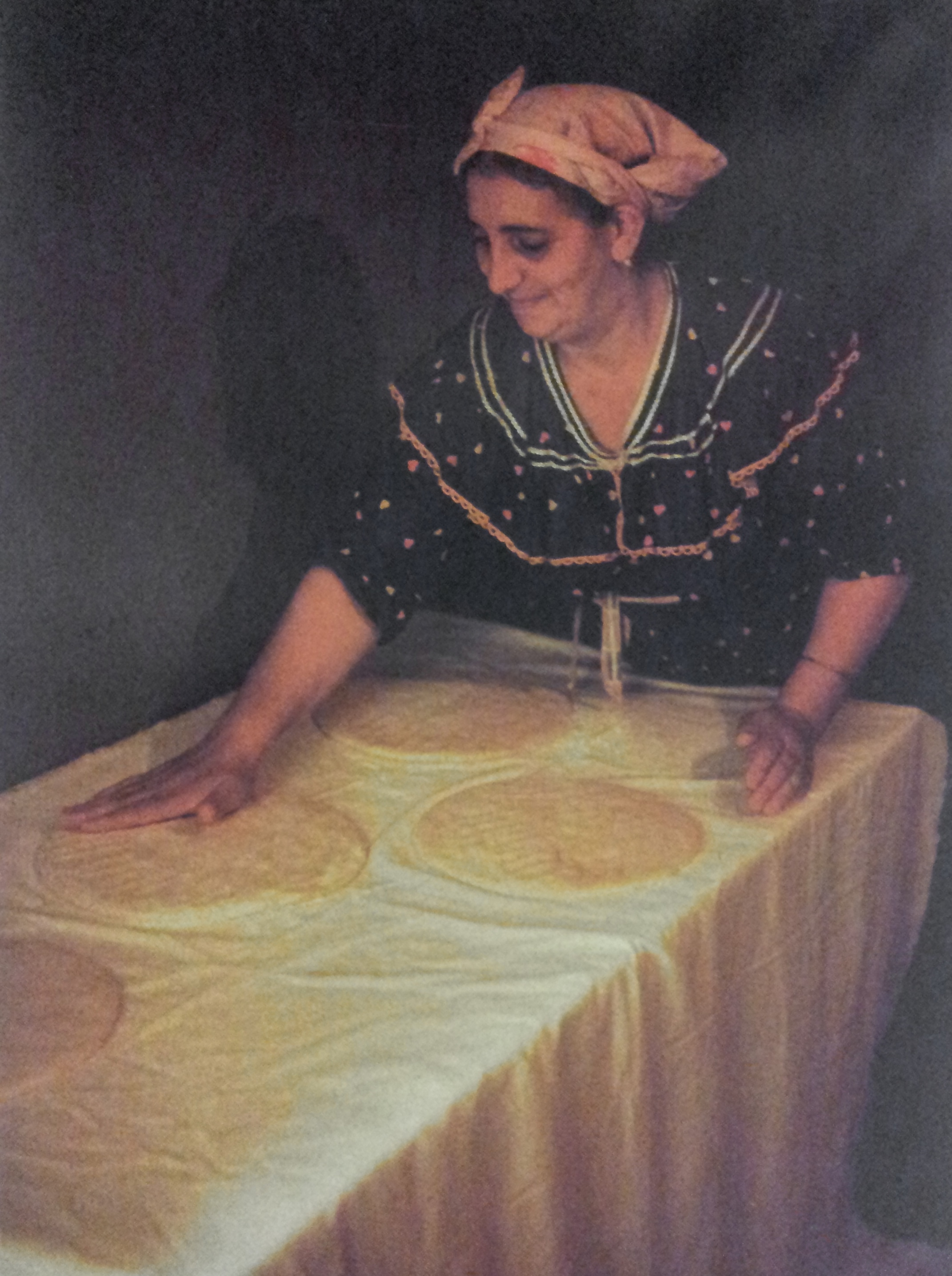
Préparation de la galette de blé.

La cuisine kabyle emploie comme céréales de base le blé ou l’orge, utilisés notamment pour le couscous qui se définit d'abord comme un plat de semoule roulée (le terme kabyle seksu renvoie à imkeskes : « bien roulé », « arrondi »). Le couscous d’orge (seksou s'timzin), à la viande et avec une sauce de légumes, ou encore l'amakfoul, le « couscous printanier » aux légumes (petits pois, fèves, carottes), sont des spécialités de la région. Le couscous peut aussi se servir avec du lait caillé (ighi).
Les céréales sont aussi utilisées pour faire le pain (aghrum), galette de semoule ou amatlou plus épais. La semoule est employée dans certaines spécialités locales comme le tahboult (omelette en sauce) ou le tiqourbabine (boules de semoule parfumées, épicées aux légumes et à la viande), deux plats préparés pour l'Aïd ou Taachourt.

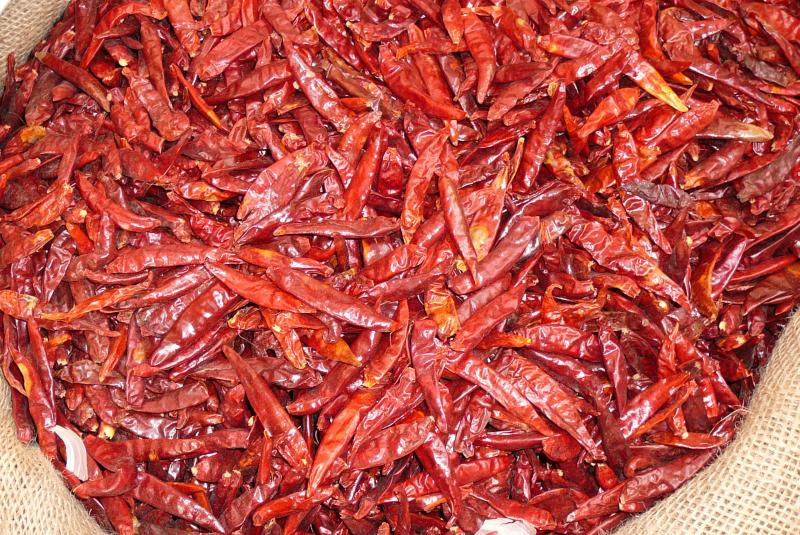
Piment rouge séché au soleil.

La cuisine kabyle utilise beaucoup une poudre de piment rouge appelée ifelfel azgwagh, qui sert à relever le goût des plats. Ainsi le couscous se fait avec une sauce d'accompagnement rouge et pimentée, tandis que la chorba s'accompagne de blé vert concassé (frik) et de menthe. Les légumes peuvent être cuits puis écrasés pour donner le ahmiss, une salade de poivron et de tomate à l'huile d'olive, ou bien la chakchouka, avec des oignons notamment. L'olive occupe aussi un grand rôle, pour son huile dont chaque maison kabyle conserve avec soin son propre stock, mais aussi entière dans des plats comme le tajine au poulet.
La cuisine kabyle varie d’une localité à l’autre, selon les cultures pratiquées et les influences extérieures. Par exemple, dans les localités côtières, le poisson est couramment consommé et utilisé dans les plats comme le couscous d'orge au poisson de Jijel (seksou sel slem), qui nécessite des espèces bien charnues comme le mérou, la bonite ou le rouget de roche.
La consommation de fruits est importante, qu'il s'agisse des figues fraîches, des figues de Barbarie, des raisins, des grenades, des mûres ou, dans la vallée de la Soummam, des oranges. Excepté dans les pâtisseries où les agrumes comme le citron ou l'orange sont utilisés pour leur zeste, les fruits sont assez peu cuisinés et consommés le plus souvent frais ou séché, comme la figue ou le raisin. Les figues séchées (tazart) sont consommées en accompagnement des plats principaux (couscous, chorba) ou bien seules avec de l'huile d'olive, comme petit déjeuner.
La pâtisserie traditionnelle kabyle est elle aussi assez variée. Ouverte aux influences du reste du pays, elle est traditionnellement réservée aux grandes occasions. Une des préparations les plus courantes est sfenj, le beignet local. Le tahboult est consommé en guise de dessert, avec du miel et de l'arôme de fleur d'oranger. Une des pâtisseries les plus connues est le makrout, en forme de losange plat. Diverses pâtisseries aux amandes et à la semoule accompagnent le café ou le thé à la menthe.

### Musique

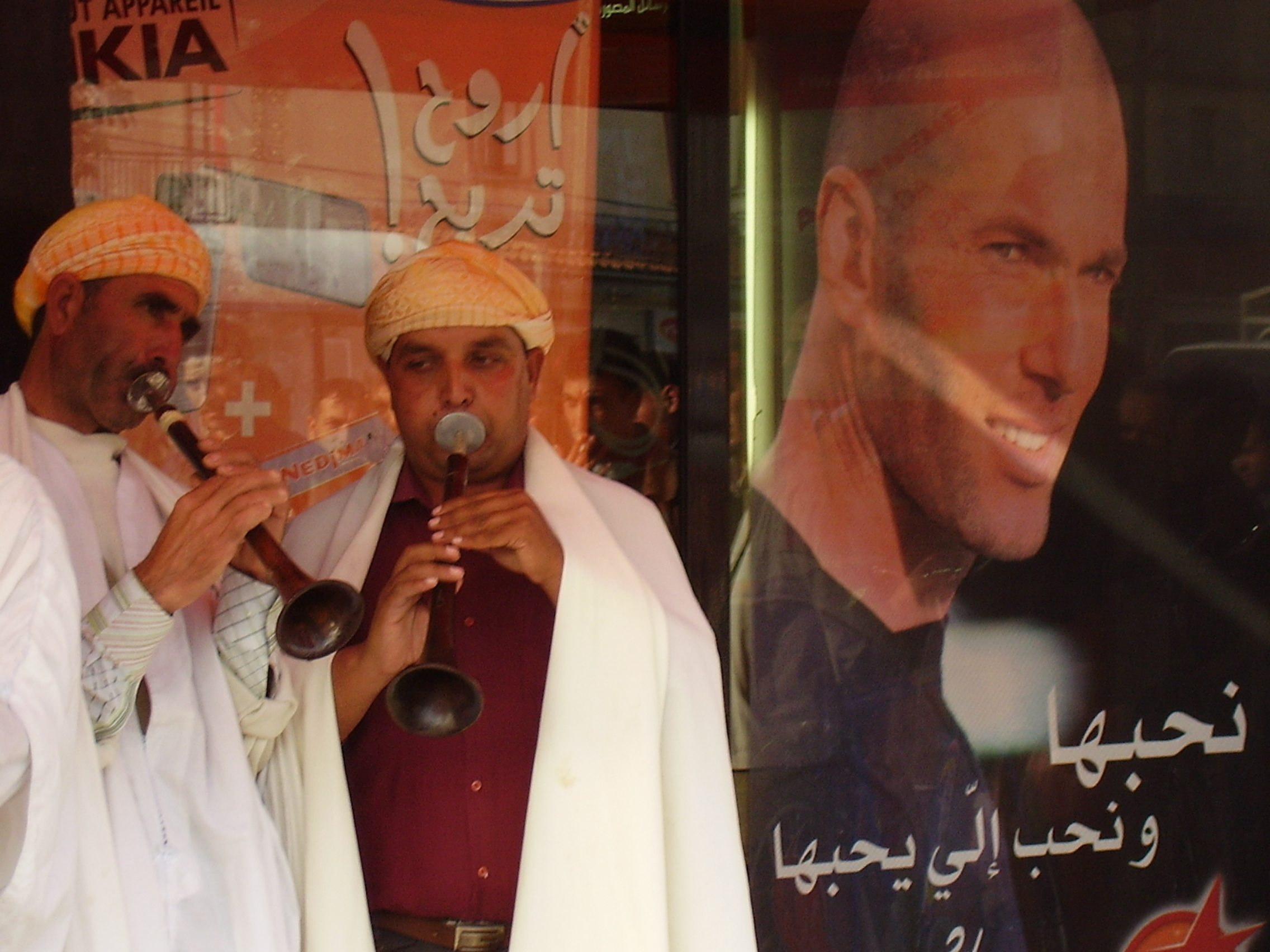
Troupe musicale traditionnelle d'Iḍeballen.

La musique kabyle traditionnelle est l'achwiq. On retrouve son influence dans le chaâbi algérien, forme populaire de la musique arabo-andalouse, dont quelques-uns des meilleurs interprètes sont originaires de Kabylie. C'est le cas de Hadj M'hamed El Anka et d'Abdelkader Chaou, qui ont interprété dans le registre andalou des textes en kabyle. D'autres chansons, comme Yal Menfi de Akli Yahyaten, sont des reprises en arabe algérien de chants kabyles anciens.
La région possède des troupes de musiciens traditionnels appelés idheballen, qui se produisent à l'occasion des fêtes de mariage ou pour Yennayer. Il y a deux écoles d'idheballen, celle des Igawawen qui correspond à la Grande Kabylie et celle des Aït Abbas en Petite Kabylie. Ils utilisent plusieurs instruments locaux :
- Abendayer : instrument à mi-chemin entre le tambourin et la caisse claire, il ne comporte qu'une seule face de percussion. Il est composé d'un cadre circulaire en bois sur lequel est tendue une peau de chèvre ;
- Lghidha : constitué d'un tube cylindrique de 30 à 50 cm de longueur, en bois tendre (abricotier, jujubier ou noyer) percé de sept orifices, cet instrument se joue en souffle ininterrompu, ce qui demande au musicien une grande maîtrise et un effort important ;
- T'bel : instrument à percussion à baguettes, gros tambour à double membrane ;
- Tizmarines ouThizemmarine : double trompette confectionnée à partir de deux roseaux accouplés et attachés, elle émet un son analogue à celui de la cornemuse. Elle est percée de quatre ou parfois cinq trous disposés en paires. Les tuyaux constituant le corps de l'instrument sont prolongés par deux cornes de bœuf ou de gazelle qui amplifient le son. C'est un instrument utilisé en Grande Kabylie ;
- Ajouak (flûte) : instrument par excellence de la musique de la solitude, il était généralement utilisé par les bergers ;
- Ghita n'tilout (cornemuse) : instrument par excellence de la musique de la fête, il était généralement utilisé par les bergers

### Littérature orale

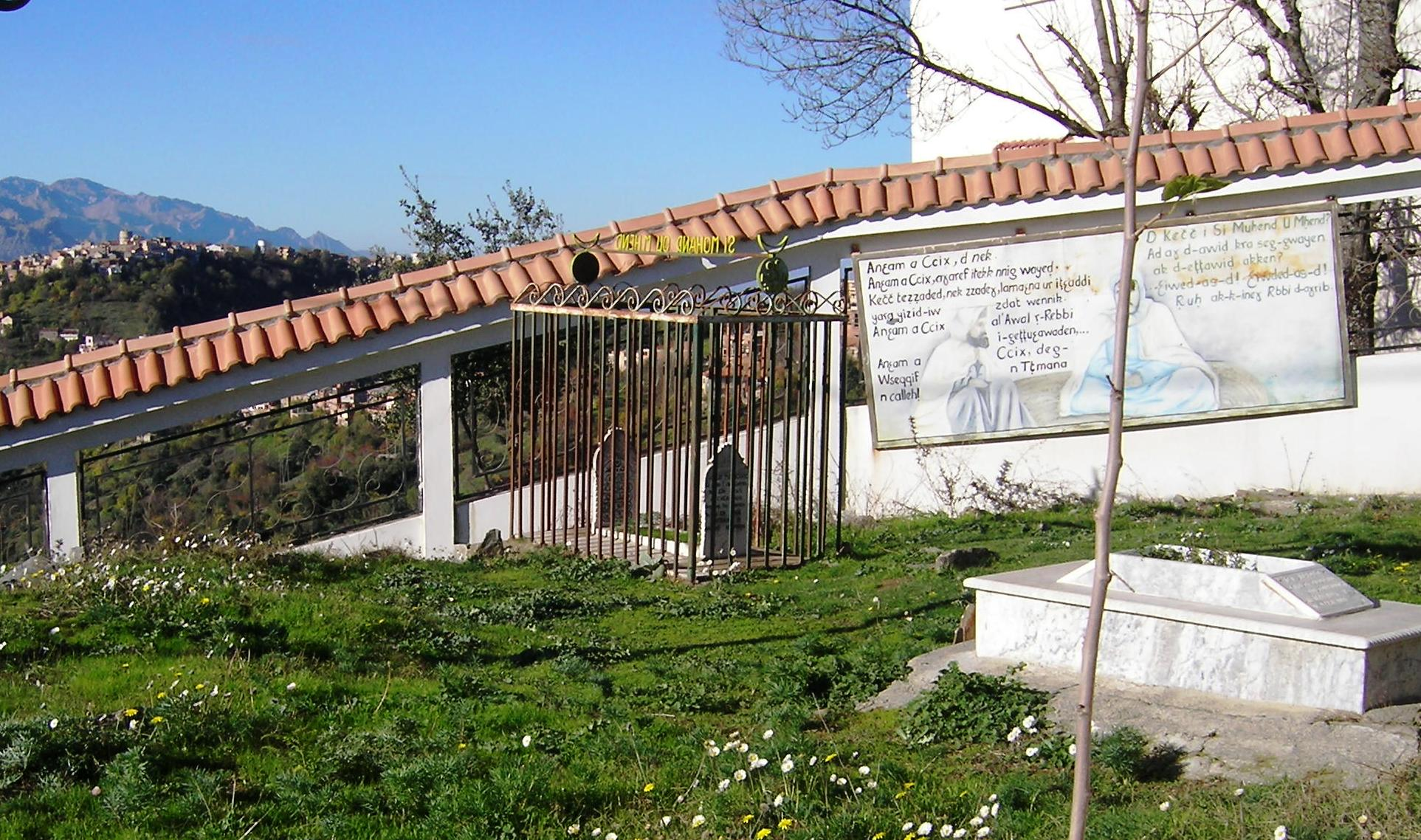
Tombe du poète : Si Mohand Ou Mhand.

Essentiellement orale encore, la littérature kabyle est principalement représentée par deux genres : la poésie et le conte. L'un et l'autre se transmettent dans un registre de langue sensiblement différent de celui employé dans la vie quotidienne. C'est à la fois un mélange d'archaïsme et d'expressions anciennes, mais aussi de modernité, ce qui lui donne un cachet littéraire sans constituer un obstacle à sa compréhension par tous les Kabyles. Plus consciente et parfois engagée, la poésie semble avoir pris le pas sur le conte qui n'a pas encore débouché sur la prose artistique.
La poésie kabyle traditionnelle relève de la tradition orale berbères et africaine. On y distingue plusieurs genres. Le poème épique est dit taqsit (histoire, geste), le poème lyrique asfrou (élucidation) et la pièce légère, parfois chantée, izli (courant d'eau). Cependant le mot asfrou tend de plus en plus à désigner le poème sans distinction de genre et, au pluriel isfra, la poésie en général. Cette évolution rejoint l'usage que les poètes épiques faisaient déjà du même mot dans leurs exordes, qui débutent parfois par ce vers : « A yikhf iou refd asfrou » (« Ô ma tête, fais jaillir un poème »). Par ailleurs, le verbe sfrou (élucider, percer l'inconnu), employé sans complément, a le sens exclusif de dire ou réciter des vers, de la poésie, quel qu'en soit le genre. Le poète kabyle traditionnel le plus célèbre est Si Mohand Ou Mhand, qui vécut au XIXe siècle.
Le conte démarre toujours par la formule « Machaho ! Tellem Chao ! ». Les histoires les plus célèbres sont celles de Mohand Ucen (Mohand le chacal) et de Djeha, personnage rusé propre à l'imaginaire nord-africain. Le conte kabyle a fait l'objet de nombreux travaux d'étude et de synthèse comme ceux de Mouloud Mammeri et de Camille Lacoste-Dujardin.
La tradition orale kabyle renferme aussi de nombreux proverbes (inzan). On peut également y intégrer les nombreux chants interprétés par les femmes : ils sont exécutés, accompagnés du bendir, pour les grandes occasions et particulièrement pour les mariages, lors de la cérémonie de l'ourar et du henné.

### Tradition lettrée

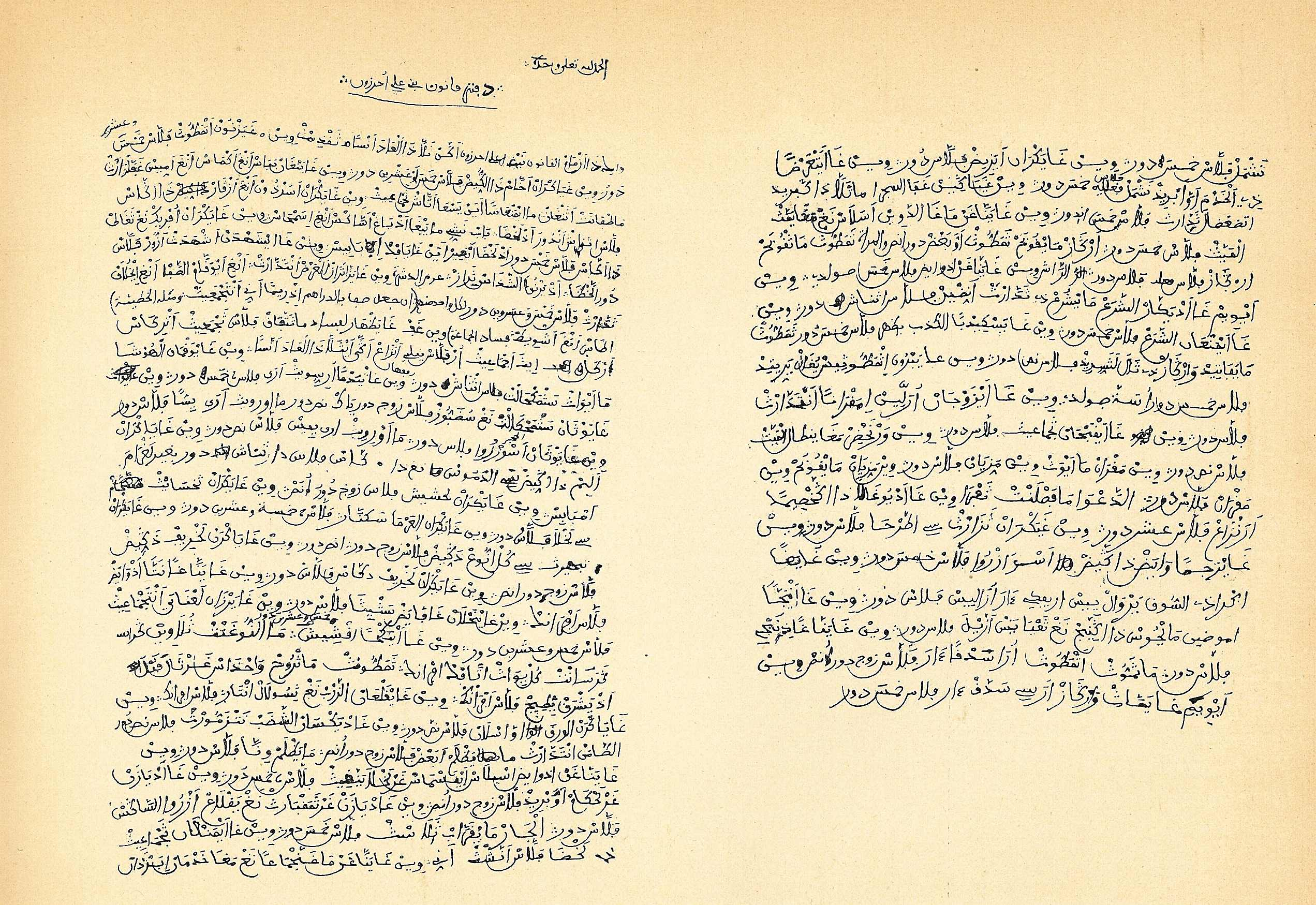
Manuscrit d'un qanun (recueil de droit coutumier).

À l'époque de la régence d'Alger et probablement depuis celle des Hammadides, il existe dans certains villages une tradition écrite entretenue principalement par une élite de lettrés. La bibliothèque du Cheikh El Mouhoub, des Beni Ourtilane, un érudit du XIXe siècle, en est l'exemple le plus connu depuis son exhumation par les chercheurs de l’université de Béjaïa, au milieu des années 1990. Avec plus de 1 000 volumes en provenance de lieux et d'époques variés, de l'Andalousie à l’Extrême-Orient et du IXe au XIXe siècle, elle couvre des domaines divers : astronomie, sciences, médecine, droit coutumier local, savoir religieux (fiqh) et comporte aussi des manuscrits en tamazight transcrit en caractères arabes,. Une partie de ces ouvrages a été détruite durant la période coloniale, l'autre est étudiée à l'université de Béjaïa.

### Institutions et évènements culturels

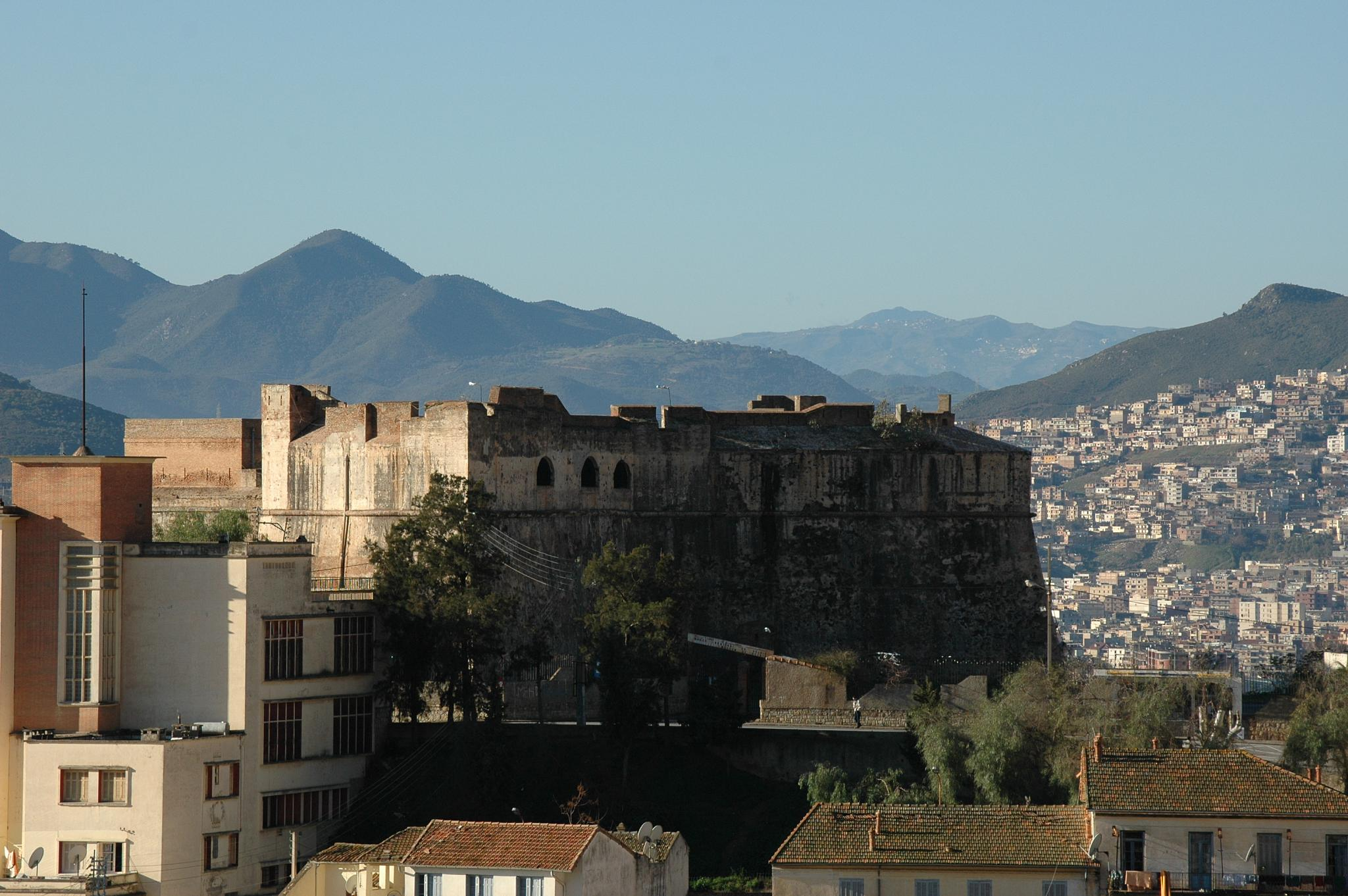
Le fort espagnol : Borj Moussa à Béjaïa, abritant le musée de la ville.

La ville de Béjaïa possède le musée du Borj Moussa, aménagé dans un ancien fort espagnol et où sont présentés des vestiges préhistoriques, romains et de l'époque hafside. Il abrite également une collection d'oiseaux et d'insectes de toute l'Afrique. Sa collection de peintures inclut des toiles d'Émile Aubry et de peintres algériens comme Tabekouch et Farès. Le Musée public national de Sétif est consacré pour sa part aux antiquités des périodes romaine, numide et islamique. Il présente une collection de monnaies en bronze d'époque numide, mais aussi islamique et ottomane. Une salle est consacrée aux mosaïques romaines, une autre à la calligraphie arabe.
La maison de la culture de Tizi Ouzou, inaugurée en 1975, est la première du genre en Algérie. Sa mission est la promotion de la musique, du cinéma et du théâtre local. C'est aussi un lieu de mise en valeur de la culture berbère traditionnelle, avec notamment des expositions consacrées aux arts populaires. La maison de la culture de Béjaïa possède des ateliers culturels de formation, un café-théâtre, un café littéraire et un café-cinéma.
Les institutions culturelles sont ouvertes sur les cultures des autres régions d'Algérie et de toute l'Afrique. Ainsi tous les ans se tient en juillet à Tizi Ouzou le « Festival arabo-africain des danses folkloriques », consacré aux danses traditionnelles du continent, avec la participation de délégations de tous les pays africains. Les manifestations ont lieu dans la rue et animent la ville et ses environs durant plusieurs jours, au rythme des darboukas et des djembés.
Les villages aussi organisent leurs festivals et fêtes traditionnelles : à Lemcella se tient chaque été une « fête de la figue » axée sur la culture millénaire de ce fruit et sur l'écologie ; en hiver se déroule dans divers villages de la région une « fête de l'olivier » qui est l'occasion pour les agriculteurs de proposer à la vente les produits du terroir local comme l'huile d'olive et d'améliorer ainsi leurs revenus. L'artisanat kabyle a chaque été sa « fête de la poterie », à Maâtkas, où sont exposées des créations de toute l'Algérie. En juillet, la « fête du bijou » des Aït Yenni permet aux orfèvres de la région de présenter le résultat de leurs savoir-faire jalousement gardés et de vendre leurs plus belles pièces. Le « festival du tapis » d'Aït Hichem, où des artisans des Aurès et du Mzab exposent leurs créations à côté de celles de Kabylie, est aussi l'occasion d'un concours destiné à récompenser la meilleure tisseuse.

#### Ouvrages
- Atlas des aires protégées en Algérie : Parcs nationaux, réserves naturelles et zones humides vus par Alsat-1, Alger, Agence spatiale algérienne, 2006, 41 p. (lire en ligne).
- Lahouari Addi, Algérie : Chroniques d'une expérience postcoloniale de modernisation, Barzakh, 2012, 334 p. (ISBN 978-9-947-85199-9, lire en ligne), « La Plate-Forme d'El Kseur comme réponse au mal algérien » (reprise d'un article paru dans Le Matin du 28 février 2002)
- Younes Adli, La Kabylie à l’épreuve des invasions : Des Phéniciens à 1900, Zyriab, 2004, 272 p. (ISBN 978-9-961-71535-2).
- Hocine Aït Ahmed, Mémoires d'un combattant : L'esprit d'indépendance, Paris, Sylvie Messinger, 1983, 236 p. (ISBN 2-865-83034-9).
- Sakina Aït Ahmed-Slimani, Proverbes berbères de Kabylie : texte berbère et traduction, Paris, Éditions L'Harmattan, 1996, 159 p. (ISBN 2-738-44349-4, lire en ligne)
- Samia Aït Ali Yahia, Les stèles à inscriptions libyques de la Grande Kabylie, Tizi Ouzou, L'Odyssée, 2008, 189 p. (ISBN 978-9-947-83527-2)
- Farida Aït Ferroukh et Samia Messaoudi, Cuisine kabyle, Aix-en-Provence, Édisud, 2004, 160 p. (ISBN 2-744-90392-2).
- Maxime Aït Kaki, De la question berbère au dilemme kabyle à l'aube du XXIe siècle, Paris, L’Harmattan, 2004, 317 p. (ISBN 2-747-55728-6).
- Youcef Allioui, Les Archs, tribus berbères de Kabylie : Histoire, résistance, culture et démocratie, Paris, Éditions L'Harmattan, 2006, 406 p. (ISBN 2-296-01363-5, lire en ligne).
- Youcef Allioui, La Sagesse des oiseaux : Contes kabyles - Timucuha (bilingue berbère-français), Éditions L'Harmattan, 2008, 216 p. (ISBN 2296049613, lire en ligne).
- Robert Attal, Regards sur les juifs d’Algérie, Paris, Éditions L'Harmattan, 1996, 252 p. (ISBN 2-738-43917-9, lire en ligne).
- Djoudi Attoumi, Le Colonel Amirouche entre légende et histoire, Béjaïa, Éditions Ryma, 2004, 286 p. (ISBN 9-947-00408-2).
- Ginette Aumassip, L'Algérie des premiers hommes, Paris, Éditions de la Maison des sciences de l'homme, 2001, 224 p. (ISBN 978-2-735-10932-6, lire en ligne).
- Dominique Auzias, Jean-Paul Labourdette et Marie-Hélène Martin (enquête et rédaction), Le Petit Futé : Algérie, Paris, Petit Futé, 2008, 522 p. (ISBN 978-2-746-92196-2, lire en ligne).
- Youssef Benoudjit, La Kalaa des Béni Abbès au XVIe siècle, Alger, Dahlab, 1997, 350 p. (ISBN 978-9-961-61132-6).
- Mounir Bouchenaki, Cités antiques d'Algérie, Alger, Ministère de l'Information et de la Culture, coll. « Art et Culture » (no 12), 1978, 114 p. (ISBN 8-439-97904-5)
- Robert Brunschvig, La Berbérie orientale sous les Hafsides des origines à la fin du XVe siècle, t. 1, Paris, Maisonneuve, 1940
- Robert Brunschvig, La Berbérie orientale sous les Hafsides des origines à la fin du XVe siècle, t. 2, Paris, Maisonneuve, 1947
- Gabriel Camps, Monuments et Rites funéraires protohistoriques : Aux origines de la Berbérie, Paris, Arts et Métiers graphiques, 1962, 627 p. (BNF 37451721), chap. IV (« La poterie peinte »), p. 320-417.
- Henriette Camps-Fabrer, Les Bijoux de grande Kabylie : Collections du musée du Bardo et du Centre de recherches anthropologiques, préhistoriques et ethnographiques, Alger, Arts et métiers graphiques, 1970, 180 p.
- A. Certeux et E.-Henry Carnoy, Contributions au folklore des Arabes. L'Algérie traditionnelle. Légendes, contes, chansons, musique…, Paris, Maisonneuve et Leclerc, 1884.
- Kamel Chachoua, L’Islam kabyle, religion, État et société en Algérie, suivi de l’Épître (Rissala) d’Ibnou Zakri (Alger, 1903), mufti de la Grande Mosquée d’Alger, Paris, Maisonneuve et Larose, 2001, 448 p. (présentation en ligne).
- Salem Chaker, Textes en linguistique berbère : Introduction au domaine berbère, Paris, Éditions du CNRS, 1984, 291 p. (ISBN 978-2-222-03578-7).
- Fatima Cherfa-Turpin, La condition juridique de la femme rurale en Kabylie : le cas de la Kabylie maritime en Algérie, Paris, Apopsix, 2011, 360 p. (ISBN 978-2-35979-010-8)
- Marc Côte, L'Algérie ou l'espace retourné, Paris, Flammarion, 1988, 362 p. (ISBN 2-082-12801-6).
- Marc Côte, Guide d'Algérie : Paysages et Patrimoine, Constantine, Média-Plus, 1996, 319 p. (ISBN 9-961-92200-X), « Les Kabylies ».
- Yves Courrière, La Guerre d'Algérie, Fayard, 2001.
- Jean-Marie Dallet et al., Dictionnaire kabyle-français : parler des At Mangellat, Algérie, Paris, Société d'études linguistiques et anthropologiques de France (Selaf, diff. Peeters Publishers), 1982, 1052 p. (ISBN 2-852-97143-7, lire en ligne).
- Eugène Daumas, Mœurs et coutumes de l'Algérie : Tell, Kabylie, Sahara, Hachette, 1855, 2e éd. (1re éd. 1853) (lire en ligne).
- Jean Odon Debeaux, Flore de la Kabylie du Djurdjura : Catalogue méthodique et raisonné de toutes les plantes vasculaires et spontanées observées jusqu'à ce jour dans cette contrée, Paris, Paul Klincksieck, 1894, 484 p. (lire en ligne)
- Émile Dermenghem, Le Culte des saints dans l’islam maghrébin, Paris, Gallimard, 1954.
- Jean Despois et René Raynal, Géographie de l'Afrique du Nord-Ouest, Paris, Payot, 1967, 571 p. (BNF 41607974).
- Karima Dirèche-Slimani, Chrétiens de Kabylie 1873-1954 : Une action missionnaire dans l'Algérie coloniale, Paris, Bouchène, 2004, 153 p. (ISBN 2-912-94677-8).
- Mohamed Seghir Feredj, Histoire de Tizi-Ouzou et de sa région : Des origines à 1954, Alger, Éditions Hammouda, 2002, 3e éd. (1re éd. 1990), 293 p. (ISBN 9-961-89004-3, présentation en ligne).
- Mustapha Gahlouz, Les Qanouns kabyles, Éditions L'Harmattan, 2011, 303 p. (ISBN 2-296-56042-3, lire en ligne).
- Mouloud Gaïd, Histoire de Béjaïa et de sa région depuis l’Antiquité jusqu’à 1954, Alger, Société nationale d'édition et de diffusion, 1976, 196 p. (lire en ligne).
- M. Gast et Y. Assié, Des coffres puniques aux coffres kabyles, Paris, CNRS, 1993, 253 p. (ISBN 978-2271050403).
- Émile-Félix Gautier, Le passé de l’Afrique du Nord : Les siècles obscurs, Paris, Payot, 1952
- Henri Genevoix, Djemâa-Saharidj : Éléments folkloriques pour servir à une étude monographique des Aït-Fraoussen (Kabylie), Fort-National, Fichier de documentation berbère, 1958, 74 p. (lire en ligne).
- Louis Salvator de Habsbourg (trad. de l'allemand), Bougie : La perle de l'Afrique du Nord, Paris, Éditions L'Harmattan, 2000 (1re éd. 1899), 158 p. (ISBN 2738484557).
- Adolphe Hanoteau et Aristide Letourneux, La Kabylie et les coutumes kabyles, Saint-Denis, Bouchène, 1983 (1re éd. 1872-1873), 384 p. (ISBN 2-912-94643-3)
- Mohammed Harbi et Benjamin Stora, La Guerre d'Algérie, Paris, Hachette, 2005, 1039 p. (ISBN 2-012-79279-0).
- François-Xavier Hautreux, La Guerre d'Algérie des Harkis : 1954-1962, Paris, Éditions Perrin, 2013, 468 p. (ISBN 978-2-262-04297-4, lire en ligne).
- Robert Herrmann, Plan de sauvegarde du centre historique de Béjaïa, Paris, Unesco, 1980, 45 p. (lire en ligne [PDF]).
- Ibn Khaldoun (trad. William Mac Guckin de Slane), Les Prolégomènes, vol. 1, Paris, Imprimerie impériale, 1863, 486 p. (lire en ligne)
- Ibn Khaldoun (trad. William Mac Guckin de Slane), Histoire des Berbères et des dynasties musulmanes de l'Afrique septentrionale, Alger, Berti, 2003 (1re éd. 1852-1856), 1575 p. (ISBN 1-272-21950-X)
- Jean Jolly, L'Afrique et son environnement européen et asiatique, Éditions L'Harmattan, 2008, 167 p. (ISBN 229605773X, lire en ligne).
- Charles-André Julien, Histoire de l'Afrique du Nord : Des origines à 1830, Paris, Payot, 1966 (1re éd. 1951).
- Mahfoud Kaddache, L'Algérie médiévale, Alger, Entreprise nationale algérienne du livre, 1992 (1re éd. 1982), 187 p.
- Mahfoud Kaddache, L'Algérie des Algériens, Alger, EDIF2000, 2011 (1re éd. 1982), 786 p. (ISBN 978-9-961-96621-1).
- (en) Walter Kaegi, Muslim Expansion and Byzantine Collapse in North Africa, Cambridge University Press, 2010, 345 p. (ISBN 0521196779).
- Abdellaziz Khati, La Kabylie par ses romanciers, 2017  (ISBN 978 9947 62 162 2)[320]
- Mohand Khellil, L'Exil kabyle : Essai d'analyse du vécu des migrants, Éditions L'Harmattan, 1979, 207 p. (lire en ligne).
- Hosni Kitouni, La Kabylie orientale dans l'histoire : Pays des Kutama et guerre coloniale, 2013, 268 p. (ISBN 2336293439, lire en ligne ).
- Henri Klein, Feuillets d'El-Djezaïr, Alger, Chaix, 1937, 312 p. (lire en ligne), « Les canons ».
- Yves Lacoste, Ibn Khaldoun : Naissance de l'histoire, passé du tiers-monde, Paris, Éditions Maspero, coll. « Textes à l'appui », 1978 (1re éd. 1966), 267 p. (ISBN 2-707-10124-9).
- Yves Lacoste, Unité et diversité du tiers monde : Des représentations planétaires aux stratégies sur le terrain, Paris, La Découverte, coll. « Hérodote », 1984, 562 p. (ISBN 2-707-11448-0), « Rapports plaine-montagne en Grande Kabylie ».
- Camille Lacoste-Dujardin, Le Conte kabyle : Étude ethnologique, Paris, La Découverte, 1982 (réimpr. 2003), 542 p. (ISBN 2-707-14174-7)
- Camille Lacoste-Dujardin, Voyage d’Idir et Djya en Kabylie : Initiation à la culture kabyle, Paris, Éditions L'Harmattan, 2003, 134 p. (ISBN 2-747-54032-4, lire en ligne).
- Camille Lacoste-Dujardin, Dictionnaire de la culture berbère en Kabylie, Paris, La Découverte, 2005, 394 p. (ISBN 2-707-14588-2)
- Germaine Laoust-Chantréaux (photographies) et al., Mémoire de Kabylie : Scènes de la vie traditionnelle (1937-1939), Aix-en-Provence, Édisud, 1994, 127 p. (ISBN 2-857-44739-6)
- Lucien Leclerc, Une mission médicale en Kabylie, Baillière, 1864 (lire en ligne)
- Didier Le Saout et Marguerite Rollinde, Émeutes et Mouvements sociaux au Maghreb : perspective comparée, Éditions Karthala, 1999, 388 p. (ISBN 978-2-865-37998-9, lire en ligne).
- Patricia M. E. Lorcin (trad. de l'anglais), Kabyles, Arabes, Français : Identités coloniales, Limoges, Presses universitaires de Limoges, 2005, 374 p. (ISBN 2-842-87339-4, lire en ligne).
- Ali Loukkas (conception) et al., Atlas des parcs nationaux algériens, Théniet El Had, Parc national de Théniet El Had, 2006, 92 p. (lire en ligne).
- Alain Mahé, Histoire de la Grande Kabylie XIXe  et  XXe siècles : Anthropologie historique du lien social dans les communautés villageoises, Paris, Bouchène, 2001 (ISBN 2-912-94612-3).
- Étienne Maignen, Treillis au djebel : Les Piliers de Tiahmaïne, Saint-Suliac, Yellow Concept, 2004, 310 p. (ISBN 2-915-20810-7)
- Malika Assam, Des tribus en Kabylie? Les At Zemmenzer, de la tribu précoloniale à la reconstruction identitaire berbère. Paris. Les Presses de l'Inalco, 2022.  (ISBN 9-782-85831-411-9), lire en ligne
- Makilam, La Magie des femmes kabyles et l’unité de la société traditionnelle, Paris, Éditions L'Harmattan, coll. « Histoire et perspectives méditerranéennes », 1996, 328 p. (ISBN 2-738-43954-3, lire en ligne).
- Makilam, Signes et rituels magiques des femmes kabyles, Aix-en-Provence, Édisud, 1999, 160 p. (ISBN 978-2-744-90042-6).
- Mouloud Mammeri, Tellem chaho ! : Contes berbères de Kabylie, Paris, Éditions Bordas, 1980, 122 p. (ISBN 2-040-11301-0).
- Mouloud Mammeri, Les Isefra : poèmes de Si Mohand-ou-Mhand, La Découverte, 1987 (réimpr. 1969, 1978, 1982), 479 p. (ISBN 978-2-707-11315-3)
- Mouloud Mammeri, Yenna-yas Ccix Muhend : Le Cheikh Mohand a dit, Paris, Laphomic, 1989, 208 p. (ISBN 2-707-14588-2).
- Mouloud Mammeri, La Colline oubliée, Paris, Éditions Gallimard, coll. « Folio », 1992, 224 p. (ISBN 2-070-38474-8).
- Mouloud Mammeri, Poèmes kabyles anciens : Textes berbères et français, Paris, La Découverte, 2001 (1re éd. 1980), 470 p. (ISBN 978-2-707-13426-4).
- Ferhat Mehenni, Algérie : La question kabyle, Paris, Michalon, 2004, 192 p. (ISBN 2-841-86226-7)
- Ernest Mercier, Histoire de l'Afrique septentrionale (Berbérie) : Depuis les temps les plus reculés jusqu'à la conquête française (1830), t. III, Paris, Ernest Leroux, 1888 (lire en ligne)
- Gilbert Meynier, L'Algérie des origines : De la Préhistoire à l'avènement de l'islam, Paris, La Découverte, coll. « La Découverte/Poche », 2010 (1re éd. 2007), 236 p. (ISBN 978-2-707-15937-3).
- Mongnicourt, Expédition de Djidjelli (1664), Paris, Imprimerie militaire de L. Baudouin, 1896
- Jean-Baptiste Moreau, Les Grands Symboles méditerranéens dans la poterie algérienne, Alger, SNED, 1976.
- Jean Morizot, Les Kabyles : Propos d'un témoin, Paris, l'Harmattan, 2001 (1re éd. 1985), 279 p. (ISBN 2-747-51027-1, lire en ligne ).
- Hadjira Mouhoub, Les aventures du couscous, Actes Sud, 2003, 240 p. (ISBN 978-2-742-74477-0).
- Michel Mourre (dir.), Dictionnaire encyclopédique d'Histoire, Paris, Éditions Bordas, 1996 (1re éd. 1978).
- Kamal Naït-Zerrad, Lexique religieux berbère et néologie : Un essai de traduction partielle du Coran, Milan, Centro Studi Camito-Semitici, 1998, 347 p.
- Rachid Oulebsir, L’Olivier en Kabylie entre mythes et réalités, Paris, Éditions L'Harmattan, 2008 (lire en ligne).
- Tahar Oussedik, LLa Fat'ma N'Soumer, Alger, Entreprise nationale du livre, 1992, 91 p.
- Tahar Oussedik, Bou-Beghla : L'homme à la mule, Alger, Entreprise nationale du livre, 2006, 73 p.
- Viviana Pâques, L'arbre cosmique dans la pensée populaire et dans la vie quotidienne du nord-ouest africain, Paris, Éditions L'Harmattan, 1995, 700 p. (ISBN 2-7384-2994-7, lire en ligne)
- Martial Rémond, Terre kabyle, Paris, Ibis Press, 2004, 121 p. (ISBN 2-910-72837-4)
- Charles Édouard Joseph Rotalier, Histoire d'Alger et de la piraterie des Turcs dans la Méditerranée, vol. 1, Paris, Paulin, 1841 (lire en ligne).
- Jean Servier, Tradition et Civilisation berbères : Les Portes de l’année, Paris, Éditions du Rocher, 1989, 509 p. (ISBN 978-2-268-00369-6).
- Jacques Simon, L'immigration algérienne en France de 1962 à nos jours, Paris, Éditions L'Harmattan, 2002, 249 p. (ISBN 978-2-747-52697-5, lire en ligne).
- Djamel Souidi, Grands personnages de l'histoire ancienne de l'Algérie : Des origines à 1830, Blida (Algérie), Tell, 2005, 144 p. (ISBN 9-961-77329-2).
- Paul Vandenbroeck, Azetta : L'Art des femmes berbères, Gand, Ludion, 2000, 275 p. (ISBN 90-5544-282-8).
- Marie-France Vivier (commissaire) et al., Ideqqi : Art de femmes berbères, musée du Quai Branly (exposition du 19 juin au 16 septembre 2007), 2007, 15 p. (lire en ligne [PDF]).
- Youcef Zirem, Histoire de Kabylie : Le point de vue kabyle, Fouesnant, Yoran Embanner, 2013, 248 p. (ISBN 978-2-914-85598-3).
- L'Algérie : Agitation et impasse en Kabylie, International Crisis Group, 10 juin 2003, 61 p. (lire en ligne).

#### Contributions à un ouvrage
- Dahbia Abrous, « Kabylie : Anthropologie sociale », dans Encyclopédie berbère, vol. XXVI, 2011 (lire en ligne), p. 4027-4033
- Salah Baïzig, « Béjaïa et les tribus de sa région durant la période hafside », dans Béjaïa à travers les âges : Histoire, société, science et culture, Béjaïa, Université de Béjaïa, novembre 1997
- Omar Carlier, « La production sociale de l’image de soi : Notes sur la crise berbériste de 1949 », dans Jean-Robert Henry (dir.) et al., Nouveaux enjeux culturels au Maghreb, Paris, Éditions du CNRS, coll. « Études de l’Annuaire de l’Afrique du Nord », 1986, 449 p. (ISBN 2222039533).
- Salem Chaker, « Le berbère de Kabylie », dans Encyclopédie berbère, vol. XXVI, 2004 (lire en ligne [PDF]), p. 4055-4066
- Salem Chaker, « Berbères », dans Encyclopædia Universalis, 2011 (lire en ligne)
- Mahfoud Kaddache, « L’utilisation du fait berbère comme facteur politique dans l’Algérie coloniale », dans Actes du premier congrès international d’études des cultures méditerranéennes d’influence arabo-berbère, Alger, SNED, 1972
- Rabah Kahlouche, « Les déterminations socio-historiques de l’emprunt du kabyle (berbère) à l’arabe », dans Kamal Naït-Zerrad (dir.) et al., Articles de linguistique berbère : Mémorial Werner Vycich, Paris, Éditions L'Harmattan, 2002, 490 p. (ISBN 2747527069, lire en ligne), p. 235-244
- Mohand-Ouamar Oussalem, « Kabylie : Économie contemporaine », dans Encyclopédie berbère, vol. XXVI, 2004 (lire en ligne), p. 4042-4046
- M'Barek Redjala et Bouziane Semmoud, « Kabyles », dans Encyclopædia Universalis, 2011 (lire en ligne)

#### Contributions à une publication périodique
- Djamel Aïssani, « Écrits de langue berbère de la collection de manuscrits Oulahbib (Béjaïa) », Études et documents berbères, nos 15-16,‎ 1998, p. 81-99 (lire en ligne [PDF]).
- Dehbia Akkache-Maacha, « Art et Artisanat traditionnels de Kabylie », Campus, Université Mouloud Mammeri de Tizi Ouzou, faculté des sciences économiques et de gestion, no 12,‎ décembre 2008, p. 4-21 (ISSN 1112-783X, lire en ligne [PDF]).
- Henri Aucapitaine, « Mausolée d’Akbou », Revue africaine, vol. IV, no 24,‎ 1860, p. 418-421 (lire en ligne).
- Jacques Berset et Ghaleb Bader, « Chrétiens en Algérie », Choisir, no 19,‎ février 2010, p. 18-19 (lire en ligne [PDF]).
- Lounes Bougaci, « Maâtkas : L’Olivier en fête », Le Midi libre,‎ 16 mars 2011, p. 8 (lire en ligne).
- Gabriel Camps, « Sur trois types peu connus de Monuments funéraires nord-africains (note de Protohistoire) », Bulletin de la Société préhistorique française, vol. 56, nos 1-2,‎ 1959, p. 101-108 (DOI 10.3406/bspf.1959.3557, lire en ligne [PDF]).
- Laurent-Charles Feraud, « Histoire des villes de la province de Constantine », Recueil des notices et mémoires de la Société archéologique de la province de Constantine, 2e série, vol. 5,‎ 1872, p. 1-380 (ISSN 1111-4444, lire en ligne).
- Mohand Akli Haddadou, « L’État algérien face à la revendication berbère : De la répression aux concessions », Glottopol, no 5,‎ janvier 2003, p. 131-138 (lire en ligne [PDF]).
- Camille Lacoste-Dujardin, « Géographie culturelle et géopolitique en Kabylie : La révolte de la jeunesse kabyle pour une Algérie démocratique », Hérodote, no 103,‎ 2001, p. 57-91 (ISBN 2707135925, lire en ligne).
- Thomas Lacroix, « Intégration et développement : Exemple de deux groupes berbères », Accueillir, no 252,‎ décembre 2009, p. 43-45 (lire en ligne [PDF]).
- Nedjma Abdelfettah Lalmi, « Du mythe de l’isolat kabyle », Cahiers d’études africaines, no 175,‎ 2004, p. 507-531 (lire en ligne).
- René Lespès, « Le climat de la Kabylie du Djurdjura », Annales de géographie, vol. 18, no 97,‎ 1909, p. 24-33 (DOI 10.3406/geo.1909.6745, lire en ligne).
- Yidir Plantade, « Laïcité et athéisme en Kabylie : Mythes et ambigüités », Journal d’étude des relations internationales au Moyen-Orient, vol. 2, no 1,‎ janvier 2007, p. 81-94 (lire en ligne [PDF]).
- Jean Pouquet, « L’émigration kabyle vers la France (d’après M. Pierre Démondion) », Annales de Géographie, vol. 60, no 321,‎ 1951, p. 294-296 (DOI 10.3406/geo.1951.13279, lire en ligne).
- Jean Servier, « Un exemple d’organisation politique traditionnelle : Une tribu kabyle, les Iflissen-Lebhar », Revue de l’Occident musulman et de la Méditerranée, vol. 2, no 2,‎ 1966, p. 169-187 (lire en ligne)
- Mourad Slimani, « Le fort Gouraya réclame justice », El Watan,‎ 13 aout 2006, p. 1 et 7 (lire en ligne [PDF]).
- Benjamin Stora, « Figures kabyles dans l’histoire politique algérienne », Awal : Cahiers d’études berbères, no 25,‎ 2002, p. 45-47 (ISBN 2-7351-0946-1, ISSN 0764-7573, lire en ligne [PDF]).
- Khaldi Zakaria, « Aït Zellal : un village qui se développe », Le Midi libre,‎ 30 septembre 2009, p. 9 (lire en ligne).